# Adolf Hitler

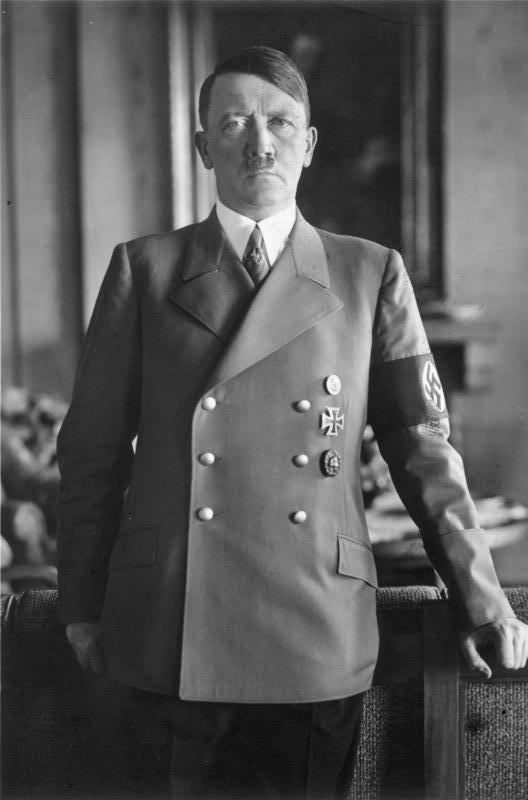
Adolf Hitler (1938)Unterschrift (1944), vermutlich mit einem Unterschriftenautomaten erzeugt (vgl. Abschnitt Weiterer Kriegsverlauf)

Adolf Hitler (* 20. April 1889 in Braunau am Inn, Österreich-Ungarn; † 30. April 1945 in Berlin) war ein deutscher Politiker österreichischer Herkunft und von 1933 bis zu seinem Tod Diktator des Deutschen Reichs. Ab 1921 war er Vorsitzender der Nationalsozialistischen Deutschen Arbeiterpartei (NSDAP), von 1933 bis 1945 deutscher Reichskanzler, ab 1934 auch Staatsoberhaupt und ab 1938 Oberbefehlshaber der deutschen Wehrmacht.
Im November 1923 versuchte er mit einem Putsch von München aus die Weimarer Republik zu stürzen. Mit seiner Schrift Mein Kampf (1925/26) prägte er die antisemitische und rassistische, auf Eroberung von sogenanntem Lebensraum ausgerichtete Ideologie des Nationalsozialismus.
Hitler wurde am 30. Januar 1933 von Reichspräsident Paul von Hindenburg zum deutschen Reichskanzler ernannt. Innerhalb weniger Monate beseitigte sein Regime mit Terror, Notverordnungen, dem Ermächtigungsgesetz, Gleichschaltungsgesetzen, Organisations- und Parteiverboten die Gewaltenteilung, die pluralistische Demokratie, den Föderalismus und den Rechtsstaat. Politische Gegner wurden in Konzentrationslagern inhaftiert, gefoltert und ermordet. 1934 ließ Hitler anlässlich des „Röhm-Putsches“ politische Gegner und potenzielle Rivalen in den eigenen Reihen ermorden. Hindenburgs Tod im August 1934 nutzte er, um das Amt des Reichspräsidenten mit dem des Reichskanzlers vereinen zu lassen, und regierte ab da als Führer und Reichskanzler.
Die deutschen Juden wurden ab 1933 zunehmend ausgegrenzt und entrechtet, besonders durch die Nürnberger Gesetze vom 15. September 1935, die Novemberpogrome 1938 und die Arisierung von Unternehmen jüdischer Eigentümer sowie zahlreiche weitere Gesetze und Verordnungen, die ihnen schrittweise die Teilnahme am wirtschaftlichen, kulturellen und gesellschaftlichen Leben unmöglich machten und sie ihrer Vermögen und Erwerbsmöglichkeiten beraubten. Die Folgen der Weltwirtschaftskrise und die Massenarbeitslosigkeit ließ er mit einer enormen Ausweitung der Staatsverschuldung bekämpfen: mit Investitionsprogrammen und Arbeitsbeschaffungsmaßnahmen wie dem Autobahnbau und mit der Aufrüstung der Wehrmacht über das System der Mefo-Wechsel. Zudem führte er einen paramilitärisch organisierten Reichsarbeitsdienst ein.
Mit dem zunächst geheimen Aufbau (1934) der Reichsluftwaffe, der Wiedereinführung der Wehrpflicht, der Aufrüstung der Wehrmacht und der Rheinlandbesetzung brach Hitler den Versailler Vertrag. Die nationalsozialistische Propaganda stellte die Wirtschafts-, Sozial- und Außenpolitik als erfolgreich dar und steigerte so bis 1939 Hitlers Popularität.
1938 übernahm er die unmittelbare Befehlsgewalt über die Wehrmacht und setzte den „Anschluss“ Österreichs durch. Über das Münchner Abkommen vom 30. September 1938, das ihm die Angliederung des Sudetenlandes an das Deutsche Reich gestattete, setzte er sich mit der „Zerschlagung der Rest-Tschechei“ bereits am 15. März 1939 hinweg. Mit dem durch den Abschluss des sogenannten Hitler-Stalin-Pakts vom 23./24. August 1939 mit der Sowjetunion vorbereiteten Überfall auf Polen am 1. September 1939, der vertragsgemäß die Zerschlagung des polnischen Staates und die Aufteilung seines Territoriums unter den Vertragspartnern zum Ziel hatte und auf den bald die sowjetische Besetzung Ostpolens folgte, löste er den Zweiten Weltkrieg in Europa aus.
Nach dem Sieg über Frankreich im Westfeldzug vom 10. Mai bis 25. Juni 1940 und dem Beginn der später gescheiterten Luftschlacht um England am 10. Juli 1940 teilte er am 31. Juli 1940 Vertretern des Oberkommandos der Wehrmacht seinen Entschluss mit, die Sowjetunion anzugreifen und gegen sie einen Vernichtungskrieg zur Eroberung von „Lebensraum im Osten“ zu führen. Den am 22. Juni 1941 begonnenen Krieg gegen die Sowjetunion ließ er unter dem Decknamen „Unternehmen Barbarossa“ vorbereiten und führen.
Im Zweiten Weltkrieg verübten die Nationalsozialisten und ihre Helfer zahlreiche Massenverbrechen und Völkermorde. Bereits im Sommer 1939 erteilte Hitler die Weisung, die „Erwachseneneuthanasie“ vorzubereiten. Zwischen September 1939 und August 1941 wurden in der „Aktion T4“ über 70.000 psychisch kranke sowie geistig und körperlich behinderte Menschen, bis Kriegsende über 200.000 Menschen systematisch ermordet.
Hitlers Antisemitismus und Rassismus gipfelte schließlich im Holocaust. In diesem wurden etwa 5,6 bis 6,3 Millionen Juden, im Porajmos bis zu 500.000 Sinti und Roma ermordet. Hitler autorisierte die wichtigsten Schritte des Judenmordes und ließ sich über den Verlauf informieren. Seine verbrecherische Politik führte zu vielen Millionen Kriegstoten und zur Zerstörung weiter Teile Deutschlands und Europas. Er beging am 30. April 1945 im Bunker der Reichskanzlei Suizid, acht Tage später folgte die bedingungslose Kapitulation der deutschen Wehrmacht.

## Frühe Jahre (1889–1918)

### Familie

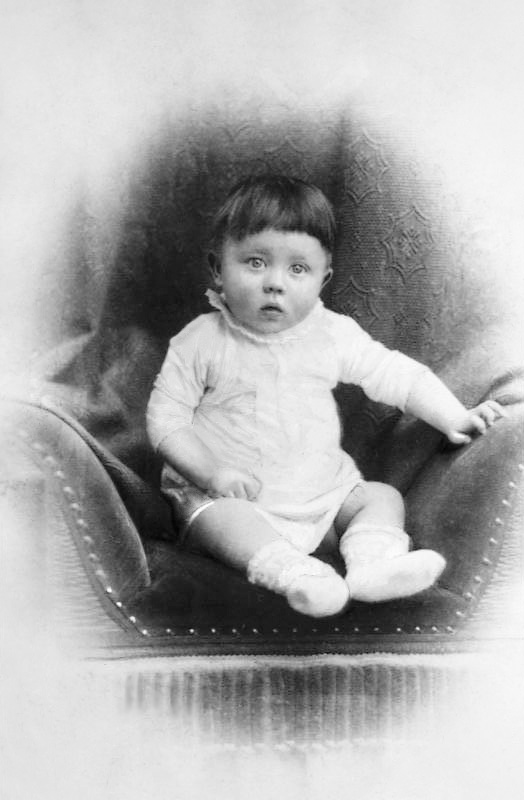
Adolf Hitler im ersten Lebensjahr um 1890

Hitlers Familie stammte aus dem niederösterreichischen Waldviertel an der Grenze zu Böhmen. Seine Eltern waren der Zollbeamte Alois Hitler (1837–1903) und dessen dritte Ehefrau Klara Pölzl (1860–1907). Alois war unehelich geboren worden und trug bis zu seinem 39. Lebensjahr den Familiennamen seiner Mutter, nämlich Schicklgruber. Maria Anna Schicklgruber (1796–1847) hatte 1842 Johann Georg Hiedler (1792–1857) geheiratet. Hiedler gilt in der Forschung mitunter als Alois’ Vater, doch bekannte er sich zeitlebens nicht dazu. 1876 wurde er posthum als Alois’ Vater bestätigt und in der Schreibweise Hitler beurkundet. Manche Historiker halten indes Johann Georgs jüngeren Bruder Johann Nepomuk Hiedler (1807–1888), bei dem Alois Hitler als Ziehkind aufwuchs, für dessen leiblichen Vater. Davon abgesehen war Klara Pölzl die Enkelin Johann Nepomuk Hiedlers. Somit hatte Alois seine Halbnichte ersten oder zweiten Grades geheiratet.
Adolf Hitler wurde am 20. April 1889 in Braunau am Inn geboren und zwei Tage später in der Braunauer Stadtpfarrkirche getauft. Seine älteren Geschwister Gustav (1885–1887) und Ida (1886–1888) waren vor seiner Geburt gestorben. Die drei jüngeren Geschwister waren Otto (*/† 1892, nur sechs Tage alt geworden), Edmund (1894–1900) und Paula (1896–1960). Ottos korrekte Lebensdaten wurden erst 2016 ermittelt. Hitlers zwei ältere Halbgeschwister Alois junior und Angela Hammitzsch stammten aus der zweiten Ehe seines Vaters. Sie wuchsen nach dem Tod ihrer Mutter im Haushalt von Hitlers Eltern auf.
Ab 1923 verschwieg Hitler manche Details seiner Herkunft. 1930 verbot er Alois Hitler junior und dessen Sohn William Patrick Hitler, sich in Medien als seine Verwandten vorzustellen, weil seine Gegner seine Herkunft nicht kennen durften. Er wollte das öffentliche Interesse an seiner Abstammung beenden. Beunruhigt wegen entsprechender Äußerungen seines Neffen, soll Hitler 1930 seinen Anwalt Hans Frank, später Generalgouverneur im besetzten Polen, damit beauftragt haben, eine jüdische Herkunft seines Vaters zu widerlegen. Nach dem Krieg stellte Frank die so genannte „Frankenberger-These“ auf, wonach Hitlers Großvater väterlicherseits Jude gewesen sein könne. Diese These wurde jedoch von allen maßgeblichen Hitlerbiografen verworfen und 1971 von Werner Maser widerlegt. Als ausländische Medien 1932/33 wiederholt behaupteten, der Führer der antisemitischen NSDAP habe jüdische Vorfahren aus dem Ghetto von Polná, ließ er zwei Ahnenforscher seinen Stammbaum untersuchen, der 1937 veröffentlicht wurde.
Nach dem „Anschluss“ Österreichs 1938 erklärte Hitler die Heimatdörfer seines Vaters und seiner Großmutter im sog. Ahnengau, Döllersheim und Strones, zum militärischen Sperrgebiet. Bis 1942 ließ er dort einen großen Truppenübungsplatz anlegen, die etwa 7000 Einwohner umsiedeln und mehrere Gedenktafeln für seine Vorfahren entfernen. Auch das Ehrengrab seiner Großmutter wurde zerstört, während die Taufakten ihrer Familie erhalten blieben. Dem Journalisten Wolfgang Zdral zufolge wollte Hitler mit all diesen Maßnahmen Zweifel an seinem „Ariernachweis“ unterbinden und Inzest-Vorwürfen wegen der Blutsverwandtschaft seiner Eltern vorbeugen.

### Schulzeit

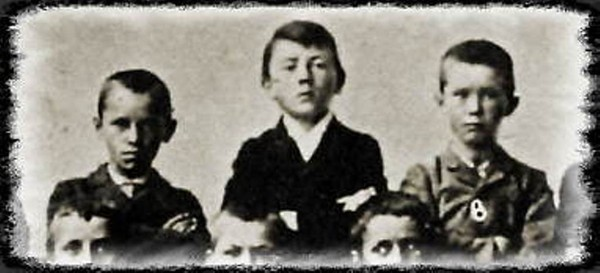
Adolf Hitler (Mitte) als Schuljunge, 1899

Wegen der Beförderung des Vaters zum Zollamts-Oberoffizial übersiedelte die Familie im Sommer 1892 in die deutsche Grenzstadt Passau. Im Frühjahr 1895 kehrte die Familie nach Österreich zurück und bezog das Rauschergut in Hafeld, sodass Hitler ab Mai die einklassige Volksschule in Fischlham besuchte. Mit dem Umzug nach Lambach im Juli 1897 absolvierte er die zweite und dritte Klasse und schließlich mit dem Umzug nach Leonding die vierte Klasse. Er galt als guter, aufgeweckter Schüler. Ab 1900 besuchte er die K. k. Staats-Realschule Linz, wo er zweimal wegen Verfehlung des Leistungszieles nicht in die nächstfolgende Klasse aufsteigen konnte. Den Religionsunterricht bei Franz Sales Schwarz verachtete er, nur der Geografie- und der Geschichtsunterricht bei Leopold Pötsch interessierten ihn. In Mein Kampf (1925) hob er den positiven Einfluss von Pötsch hervor. In seiner Realschulzeit las Hitler gern Bücher von Karl May, den er zeitlebens verehrte. Sein Vater hatte ihn für eine Beamtenlaufbahn bestimmt und reagierte auf seine Lernunwilligkeit mit häufigen und erfolglosen Prügelstrafen. Er starb Anfang 1903. 1904 schickte die Mutter Hitler auf die Oberrealschule in Steyr. Nach erfolgreich bestandener Nachprüfung im Herbst 1905 hätte Hitler in die fünfte Klasse aufsteigen können, er entschied sich aber, die Schule abzubrechen.
In Linz lernte Hitler durch Mitschüler, Lehrer und Zeitungen das Denken des radikalen Antisemiten und Gründers der Alldeutschen Vereinigung, Georg von Schönerer, kennen. Er besuchte erstmals Aufführungen von Opern Richard Wagners, darunter Rienzi. Dazu äußerte er später: „In jener Stunde begann es.“ Unter dem Eindruck der Hauptfigur soll er laut seinem damaligen Freund August Kubizek gesagt haben: „Ich will ein Volkstribun werden.“
In Mein Kampf stellte Hitler sein Schulverhalten als Lernstreik gegen den Vater dar und behauptete, ein schweres Lungenleiden habe seinen Schulabschluss vereitelt. Die Gewalttätigkeit des Vaters gilt als mögliche Wurzel für seine weitere Entwicklung. Nach dem Zeithistoriker Joachim Fest schwankte er schon in der Schulzeit zwischen intensiver Beschäftigung mit verschiedenen Projekten sowie Untätigkeit und zeigte ein Unvermögen zu regelmäßiger Arbeit.

### Ansichtskartenmaler in Wien und München
Nach dem Tod seines Vaters bezog Hitler als Halbwaise ab 1903 eine anteilige Waisenrente; ab 1905 erhielt er Finanzhilfen von seiner Mutter und seiner Tante Johanna. Anfang 1907 wurde bei seiner Mutter Brustkrebs festgestellt. Der jüdische Hausarzt Eduard Bloch behandelte sie. Da sich ihr Zustand rapide verschlechterte, soll Hitler auf der Anwendung von schmerzhaften Iodoform-Kompressen bestanden haben, die letztlich ihren Tod beschleunigten.
Seit 1906 wollte Hitler Kunstmaler werden und trug später diese Berufsbezeichnung. Er sah sich zeitlebens als verkannter Künstler. Im Oktober 1907 bewarb er sich erfolglos für ein Kunststudium an der Allgemeinen Malerschule der Wiener Kunstakademie. Er blieb zunächst in Wien, kehrte nach Linz zurück, als er am 24. Oktober erfuhr, dass seine Mutter nur noch wenige Wochen zu leben habe. Nach Aussage Blochs und Hitlers Schwester versorgte er den elterlichen Haushalt bis zum Tod der Mutter am 21. Dezember 1907 und sorgte für ihr Begräbnis zwei Tage darauf. Er bedankte sich dabei bei Bloch, schenkte ihm einige seiner Bilder und schützte ihn 1938 vor der Festnahme durch die Gestapo.
Als vorgeblicher Kunststudent erhielt Hitler von Januar 1908 bis 1913 eine Waisenrente von 25 Kronen monatlich sowie das Erbe seiner Mutter von höchstens 1000 Kronen. Davon konnte er etwa ein Jahr in Wien leben. Sein Vormund Josef Mayrhofer drängte ihn mehrmals vergeblich, zugunsten seiner minderjährigen Schwester Paula auf seinen Rentenanteil zu verzichten und eine Lehre zu beginnen. Hitler weigerte sich und brach den Kontakt ab. Er verachtete einen „Brotberuf“ und wollte in Wien Künstler werden. Im Februar 1908 ließ er eine Einladung des renommierten Bühnenbildners Alfred Roller ungenutzt, der ihm eine Ausbildung angeboten hatte. Als ihm das Geld ausging, besorgte er sich im August von seiner Tante Johanna einen Kredit über 924 Kronen. Bei der zweiten Aufnahmeprüfung an der Kunstakademie im September wurde er nicht mehr zum Probezeichnen zugelassen. Er verschwieg seinen Verwandten diesen Misserfolg und seinen Wohnsitz, um seine Waisenrente weiter zu erhalten. Deshalb gab er sich bei Wohnungswechseln als „akademischer Maler“ oder „Schriftsteller“ aus. Ihm drohte die Einziehung zum Wehrdienst in der österreichischen Armee.
Nach August Kubizek, der mit ihm 1908 ein Zimmer teilte, interessierte sich Hitler damals mehr für Wagner-Opern als für Politik. Nach seinem Auszug im November 1908 mietete er in kurzen Zeitabständen immer weiter von der Innenstadt entfernte Zimmer an, offenbar weil seine Geldnot wuchs. Im Herbst 1909 bezog er für drei Wochen ein Zimmer in der Sechshauser Straße 56 in Wien; danach war er drei Monate lang nicht behördlich angemeldet. Aus seiner Aussage in einer Strafanzeige ist ersichtlich, dass er ein Obdachlosenasyl in Meidling bewohnte. Anfang 1910 zog Hitler in das Männerwohnheim Meldemannstraße, ebenfalls ein Obdachlosenasyl. 1938 ließ er alle Akten über seine Aufenthaltsorte in Wien beschlagnahmen und gab ein Haus in einem gehobenen Wohnviertel als seine Studentenwohnung aus.

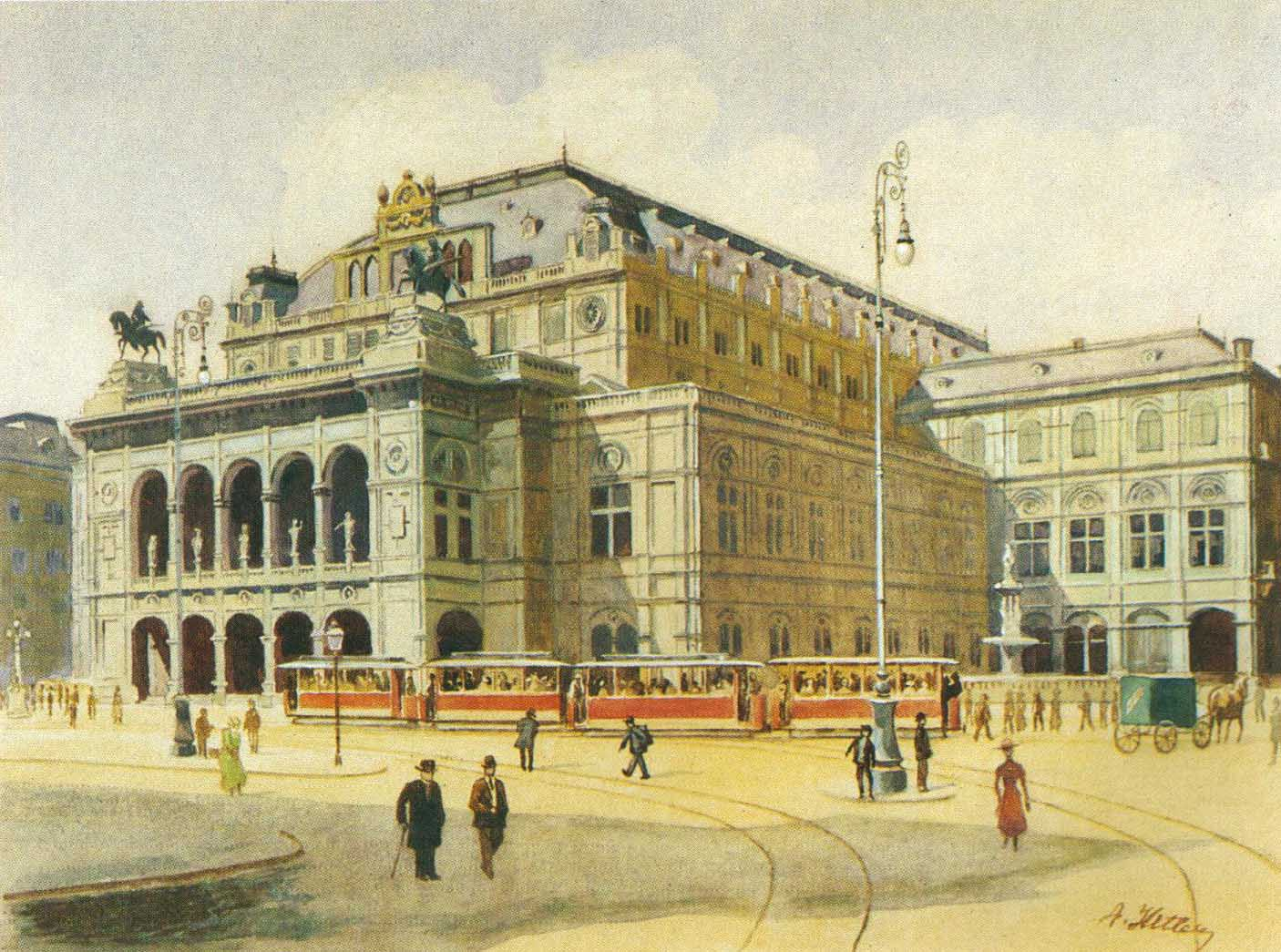
Das kaiserlich-königliche Hof-Operntheater in Wien, von Hitler aquarelliert, 1912

Ab 1910 verdiente Hitler Geld durch nachgezeichnete oder als Aquarelle kopierte Motive von Wiener Ansichtskarten. Diese verkaufte sein Mitbewohner Reinhold Hanisch bis Juli 1910 für ihn, danach der jüdische Mitbewohner Siegfried Löffner. Dieser zeigte Hanisch im August 1910 wegen der angeblichen Unterschlagung eines Hitlerbildes bei der Wiener Polizei an. Der Maler Karl Leidenroth zeigte Hitler, wahrscheinlich im Auftrag Hanischs, wegen des unberechtigten Führens des Titels eines „akademischen Malers“ anonym an und erreichte, dass die Polizei ihm das Führen dieses Titels untersagte. Daraufhin ließ Hitler seine Bilder von dem Männerheimbewohner Josef Neumann sowie den Händlern Jakob Altenberg und Samuel Morgenstern verkaufen. Alle drei waren jüdischer Herkunft. Der Mitbewohner im Männerwohnheim, Karl Honisch, schrieb später, Hitler sei damals „schmächtig, schlecht genährt, hohlwangig mit dunklen Haaren, die ihm ins Gesicht schlugen“, und „schäbig gekleidet“ gewesen, habe jeden Tag in derselben Ecke des Schreibzimmers gesessen und Bilder gezeichnet oder gemalt.
In Wien las Hitler Zeitungen und Schriften von Alldeutschen, Deutschnationalen und Antisemiten, darunter eventuell die Schrift Der Unbesiegbare von Guido von List. Deren Wunschbild eines vom „Schicksal“ bestimmten, unfehlbaren germanischen Heldenfürsten, der die Germanen vor dem Untergang retten und zur Weltherrschaft führen werde, kann laut Brigitte Hamann Hitlers späteren Anspruch auf Auserwähltheit und Unfehlbarkeit mit erklären. Für Hitler damals zugänglich war auch die Zeitschrift Ostara, die der List-Schüler Jörg Lanz von Liebenfels herausgab, und die von Eduard Pichl verfasste Biografie Georg von Schönerers (1912). Dieser hatte seit 1882 die „Entjudung“ und „Rassentrennung“ per Gesetz gefordert, einen Arierparagraphen für seine Partei eingeführt, ein völkisch-rassistisches Deutschtum gegen den Multikulturalismus der Habsburger Monarchie und als Ersatzreligion für das katholische Christentum vertreten („Los von Rom!“). Hitler hörte Reden seines Anhängers, des Arbeiterführers Franz Stein, und seines Konkurrenten, des Reichsratsabgeordneten Karl Hermann Wolf. Beide bekämpften die „verjudete“ Sozialdemokratie, tschechische Nationalisten und Slawen. Stein strebte eine deutsche Volksgemeinschaft zur Überwindung des Klassenkampfes an; Wolf strebte ein Großösterreich an und gründete 1903 mit anderen die Deutsche Arbeiterpartei (Österreich-Ungarn). Hitler hörte und bewunderte auch den populären Wiener Bürgermeister Karl Lueger, der die Christlichsoziale Partei (Österreich) gegründet hatte, für Wiens „Germanisierung“ eintrat und als antisemitischer und antisozialdemokratischer „Volkstribun“ massenwirksame Reden hielt. Hitler diskutierte 1910 nach Aussagen seiner Mitbewohner im Männerwohnheim über politische Folgen von Luegers Tod, lehnte einen Parteieintritt ab und befürwortete eine neue, nationalistische Sammlungsbewegung.
Wieweit diese Einflüsse ihn prägten, ist ungewiss. Laut Hans Mommsen herrschte damals Hitlers Hass auf die Sozialdemokraten, die Habsburgermonarchie und die Tschechen vor. Während bis Sommer 1919 einige wohlwollende Aussagen Hitlers über Juden überliefert sind, griff er ab Herbst 1919 auf antisemitische Klischees zurück, die er in Wien kennengelernt hatte; seit 1923 stellte er Schönerer, Wolf und Lueger als seine Vorbilder dar.
Im Mai 1913 erhielt Hitler das Erbe des Vaters (etwa 820 Kronen), zog nach München und mietete in der Schleißheimer Straße 34 (Maxvorstadt) ein anfangs mit Rudolf Häusler geteiltes Zimmer. Ein Grund dafür war die Flucht vor der militärischen Dienstpflicht in Österreich. Um diese zu vertuschen, ließ er nach dem Anschluss Österreichs 1938 seine militärischen Dienstpapiere beschlagnahmen. In München las Hitler unter anderem Houston Stewart Chamberlains damals populäre Grundlagen des neunzehnten Jahrhunderts, malte weiterhin Bilder, meist nach Fotografien bekannter Gebäude, und verkaufte sie an eine Münchner Kunsthandlung. Er behauptete später, er habe sich nach einer „deutschen Stadt“ gesehnt und sich zum „Architektur-Maler“ ausbilden lassen wollen. Nachdem die Münchner Kriminalpolizei ihn am 18. Januar 1914 aufgegriffen und beim österreichischen Konsulat vorgeführt hatte, wurde er am 5. Februar 1914 in Salzburg gemustert, als waffenunfähig beurteilt und vom Wehrdienst zurückgestellt.
Liebesbeziehungen Hitlers zwischen 1903 und 1914 sind unbekannt. Kubizek und Hanisch zufolge äußerte er sich in Wien verächtlich über weibliche Sexualität und floh vor Annäherungsversuchen von Frauen. 1906 verehrte er, ohne Kontaktaufnahme, die Linzer Schülerin Stefanie Isak. Später bezeichnete er eine Emilie, vielleicht Häuslers Schwester, als seine „erste Geliebte“. Auch diese Beziehung stuft Brigitte Hamann als Wunschdenken ein. Hitler soll schon 1908, wie die Alldeutschen, ein Verbot der Prostitution und sexuelle Enthaltsamkeit für junge Erwachsene gefordert und Letztere aus Angst vor einer Infektion mit Syphilis selbst praktiziert haben.

### Soldat im Ersten Weltkrieg

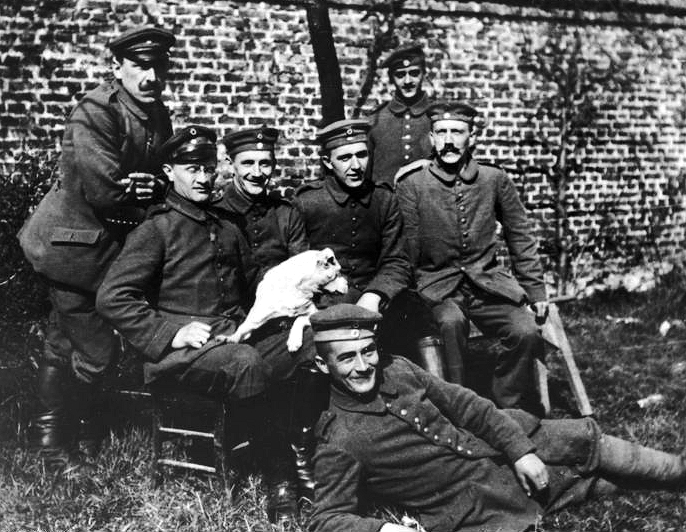
Hitler (ganz rechts sitzend) als Soldat, 1915

Wie viele andere begrüßte Adolf Hitler im August 1914 begeistert den Beginn des Ersten Weltkriegs. Nach eigener Darstellung hatte er die königliche Kanzlei Bayerns mit einem Immediatgesuch vom 3. August 1914 erfolgreich um die Erlaubnis ersucht, als Österreicher in die Bayerische Armee einzutreten. Am 16. August sei er als Kriegsfreiwilliger dort aufgenommen worden, am 8. Oktober sei er auf den König von Bayern vereidigt worden. Heute wird vermutet, dass Hitlers Staatsbürgerschaft für das bayerische Königreich im Trubel des Kriegsausbruches bei seiner Meldung keine Rolle spielte, zumal er nicht der einzige Österreicher im Regiment war. Möglicherweise wurde er gar nicht danach gefragt. Eine von ihm später behauptete, kurzfristig beantragte österreichische Sondergenehmigung gilt als Legende. Am 1. September 1914 wurde er der ersten Kompanie des Reserve-Infanterie-Regiments 16 zugeteilt.
Hitler nahm Ende Oktober 1914 an der Ersten Flandernschlacht teil. Am 1. November 1914 wurde er zum Gefreiten befördert und am 2. Dezember 1914 mit dem Eisernen Kreuz II. Klasse ausgezeichnet, weil er am 15. November 1914 mit einem zweiten Meldegänger im Verlauf der Ersten Flandernschlacht nordwestlich von Messines das Leben des unter französischem Feuer stehenden Regimentskommandeurs Philipp Engelhardt geschützt und eventuell gerettet hatte. Ab dem 9. November 1914 bis zum Ende des Krieges diente Hitler als Ordonnanz und Meldegänger zwischen dem Regimentsstab und den Stäben der Bataillone mit 1,5 bis 5 Kilometer Abstand zur Hauptkampflinie, zunächst am Wytschaete-Bogen der Westfront. Entgegen seiner späteren Darstellung war er also kein besonders gefährdeter frontnaher Meldegänger eines Bataillons oder einer Kompanie und hatte weit bessere Überlebenschancen als diese.
Vom März 1915 bis September 1916 wurde er im Sektor Aubers-Fromelles und in der Schlacht von Fromelles (19./20. Juli 1916) eingesetzt. In der Schlacht an der Somme wurde Hitler am 5. Oktober 1916 bei le Barqué (Ligny-Thilloy) durch einen Granatsplitter am linken Oberschenkel verwundet, was später zu zahlreichen Spekulationen über seine Monorchie führte. Er wurde bis zum 4. Dezember im Vereinslazarett Beelitz (Potsdam) gesund gepflegt und hielt sich danach zur Pflege in München auf. Später wollte er dort erstmals die schwindende Kriegsbegeisterung in Deutschland bemerkt haben.
Am 5. März 1917 kehrte Hitler zu seiner inzwischen nach Vimy verlegten alten Einheit zurück. Im Frühjahr nahm er an der Schlacht von Arras, im Sommer an der Dritten Flandernschlacht, ab Ende März 1918 an der deutschen Frühjahrsoffensive und an der kriegsentscheidenden zweiten Schlacht an der Marne teil. Im Mai 1918 erhielt er ein Regimentsdiplom für hervorragende Tapferkeit und das Verwundetenabzeichen in Schwarz. Am 4. August erhielt er das Eiserne Kreuz I. Klasse für einen Meldegang an die Front nach dem Ausfall aller Telefonleitungen. Der Regimentsadjutant Hugo Gutmann, ein Jude, hatte ihm dafür diese Auszeichnung versprochen; der Divisionskommandeur genehmigte sie nach zwei Wochen. Hitler bestritt später, das Eiserne Kreuz I. Klasse im Ersten Weltkrieg getragen zu haben, da es dem Juden Gutmann (Hitler: „ein Feigling sondersgleichen“) ebenfalls verliehen wurde. Am 21. August 1918 verließ Hitler das in schwere Kämpfe verwickelte Regiment zu einem einwöchigen Telefonistenkurs in Nürnberg, um daraufhin seinen regulären Heimaturlaub in Berlin anzutreten. Während er später immer wieder auf seine Eindrücke in Berlin zu sprechen kam, verschwieg er den vermutlich erstmaligen Besuch in der späteren Stadt der Reichsparteitage zeitlebens, was zu Spekulationen über Zusammenhänge mit dem aus Nürnberg stammenden Vorgesetzten Gutmann Anlass gab. Am 27. September kehrte er an die Westfront zurück, wo sein Regiment inzwischen von den Auflösungserscheinungen betroffen war, die mit dem Schwarzen Tag des Deutschen Heeres am 8. August an der gesamten Westfront begonnen hatten.
Am Morgen des 14. Oktober 1918 geriet Hitler auf einem Meldegang bei Wervik in Flandern in einen Senfgasangriff, den er auch in Mein Kampf schilderte. Gelangte das Gift in die Augen, schwollen die Lider unter heftigen Schmerzen schnell an, was zur funktionellen Erblindung führte. Kamen keine Komplikationen hinzu, klangen die Symptome wie bei Hitler nach wenigen Wochen oft vollständig ab. Die derart Verwundeten galten als „leicht verwundet“. Mit dieser Einstufung wurde Hitler unter der Nummer 7361 mit der Diagnose „gasvergiftet“ am 21. Oktober in das Reservelazarett Pasewalk, ein Genesungsheim für Leichtverletzte, eingeliefert. Üblicherweise dauerte der Genesungsaufenthalt vier Wochen. Hitler ging am 19. November als „kriegsverwendungsfähig“ zum Ersatzbataillon des 2. Bayerischen Infanterieregiments nach München ab.
Hitler erfuhr in Pasewalk am 10. November von der Novemberrevolution und den Waffenstillstandsverhandlungen von Compiègne, was er zutiefst empört aufnahm. Später (1924) bezeichnete er diese Ereignisse im Sinne der Dolchstoßlegende als „größte Schandtat des Jahrhunderts“, die ihn zu dem Entschluss veranlasst habe, Politiker zu werden. Letzteres gilt als unglaubwürdig, da Hitler damals nahezu mittel- und perspektivlos war, keine Kontakte zu Politikern hatte und den angeblichen Entschluss bis 1923 nie erwähnte.
Hitler verhielt sich laut Zeitzeugen unterwürfig gegenüber Offizieren. „Den Vorgesetzten achten, niemandem widersprechen, blindlings sich fügen“, gab er 1924 vor Gericht als seine Maxime an. Er klagte nie über schlechte Behandlung als Soldat und sonderte sich damit von seinen Kameraden ab. Darum beschimpften sie ihn als „weißen Raben“, als jemanden, der sich für etwas Besonderes hielt oder eine von der Mehrheit abweichende Meinung vertrat. Nach ihren Aussagen rauchte und trank er nicht, redete nie über Freunde und Familie, war nicht an Bordellbesuchen interessiert und saß oft stundenlang lesend, nachdenkend oder malend in einer Ecke des Unterstands.
Die Nationalsozialisten Fritz Wiedemann und Max Amann behaupteten nach 1933, Hitler habe eine militärische Beförderung abgelehnt, für die er als mehrfach Verwundeter sowie Träger des Eisernen Kreuzes erster Klasse in Frage gekommen wäre. Späteres Lob von Hitlers angeblicher Kameradschaft und Tapferkeit durch Kriegskameraden gilt als unglaubwürdig, da die NSDAP sie dafür mit Funktionärsposten und Geld belohnte.
Nach seinen Feldpostbriefen missbilligte Hitler den spontanen Weihnachtsfrieden 1914. Am 5. Februar 1915 schilderte er die Kampfhandlungen detailliert und äußerte zum Schluss, er hoffe auf die endgültige Abrechnung mit den Feinden im Inneren. Deutsche Kriegsverbrechen wie Brandschatzung und Massenerschießungen zur Vergeltung angeblicher Sabotage, die 1914 im besetzten Belgien begangen worden waren, stellte Hitler im September 1941 nach Beginn des Russlandfeldzugs im Rückblick deutlich übertrieben dar und bezeichnete sie als vorbildliche Methode zur Partisanenbekämpfung im Osten.
Sebastian Haffner nannte Hitlers Fronterfahrung sein „einziges Bildungserlebnis“. Ian Kershaw urteilte: „Der Krieg und die Folgen haben Hitler geschaffen.“ Da Hitler sich 1914 erstmals in seinem Leben ganz einer Sache hingegeben habe, dem Krieg, hätten sich seine schon mitgebrachten Vorurteile und Phobien in der Erbitterung über die Kriegsniederlage ab 1916 entscheidend verstärkt. Thomas Weber urteilt dagegen: „Hitlers Zukunft und seine politische Identität waren noch vollkommen offen und formbar, als er aus dem Krieg zurückkehrte.“

## Politischer Aufstieg (1918–1933)

### V-Mann und Propagandaredner der Reichswehr
Am 21. November 1918 kehrte Hitler in die Oberwiesenfeldkaserne in München zurück. Er versuchte, der Demobilisierung des Deutschen Heeres zu entgehen, und blieb deshalb bis zum 31. März 1920 Soldat. In dieser Zeit formte er sein politisches Weltbild, entdeckte und erprobte sein demagogisches Redetalent.
Vom 4. Dezember 1918 bis 25. Januar 1919 bewachte Hitler mit 15 weiteren Soldaten etwa 1000 französische und russische Kriegsgefangene in einem von Soldatenräten geleiteten Lager in Traunstein. Am 12. Februar wurde er nach München in die zweite Demobilmachungskompanie versetzt und ließ sich am 15. Februar zu einem der Vertrauensmänner seines Regiments wählen. Als solcher arbeitete er mit der Propagandaabteilung der neuen bayerischen Staatsregierung unter Kurt Eisner (USPD) zusammen und sollte seine Kameraden in Demokratie schulen. Am 16. Februar nahm er daher mit seinem Regiment an einer Demonstration des „Revolutionären Arbeiterrates“ in München teil. Historiker sind sich uneins darüber, ob Hitler am 26. Februar 1919 den Trauerzug für den fünf Tage zuvor ermordeten Eisner begleitete, wie ein unscharfes Foto belegen soll.
Am 15. April ließ Hitler sich zum Ersatzbataillonsrat der Soldatenräte der Münchner Räterepublik wählen, die am 7. April ausgerufen worden war. Nach deren gewaltsamer Niederschlagung Anfang Mai 1919 denunzierte er andere Vertrauensleute aus dem Bataillonsrat vor einem Standgericht der Münchner Reichswehrverwaltung als „ärgste und radikalste Hetzer […] für die Räterepublik“, trug damit zu ihrer Verurteilung bei und erkaufte sich das Wohlwollen der neuen Machthaber. Später verschwieg er seine vorherige Zusammenarbeit mit den sozialistischen Soldatenräten. Diese wird meist als Opportunismus oder Beleg dafür gewertet, dass Hitler bis dahin kein ausgeprägter Antisemit gewesen sein könne. Anders als andere Angehörige seines Regiments schloss er sich keinem der gegen die Räterepublik aufgestellten Freikorps an.
Im Mai 1919 traf Hitler erstmals Hauptmann Karl Mayr, den Leiter der „Aufklärungsabteilung“ im Reichswehrgruppenkommando 4. Dieser rekrutierte ihn eventuell kurz darauf als V-Mann. Auf Empfehlung seiner Vorgesetzten nahm er im Sommer 1919 an der Universität München zweimal an „antibolschewistischen Aufklärungskursen“ für „Propaganda bei der Truppe“ teil. So schulten ihn erstmals deutschnationale, alldeutsche und antisemitische Akademiker wie Karl Alexander von Müller, der Hitlers Talent als Redner entdeckte, und Gottfried Feder, der das Schlagwort von der „Brechung der Zinsknechtschaft“ geprägt hatte. Durch die Begegnung mit Feder, so schrieb Hitler während seiner Landsberger Festungshaft, habe er „den Weg zu einer der wesentlichen Voraussetzungen zur Gründung einer neuen Partei“ gefunden.
Ab 22. Juli sollte Hitler mit einem 26-köpfigen „Aufklärungskommando“ der Münchner Garnison angeblich von Bolschewismus und Spartakismus „verseuchte“ Soldaten im Reichswehrlager Lechfeld propagandistisch umerziehen. Seine Reden weckten starke Emotionen, auch mit antisemitischen Äußerungen. Mayr stellte ihn im Frühjahr oder Herbst 1919 Ernst Röhm vor, dem Mitgründer der geheimen rechtsradikalen Offiziersverbindung „Eiserne Faust“.
Mayrs V-Leute sollten neue politische Parteien und Gruppen in München überwachen. Dazu besuchte Hitler am 12. September 1919 erstmals eine Versammlung der Deutschen Arbeiterpartei (DAP). Dort widersprach er heftig der diskutierten Sezession Bayerns vom Reich. Der Parteivorsitzende Anton Drexler lud ihn wegen seiner Redegewandtheit zum Parteieintritt ein. Am 16. September verfasste er einen Brief an Adolf Gemlich, einen Teilnehmer der Lechfelder Kurse, der ihn um eine Stellungnahme zur Judenfrage gebeten hatte. Erst wenige Wochen zuvor hatte sich Hitler zum ersten Mal öffentlich antisemitisch geäußert. Vor 1919 gibt es, abgesehen von einem Feldpostbrief aus dem Jahr 1915, in dem er über Deutschlands „inneren Internationalismus“ schimpft, keine Belege für eine antisemitische Haltung Hitlers. Im Brief an Gemlich betonte Hitler, das Judentum sei eine Rasse, keine Religion. „Dem Juden“ seien „Religion, Sozialismus, Demokratie […] nur Mittel zum Zweck, Geld- und Herrschgier zu befriedigen. Sein Wirken wird in seinen Folgen zur Rassentuberkulose der Völker.“ Mehrfach kam Hitler auf die angebliche Geldgier und den „Tanz ums goldene Kalb“ der Juden zurück, durch die „alle jene Güter, die nach unserm inneren Gefühl nicht die höchsten und einzig erstrebenswerten auf dieser Erde sein sollen“ in Gefahr seien. Daher müsse der „Antisemitismus der Vernunft“ die „Vorrechte des Juden“ planmäßig und gesetzmäßig bekämpfen und beseitigen. „Sein letztes Ziel aber muss unverrückbar die Entfernung der Juden überhaupt sein. Zu beidem ist nur fähig eine Regierung nationaler Kraft […] nur durch rücksichtslosen Einsatz national gesinnter Führerpersönlichkeiten mit innerlichem Verantwortungsgefühl.“ Der irische Historiker Brendan Simms betont den antikapitalistischen Ursprung von Hitlers Antisemitismus, der sich in diesem Brief zeige – Kommunismus, Bolschewismus und Sowjetrussland erwähnte Hitler überhaupt nicht.

### Aufstieg zum Führer der NSDAP
Hitler trat der DAP im September 1919 bei. Entgegen seiner Behauptung in Mein Kampf war er nicht das siebte Mitglied der Partei, sondern des Arbeitsausschusses der Partei als Werbeobmann. In der ersten überlieferten Parteimitgliederliste vom 2. Februar 1920 trägt er die Nummer 555, was ihn jedoch nicht zum 555. Mitglied macht, denn die Liste beginnt mit der Nummer 501 und ist zudem alphabetisch geordnet.
Was Hitler in Mein Kampf über die Umstände seines Parteieintritts berichtete, ist kritisch zu lesen. Möglicherweise trat er der DAP lediglich auf Geheiß Mayrs bei. In der Rückschau erhöhte Hitler seinen Anteil am Aufstieg der Partei auf Kosten aller anderen Beteiligten. Er sei einer Partei ohne Mitglieder und Organisation beigetreten, die sich in schäbigen Hinterzimmern getroffen habe, und erst er habe daraus kraft seines eigenen politischen Genies eine Massenbewegung zur Rettung Deutschlands geformt. Den Parteiführern Drexler und Karl Harrer sprach er die Inspiration ab. Während Hitler nach ersten erfolgreichen Reden auf Versammlungen in Bierkellern und Gasthäusern auf eine große Massenveranstaltung im Festsaal des Münchner Hofbräuhauses drängte, trat der skeptische Harrer von seinem Posten als „Reichsvorsitzender“ zurück. Hitler behauptete später, Harrer habe sich auf einen kleinen politischen Zirkel beschränken wollen und seine, Hitlers, weiter reichenden Pläne blockiert. Offenbar hatte Harrer aber Kontakte zur DNVP geknüpft, während Hitler keine Kooperation mit einem mächtigeren Partner wollte.
Vor Hitlers Beitritt zur DAP hatte der antisemitische Schriftsteller Dietrich Eckart bei DAP-Versammlungen gesprochen und sich offenbar des Parteineulings angenommen. Eckart hatte sich in völkischen Kreisen bereits einen Namen gemacht und öffnete Hitler die Türen zur Münchner Gesellschaft. Wohlhabende Geschäftsleute wie der Verleger Julius Friedrich Lehmann, aber auch die Reichswehr in Person von Mayrs Büro und Franz Ritter von Epp finanzierten die klamme Partei. Eckarts Freund Gottfried Grandel sollte später für die Gelder bürgen, die zum Aufkauf des Völkischen Beobachters verwendet wurden. Eckart brachte Hitler mit vermögenden Bewunderern zusammen, die zu großzügigen und treuen Geldgebern für seinen Lebensunterhalt wurden, wie Helene Bechstein, Ehefrau des renommierten Berliner Klavierfabrikanten, oder dem Münchner Verlegerehepaar Hugo und Elsa Bruckmann.
Als die DAP am 24. Februar 1920 zur NSDAP umbenannt wurde, trug Hitler das von ihm, Drexler und Feder verfasste 25-Punkte-Programm vor. Am 16. März 1920 stellte Eckart ihn in Berlin einigen Initiatoren des Kapp-Lüttwitz-Putsches vor, der am Folgetag zusammenbrach. Bei einem weiteren Berlinbesuch 1920 traf Hitler Heinrich Claß (Alldeutscher Verband), der ihn danach finanziell unterstützte und den Ausbau und die Entschuldung der Parteizeitung Völkischer Beobachter vorantrieb.
Bei seiner Entlassung aus der Reichswehr (1. April 1920) konnte Hitler von seinen Redehonoraren leben. Er erreichte damals pro Auftritt 1200 bis 2500 Zuhörer und warb neue Mitglieder für die NSDAP an, mit welcher der Deutschvölkische Schutz- und Trutzbund (DVSTB) und die Deutschsozialistische Partei (DSP) damals noch stark konkurrierten. Er hielt Drexler von einer Vereinigung der NSDAP mit der DSP ab und setzte am 7./8. August in Salzburg ein Bündnis mit der österreichischen DNSAP durch, um den alldeutschen Anspruch seiner Partei zu unterstreichen.
In seiner Grundsatzrede Warum sind wir Antisemiten? vom 13. August 1920 erklärte Hitler erstmals ausführlicher seine Ideologie: Alle Juden seien aufgrund ihres angeblich unveränderlichen Rassecharakters unfähig zu konstruktiver Arbeit. Sie seien wesenhaft Parasiten und täten alles zum Erlangen der Weltherrschaft, darunter (so behauptete er) Rassenmischung, Volksverdummung durch Kunst und Presse, Förderung des Klassenkampfes bis hin zum Mädchenhandel. Damit machte er den rassistischen Antisemitismus zum Hauptmerkmal des NSDAP-Programms.
Mit einem langen Regenmantel über dem Anzug, einem „Gangsterhut“, einem auffällig sichtbaren Revolver und einer Hundepeitsche machte Hitler bei Münchner Empfängen auf sich aufmerksam. Anhänger beschrieben ihn als „grandiosen Volksredner“, der „äußerlich irgendwie zwischen Unteroffizier und Handlungsgehilfen, mit gezierter Unbeholfenheit und zugleich so viel Redegewalt […] vor einem Massenpublikum“ auftrat. Hitler wandelte die SA von einer „Saalschutztruppe“ in eine paramilitärische Schläger- und Einschüchterungstruppe der NSDAP um. Er entwarf Hakenkreuzfahnen und Standarten für Machtdemonstrationen der SA in Stadt und Land.
Im Juni 1921 war er erneut in Berlin, um Geldmittel für seine Partei zu beschaffen. Die NSDAP München lud Otto Dickel, ein sozialreformerisches Parteimitglied aus Augsburg, als Ersatzredner ein und vermittelte ein Treffen am 10. Juli 1921 mit Nürnberger DSP-Abgesandten, um über eine Fusion zu verhandeln. Hitler, den vielleicht Hermann Esser informiert hatte, erschien. Als Eckart, Drexler und andere Dickels Vorschläge zu einer Programmreform begrüßten, verließ er wütend das Treffen. Am 11. Juli trat er aus der NSDAP aus, vielleicht weil er seine besondere Stellung in der Partei zu verlieren fürchtete. Am 14. Juli kritisierte er Dickel und dessen Ansichten in einer ausführlichen Erklärung scharf. Für seinen Wiedereintritt, den Dietrich Eckart vermittelte, forderte er diktatorische Machtbefugnisse in der NSDAP. Eine Mitgliederversammlung beschloss am 29. Juli 1921 eine Satzung mit dem geforderten „diktatorischen Prinzip“, übertrug Hitler die Parteileitung und schloss Drexler als „Ehrenvorsitzenden“ von den Entscheidungsprozessen aus. Hitlers Vertrauter Amann straffte und zentralisierte die Parteiorganisation. So setzte Hitler seinen Führungsanspruch durch und verhinderte eine Linkswende der Partei. Er war jetzt ein lokaler Parteiführer, den viele Nationalisten, Demokratiegegner und Militaristen unter Intellektuellen, in der Regierung und Verwaltung Bayerns unterstützten.
Um seinen Einfluss auszudehnen, hielt er seit 1920 einige Reden vor dem Berliner Nationalklub von 1919 und in Österreich. Durch gezielte Angriffe auf politische Gegner wollte er öffentlich bekannter werden. Am 14. September 1921 störten er und seine Anhänger gewaltsam eine Veranstaltung des separatistischen Bayernbunds im Münchner Löwenbräukeller. Dabei wurde dessen Gründer Otto Ballerstedt verletzt, der ihn daraufhin anzeigte. Hitler wurde am 12. Januar 1922 wegen Landfriedensbruchs und Körperverletzung zu drei Monaten Haft verurteilt; zwei Monate waren bei guter Führung zur Bewährung ausgesetzt. Zwischen dem 24. Juni und dem 27. Juli 1922 verbüßte er seine Strafe in Stadelheim. Bei der Säuberungsaktion im Zuge des „Röhm-Putsches“ (1934) ließ Hitler Ballerstedt ermorden.
Manche britische und US-amerikanische Presseartikel schätzten ihn damals als „potentiell gefährlich“, als Vertreter einer „Armee der Rache“ oder als „deutschen Mussolini“ ein. Als solchen ließ Hitler sich am 3. November 1922, drei Tage nach Mussolinis erfolgreichem Marsch auf Rom, von Hermann Esser in München ausrufen.

### Putschversuch
Während des Kapp-Putsches 1920 zwang die Reichswehrführung in Bayern die Koalitionsregierung Hoffmann zum Rücktritt. Die neue Regierung unter Gustav von Kahr schlug einen Rechtskurs ein, um aus Bayern die „Ordnungszelle“ des Reiches zu machen. Sie gewährte vielen militanten Rechtsextremen wie Hermann Ehrhardt Unterstützung und Unterschlupf. Sie organisierten sich nach der Auflösung der Freikorps im selben Jahr in bewaffneten „Einwohnerwehren“ und „vaterländischen Verbänden“, die den Sturz der Weimarer Republik anstrebten. Einige bejahten und verübten dazu politische Morde oder Fememorde. Bayern wurde infolge dieser Ereignisse zu einem Hort gegenrevolutionärer, antirepublikanischer Kräfte, die auf eine Beseitigung der parlamentarischen Demokratie drangen. Hitler und die NSDAP waren nur ein Teil dieser breiten, rechten Bewegung. Sie umfasste auch andere völkische Gruppierungen, die DNVP und Teile der Bayerischen Volkspartei (BVP) und fand starke, teils offene, teils verdeckte Unterstützung im Militär-, Polizei- und Justizapparat.

#### Putschstimmung in Bayern
Zum 17. März 1922 lud der christlich-konservative Bayerische Innenminister Franz Xaver Schweyer die Vorsitzenden der wichtigsten im Bayerischen Landtag vertretenen Parteien zu einer Besprechung, um die Abschiebung des als „staatenlos“ gemeldeten Hitlers aus Bayern zu erreichen. Die Vertreter der bürgerlichen Parteien stimmten Schweyers Vorschlag zu, lediglich der SPD-Fraktionschef Erhard Auer war dagegen. Die anderen Parteien gaben Auer nach und daher wurde Hitler nicht des Landes verwiesen.
Nachdem die Alliierten 1921 die Auflösung der bayerischen Einwohnerwehren erzwungen hatten, betraute Kahr Otto Pittinger mit der geheimen Fortführung der „Wehrarbeit“. Im August 1922 planten Pittinger, der Münchner Polizeipräsident Ernst Pöhner und Ernst Röhm einen Putsch, ausgehend von einer geplanten Massenkundgebung der vaterländischen Verbände gegen das Republikschutzgesetz am 25. August. Diese wurde jedoch kurzfristig verboten, sodass sich nur einige Tausend Nationalsozialisten versammelten. Hitler, der den Putschplan kannte, soll darüber vor Wut geschäumt und angekündigt haben, beim nächsten Mal werde er handeln. Die radikalen Kräfte um Röhm und Ludendorff lehnten Pittingers monarchistisch-föderalistischen Kurs ab und widerstanden zunehmend seinen Versuchen zur Einigung der Wehrbewegung. Zwar schloss sich die NSDAP zunächst der am 9. November 1922 gegründeten „Vereinigung vaterländischer Verbände in Bayern“ an, nicht jedoch der Bund Oberland und der Bund Wiking. Im Februar 1923, während der Ruhrbesetzung, gründete sich auf Initiative Röhms die Arbeitsgemeinschaft der Vaterländischen Kampfverbände, der sich die NSDAP und SA anschlossen. In ihr übte Hitler maßgeblichen Einfluss aus und definierte als ihre Ziele: „1. Erringung der politischen Macht, 2. Brutale Säuberung des Vaterlands von seinen Feinden im Innern, 3. Erziehung der Nation, geistig dem Willen nach, technisch durch Ausbildung für den Tag, der dem Vaterlande die Freiheit gibt, die Periode des Novemberverrats beendet und unseren Söhnen und Enkeln wieder ein deutsches Reich überläßt. […]“ Nachdem mehrere völkische Politiker, darunter Hitler, wegen Verstößen gegen das Republikschutzgesetz gerichtliche Vorladungen erhielten, ließ er die bayerische Staatsregierung im April 1923 durch die Arbeitsgemeinschaft ultimativ auffordern, Haftbefehle gegen „vaterländisch gesinnte Männer Bayerns ein für allemal“ abzulehnen. Sein Einfluss stieg, als er die SA aus ihrer Verbindung mit Ehrhardts Organisation löste.
Hitler forderte als Erster eine „nationale Maifeier“. Die traditionelle, behördlich genehmigte Demonstration der Linksparteien am Ersten Mai 1923 in München ließ sich jedoch nicht verhindern. Die Kampfverbände beschlossen daher, selbst gewaltsam gegen die Maifeier der Linken vorzugehen. Die 3.000 Bewaffneten, die sich dazu auf dem Oberwiesenfeld versammelt hatten, wurden dort jedoch von Reichswehrtruppen und Landespolizei umstellt und zur Aufgabe gezwungen. Dies schwächte Hitlers Autorität in der NSDAP, so dass er sich eine Weile aus der Öffentlichkeit zurückzog. Im Mai 1923 gründete er mit dem Münchner Stoßtrupp Adolf Hitler eine Garde von Leibwächtern und Schlägern, die aus engen Vertrauten bestand.
Beim „Deutschen Tag“ am 1. und 2. September 1923 in Nürnberg vereinigten Hitler, Ludendorff und ihre Anhänger den Bund Oberland mit dem Bund Reichskriegsflagge unter Röhm und der SA zum Deutschen Kampfbund. Dieser forderte eine „nationale Revolution“, bei der es wegen der Erfahrung vom 1. Mai primär darum gehe, von den „polizeilichen Machtmittel[n] des Staates“ Besitz zu ergreifen. Am 25. September übernahm Hitler seine politische Führung. Bei einem durch Ulrich Wille junior vermittelten Aufenthalt in Zürich im August 1923 redete er vor geladenen Gästen „Zur Lage in Deutschland“ und erhielt Spenden zwischen 11.000 und 123.000 Franken, meist in bar und ohne Quittung. Ob die unbekannte Gesamtsumme die Putschvorbereitung der NSDAP ermöglichte, ist ungeklärt.
Am 26. September ließ der neue Reichskanzler Gustav Stresemann (DVP) den wirtschaftlich ruinösen passiven Widerstand gegen die belgisch-französische Ruhrbesetzung abbrechen. Daraufhin rief die bayerische Regierung den Ausnahmezustand über Bayern nach Artikel 48 aus und übertrug die vollziehende Gewalt auf Gustav von Kahr als „Generalstaatskommissar“. Er sollte offiziell mit seinen „speziellen Beziehungen“ zu bayerischen rechtsradikalen Organisationen und seiner bekannten völkisch-antisemitischen Gesinnung „Dummheiten“ von „irgendeiner Seite“ vorbeugen. Als eine seiner ersten Maßnahmen ließ er ostjüdische Familien aus Bayern ausweisen und ihren Besitz konfiszieren.
Ein Artikel mit dem Titel Die Diktatoren Stresemann – Seeckt im Völkischen Beobachter, der die Reichsregierung scharf angriff, ließ den Konflikt zwischen ihr und der Regierung Bayerns eskalieren. Reichswehrminister Otto Geßler, der nach der Verhängung des Ausnahmezustands über das ganze Reich am 27. September die vollziehende Gewalt innehatte, verbot daraufhin den Völkischen Beobachter. Kahr und der Kommandeur der Reichswehr in Bayern, Otto von Lossow, verweigerten diesen Befehl. Am 29. September erklärte Kahr, er werde das Republikschutzgesetz in Bayern nicht länger vollziehen.
Hitler besuchte am 30. September erstmals die Villa Wahnfried. Der „Bayreuther Kreis“ um Cosima Wagner unterstützte seinen Putschplan und seinen Anspruch, der ersehnte nationale „Führer“ zu werden. Am 7. Oktober versuchte Hitler vergeblich, Lossow und Seißer zum Eintritt in seinen Kampfbund zu bewegen.
Am 20. Oktober setzte Geßler Lossow ab. Kahr ernannte Lossow daraufhin demonstrativ zum „Landeskommandanten“ und ließ die in Bayern stationierte 7. Reichswehrdivision auf Bayern vereidigen. Dieser offene Verfassungsbruch war ein erster Schritt zur Lösung Bayerns vom Reich. Nach dem Austritt der SPD aus dem Kabinett Stresemann am 2. November 1923 forderte Reichspräsident Friedrich Ebert am 3. November analog zur Reichsexekution gegen das von Kommunisten mitregierte Sachsen, Reichswehrtruppen gegen Bayern einzusetzen. Der Chef der Heeresleitung, Hans von Seeckt, lehnte dies ab, da man nicht über ausreichende Kräfte verfüge und Reichswehr nicht gegen Reichswehr marschiere. Seeckt verurteilte zwar den Ungehorsam der bayerischen Reichswehrtruppen, ließ aber Kahr gegenüber durchblicken, dass er vor allem im Interesse der Einheit des Reiches an den verfassungsgemäßen Formen festgehalten habe. Zugleich warnte er Kahr und Lossow, sich nicht zu sehr an den völkischen und nationalen Extremisten zu orientieren. Seeckt war zudem sowohl von Vertretern der Schwerindustrie wie Hugo Stinnes als auch zeitweise von Politikern wie Ebert und Stresemann als möglicher „Notstandskanzler“ einer nationalen Diktatur vorgesehen.
Auch das „bayerische Triumvirat“ Kahr, Lossow und Oberst Hans von Seißer, Chef der Bayerischen Landespolizei, erwog Putschpläne gegen Berlin. In Absprache mit Kontaktleuten in Norddeutschland hofften sie im Oktober 1923, die Reichsregierung durch militärischen Druck dazu zu bringen, ein „nationales Direktorium“ einzusetzen. Lossow sprach bei einem Treffen mit den Führern der paramilitärischen Verbände am 24. Oktober sogar von einem „Marsch auf Berlin“, spielte tatsächlich aber vor allem gegenüber dem Deutschen Kampfbund auf Zeit. Anfang November herrschte indes noch völlige Unklarheit über die etwaige Zusammensetzung des Direktoriums. Während Kahr als Reichspräsident im Gespräch war, wären Hitler und Ludendorff, die ein Direktorium unter ihrer Führung in München wollten, in keinem Fall daran beteiligt worden. Am 3. November stellte Seeckt freilich gegenüber Seißer fest, nichts gegen die rechtmäßige Regierung unternehmen zu wollen.

#### 9. November 1923
Nach dem 3. November warnte Kahr alle Führer „vaterländischer Verbände“ vor eigenmächtigen Aktionen und lehnte ein Treffen mit Hitler ab. Dieser fürchtete Kahrs Einigung mit der Reichsregierung und verabredete daher am 7. November mit den anderen Kampfbundführern den baldigen Putsch.
Am Abend des 8. November sprach Kahr im Münchner Bürgerbräukeller vor etwa 3000 Anhängern über die Notwendigkeit der Diktatur und des Sturzes der „marxistischen“ Reichsregierung. Hitler ließ das Gebäude von seinem Kampfbund umstellen, verschaffte sich mit Waffengewalt Zutritt, rief die „nationale Revolution“ aus und forderte Kahr, Seißer und Lossow unter vorgehaltener Waffe zu einer Unterredung in einem Nebenraum auf. Das „Triumvirat“ war zunächst unwillig die Aktion mitzutragen. Erst nachdem Hitler durch eine kurze Rede im Saal die Stimmung in seinem Sinne gedreht und der mittlerweile eingetroffene Ludendorff Lossow und Seißer überzeugt hatte, erklärte sich auch Kahr bereit, den Putschversuch zu unterstützen und einer „provisorischen deutschen Nationalregierung“ unter Hitlers Führung zuzustimmen. Dass diese Zustimmung allein unter Todesdrohung erpresst worden sei, war eine spätere Schutzbehauptung Kahrs, Lossows und Seißers. Joachim Fest erkennt mit Blick auf Hitlers Inszenierung des Putsches dessen „Neigung zur chargierenden Szene“: So fuhr Hitler im roten Mercedes zum Bürgerbräukeller, trug einen langen schwarzen Gehrock und hatte sich sein Eisernes Kreuz angeheftet. Während der Umstellung des Gebäudes positionierte er sich unter großer Anspannung an der Saaltür. Er hielt dabei ein Bierglas in der Hand erhoben und beim Auffahren eines schweren Maschinengewehrs neben ihm nahm er einen letzten dramatisierenden Schluck, warf das Glas mit einem Klirren zu Boden und stürmte dann an der Spitze seines Stoßtrupps mitten in den Saal. Um sich Gehör zu verschaffen, sprang er auf einen Tisch und feuerte mit seiner Pistole in die Decke. Als Hitler sich daraufhin den Weg zum Podium gebahnt hatte, um die „nationale Revolution“ auszurufen, bedrohte er zudem die Anwesenden damit, ein Maschinengewehr auf die Galerie zu stellen, sollte nicht sofort Ruhe einkehren.
Im weiteren Verlauf des Abends ließ Hitler alle anwesenden Mitglieder der bayerischen Landesregierung festsetzen und ernannte Ludendorff zum Oberbefehlshaber der Reichswehr. Dieser ließ das Triumvirat gegen 22.30 Uhr frei, das seine anfängliche Zustimmung einige Stunden später widerrief, als klar wurde, dass die Aktion, deren Zielsetzung sie teilten, dilettantisch vorbereitet war und auf Widerstand stieß. Erst dann trafen sie Maßnahmen zur Niederschlagung des Putsches. SA und Bund Oberland nahmen zahlreiche wirkliche oder vermeintliche Münchner Juden, deren Namen und Adressen aus Telefonbüchern entnommen waren, als Geiseln fest. Obwohl der Münchner Kompaniechef Eduard Dietl, frühes DAP-Mitglied und Ausbilder der SA, und der Offiziersnachwuchs sich weigerten, gegen die Putschisten vorzugehen, gelang es den von Ernst Röhm geführten Kampfbundverbänden in der Nacht zum 9. November nicht, die meisten Münchner Kasernen, den Bahnhof und wichtige Regierungsgebäude zu besetzen.
Seit den Ereignissen vom 1. Mai wusste Hitler, dass ein Putsch ohne Unterstützung von Reichswehr und Polizei aussichtslos war. Um sie und die Bevölkerung doch noch auf ihre Seite zu ziehen und den Umsturz in München zu erzwingen, beschlossen Hitler und Ludendorff, mit bis zu 4000 teilweise bewaffneten NSDAP-Anhängern vom Bürgerbräukeller durch die Innenstadt zum Sitz des Wehrkreiskommandos zu marschieren. Eine Einheit der Landespolizei unter Michael von Godin stoppte diesen Marsch nahe der Feldherrnhalle. In einem kurzen Feuergefecht starben 15 Putschisten und 4 Polizisten sowie ein Unbeteiligter. Eine tödliche Kugel traf den Finanzier der NSDAP, Max Erwin von Scheubner-Richter, der sich bei Hitler untergehakt hatte. Als er stürzte, zog er Hitler mit sich, der sich dabei die Schulter ausrenkte. Dennoch gelang es ihm zunächst, zu fliehen und sich im Haus Ernst Hanfstaengls am Staffelsee zu verstecken. Dort wurde er am 11. November verhaftet. Die schon in neun deutschen Ländern verbotene NSDAP wurde ebenfalls in Bayern und am 23. November reichsweit verboten.
Ebert hatte Seeckt trotz dessen Befehlsverweigerung noch am 8. November 1923 den Oberbefehl über die Reichswehr übertragen, damit dieser die bayerische Reichswehr zum Vorgehen gegen die Putschisten bewegen konnte. So bewirkte Hitlers und Ludendorffs Alleingang ungewollt, dass die 7. Division den Zusammenhalt mit der übrigen Reichswehr wahrte, die republikfeindlichen Kräfte gespalten und die Putschpläne des bayerischen „Triumvirats“ durchkreuzt wurden. Hitler lernte daraus, dass er die Macht „nicht in totaler Konfrontation mit dem Staatsapparat, sondern nur im kalkulierten Zusammenspiel mit ihm“ erreichen konnte und dazu den „Schein der Legalität“ wahren musste.
Der dilettantisch inszenierte, gescheiterte Putschversuch wurde ab 1933 zum Triumph umgedeutet und jährlich als heroische Tat mit dem Gedenken an die „Blutzeugen der Bewegung“ gefeiert.

#### Prozess und Festungshaft
Ab 26. Februar 1924 begann vor dem bayerischen Volksgericht, nicht vor dem zuständigen Reichsgericht in Leipzig, ein Prozess gegen zehn Putschteilnehmer. Die bayerische Staatsregierung, insbesondere Justizminister Franz Gürtner, der Hitler nach 1933 in gleicher Funktion auf Reichsebene diente, setzte alles daran, die Hintergründe des Putschversuchs zu verschleiern, vor allem die Verwicklung Kahrs, Lossows und Seißers. Weder ihre Verbindungen zu Hitler noch dessen Rolle am 1. Mai 1923 wurden als Gegenstand des Verfahrens zugelassen, sondern ausschließlich die Ereignisse des 8./9. November. Aber selbst die Geiselnahmen und die Tötung der vier Polizisten wurden nicht verhandelt.
Mit dem Vorsitz wurde der deutschnational eingestellte Landgerichtsdirektor Georg Neithardt betraut, der Hitler und den übrigen Angeklagten mit äußerstem Wohlwollen begegnete. So ersetzte er ein erstes Verhörprotokoll Ludendorffs, aus dem dessen monatelange, aktive Putschvorbereitungen hervorgingen, durch ein zweites, in dem er behauptete, von dem Putschplan nichts gewusst zu haben. Indem Neithardt ihm Gelegenheit zu ausführlichen politisch-propagandistischen Statements gab, ermöglichte er es Hitler, sich von Beginn an als treibende Kraft des Putschversuchs darzustellen. Hitler bestritt allerdings den Vorwurf des Hochverrats und behauptete, die „Novemberverbrecher“ von 1918 seien die eigentlichen Verräter. Sein scheinbar mutiges Auftreten war die Folge eines Angebots von Neithardt: Dieser hatte Hitler ein mildes Urteil in Aussicht gestellt, falls er die Putschpläne der als Zeugen geladenen Kahr, Lossow und Seißer verschweige. Die „Justizkomödie“, wie Hitlers erster Biograf Konrad Heiden den Prozess nannte, endete am 1. April 1924 mit einem Freispruch für Ludendorff und milden Strafen gegen fünf Mitangeklagte wegen Beihilfe zum Hochverrat.
Richter Neithardt hatte schon 1922 den ersten Prozess wegen Landfriedensbruchs gegen Hitler geführt und wusste daher, dass die damalige Haftstrafe noch zur Bewährung ausgesetzt war. Auch dass vier Beamte der Münchner Polizei von den Putschisten erschossen worden waren, wurde nicht zum Gegenstand der Verhandlungen gemacht. In einem Akt der Rechtsbeugung verurteilte er Hitler lediglich zur Mindeststrafe von fünf Jahren Festungshaft mit der Möglichkeit einer vorzeitigen Entlassung und einer Geldbuße von 200 Goldmark. Zudem verweigerte das Gericht seine nach dem Republikschutzgesetz zwingend vorgeschriebene Ausweisung als straffällig gewordener Ausländer, da er eine „ehrenhafte Gesinnung“ habe, deutsch denke und fühle, viereinhalb Jahre freiwillig im deutschen Heer Soldat gewesen und dabei verwundet worden sei. Sowohl die Möglichkeit der Strafaussetzung zur Bewährung als auch der Verzicht auf die Ausweisung widersprachen eindeutig den geltenden Gesetzen, die für vergleichbare Taten die Todesstrafe vorsahen.
Hitler genoss während seiner Haft in einem separaten Trakt der Gefangenenanstalt Landsberg am Lech zahlreiche Privilegien; er hatte engen Kontakt mit Mitverurteilten und durfte mehr Besucher empfangen, als in der Strafvollzugspraxis bis dahin üblich war (unter Berücksichtigung der Mehrfachnennungen verzeichnet die Besucherliste Hitlers 330 Personen). Die meisten Besucher sprachen nur kurz mit Hitler. Längere Gespräche führte Hitler mit Edwin und Helene Bechstein, Ludendorff, Max Amann und Hermine Hoffmann. Mit politischen Gesinnungsfreunden durfte Hitler regelmäßig vertrauliche Gespräche führen. Besucher bezeichneten seinen Haftraum wegen der vielen Feinkostwaren als „Delikatessenladen“. Für seine „Hofhaltung“ ließ die Anstaltsleitung sogar zusätzliche Zellen herrichten.
Hitler rechnete fest mit einer Entlassung nach einem halben Jahr zum 1. Oktober 1924. Dem widersprach die Staatsanwaltschaft München, da ein umfangreicher Briefschmuggel aufgedeckt worden war. Dennoch wurde Hitler auf Fürsprache des Leiters der Gefangenenanstalt wegen angeblich guter Führung nach weniger als neun Monaten Haft am 20. Dezember 1924 entlassen. Dass Landsberg Hitlers „Hochschule auf Staatskosten“ gewesen sei, gehört zur Legendenbildung um die Festungshaft, die nach 1933 einsetzte. Hitlers Haftstube wurde bis 1937 von 180.000 Personen besucht. Hitler selbst kehrte nur 1934, 1936 und 1938 jeweils unangemeldet in die Haftanstalt zurück.
Bis zum Prozess hatte Hitler sich eher als „Trommler“ der völkischen Bewegung gesehen, der den Weg für einen anderen „Retter Deutschlands“ wie etwa Ludendorff frei machen sollte. Die Bühne, die das Gericht ihm bot, erlaubte es ihm nun, in eine neue, führende Rolle zu schlüpfen. Durch die Prozessberichte wurde er auch im Norden Deutschlands als radikalster „völkischer“ Politiker bekannt. Seine Anhänger verehrten ihn als Helden und Märtyrer für die nationale Sache. Das stärkte seine Stellung in der NSDAP und sein Ansehen bei anderen Nationalisten. Wegen dieser Zustimmung, des Propagandaerfolgs seiner Verteidigung, seiner Reflexion beim Abfassen von Mein Kampf und des Zerfalls der NSDAP während seiner Haft sah Hitler sich selbst in der Rolle des großen, von vielen erhofften Führers und Retters Deutschlands. Er wollte die NSDAP nach seiner Entlassung als straff organisierte, von anderen Parteien unabhängige Führerpartei neu aufbauen.

### Ideologie

#### „Mein Kampf“
Hitler schrieb in seiner Haftzeit 1923/24 weitgehend ohne fremde Hilfe den ersten Teil seiner Programmschrift Mein Kampf. Eine Autobiografie oder einen Ersatz für das 25-Punkte-Programm beabsichtigte er nicht. Der erste Band wurde von 1925 bis 1932 etwa 300.000 Mal verkauft und durch viele Rezensionen in öffentlichen Konflikten weithin bekannt. Beachtet wurden davon jedoch fast nur Hitlers außen- und parteipolitische Ziele, nicht seine Rassentheorie. Fast kein führender Politiker des Auslands las das Buch. Der 1926 erschienene zweite Band Die nationalsozialistische Bewegung führte Hitlers Vorstellungen zur Außenpolitik, Aufgabe und Struktur der NSDAP genauer aus und wurde noch weniger beachtet. Hitlers zweites Buch von 1928 führte seinen extremen Antisemitismus, Rassismus und seine bevölkerungspolitischen Pläne näher aus, blieb aber unveröffentlicht.

#### Rassismus und Antisemitismus
Im ersten Band von „Mein Kampf“ entfaltete Hitler seinen seit Sommer 1919 vertretenen Rassenantisemitismus mit dem politischen Ziel einer „Entfernung der Juden überhaupt“. Zentralidee war ein Rassenkampf, der die Geschichte der Menschheit bestimme und in dem sich zwangsläufig das „Recht des Stärkeren“ durchsetze. Er verstand die „große[n] unvermischte[n] Bestände an nordisch-germanischen Menschen“ im „deutschen Volkskörper“, womit er sich auf die Rassenideologie Hans F. K. Günthers bezieht, als die stärkste, zur Weltherrschaft bestimmte Rasse. Als welthistorischen Todfeind der Arier sah Hitler die Juden: Diese strebten ebenfalls die Weltherrschaft an, sodass es zu einem apokalyptischen Endkampf mit ihnen kommen müsse. Denn da sie keine eigene Kraft und Nation besäßen, trachteten sie, als „Parasit im Körper anderer Völker“, alle anderen Rassen zu vernichten. Da dieses Streben in ihrer Rasse angelegt sei, könnten die Arier ihre Rasse nur durch Vernichtung der Juden bewahren. Im letzten Kapitel des zweiten Bandes von Mein Kampf schrieb er über deutsche Juden: „Hätte man zu Kriegsbeginn und während des Krieges einmal zwölf- oder fünfzehntausend dieser hebräischen Volksverderber so unter Giftgas gehalten, wie Hunderttausende unserer allerbesten deutschen Arbeiter aus allen Schichten und Berufen es im Felde erdulden mußten, dann wäre das Millionenopfer der Front nicht vergeblich gewesen. Im Gegenteil: Zwölftausend Schurken zur rechten Zeit beseitigt, hätten vielleicht einer Million ordentlicher, für die Zukunft wertvoller Deutschen das Leben gerettet.“ Das belegt Hitlers Bereitschaft zum Völkermord.

#### Vernichtung „unwerten“ Lebens
Aus Hitlers Rassismus folgte seine Ablehnung alles „Schwachen“ als „unwertes“ Leben ohne Lebensrecht: „Der Stärkere hat zu herrschen und sich nicht mit dem Schwächeren zu verschmelzen, um so die eigene Größe zu opfern.“ Nach außen wertete er die Slawen als „minderwertige Rasse“ ab, die zu Staatenbildung unfähig und darum künftig von höherwertigen Germanen zu beherrschen sei. Nach innen forderte er etwa eine Zwangssterilisation von zeugungsfähigen Erbkranken, Menschenzucht und „Euthanasie“. So sagte er auf dem Nürnberger NSDAP-Parteitag 1929: „Würde Deutschland jährlich eine Million Kinder bekommen und 700.000 bis 800.000 der Schwächsten beseitigt, dann würde am Ende das Ergebnis vielleicht sogar eine Kräftesteigerung sein.“ Diese Ideen gehen auf Vertreter der deutschsprachigen Rassenhygiene wie Alfred Ploetz und Wilhelm Schallmayer zurück. Sie betrafen vor allem Menschen mit Behinderungen. Hitlers Vorstellung des „Artfremden“, „Asozialen“ oder „Entarteten“ betraf auch in Mein Kampf ungenannte Gruppen, etwa „Zigeuner“ (gemeint: Roma und Jenische), Homosexuelle und christliche Pazifisten wie die Zeugen Jehovas, die Hitler als idealistisch verirrte und darum politisch gefährliche Verweigerer des notwendigen Überlebenskampfs abwertete. Ab 1933 ermordeten die Nationalsozialisten viele Mitglieder dieser Gruppen.

#### Eroberung von „Lebensraum“
Die programmatische Forderung nach der Eroberung von Lebensraum im Osten zielte auf „Vernichtung des ‚jüdischen Bolschewismus‘“, wie Hitler das System der Sowjetunion nannte, und die „rücksichtslose Germanisierung“ osteuropäischer Gebiete. Gemeint war das Ansiedeln von Deutschen und Vertreiben („Aussiedlung“), Vernichten oder Versklaven insbesondere der slawischen Bevölkerung. Eine kulturell-sprachliche Assimilation lehnte er als „Bastardisierung“ und letztlich Selbstvernichtung der eigenen Rasse strikt ab. Damit hatte er, so Kershaw, „eine feste gedankliche Brücke zwischen der ‚Judenvernichtung‘ und einem auf den Erwerb von ‚Lebensraum‘ gerichteten Krieg gegen Rußland hergestellt“. Auf dieser ideologischen Basis sollte Osteuropa bis zum Ural „als Ergänzungs- und Siedlungsraum“ für das nationalsozialistische Deutsche Reich gewaltsam erschlossen werden. Hitlers Lebensraumidee knüpfte an Karl Haushofers Theorien zur Geopolitik an und überbot sie, indem er die Eroberung Osteuropas zum primären Kriegsziel der NSDAP und zum Mittel für dauerhafte ökonomische Autarkie und Hegemonie Deutschlands in einem von Grund auf neugeordneten Europa erhob.

#### Führerprinzip
Gegen Demokratie, Gewaltenteilung, Parlamentarismus und Pluralismus setzte Hitler ein unbeschränktes Führerprinzip: Alle Autorität in Partei und Staat sollte von einem nicht gewählten, nur per Akklamation bestätigten „Führer des Volkes“ ausgehen. Dieser sollte die ihm untergeordnete Führerebene ernennen, diese wiederum die nächsttiefere Ebene. Die jeweilige „Gefolgschaft“ sollte blind und bedingungslos gehorchen. Diese Führeridee war seit 1800 im modernen Nationalismus entstanden und seit 1900 als Sehnsucht nach einem „Volkskaiser“ oder einem autoritären, kriegerischen Reichskanzler wie Otto von Bismarck im demokratiefeindlichen Lager Allgemeingut geworden. Hitler hatte sie in Linz als Kult um Georg von Schönerer kennengelernt und in Wien die Wirkung antisemitischer Volksreden Karl Luegers erlebt, den er nun als Vorbild eines „Volkstribuns“ hervorhob. Dem Führerprinzip entsprach die paramilitärische Organisation der NSDAP. Er reklamierte die Rolle des nationalen Führers ab November 1922 nach Mussolinis erfolgreichem Marsch auf Rom für sich und übernahm den damit verbundenen „Führerkult“ und ein voluntaristisches Politikverständnis aus dem italienischen Faschismus. Demgemäß behauptete er, er habe seine Ideologie in Wien bis 1913 als Autodidakt erworben und dieses „granitene Fundament“ seines Handelns seither kaum verändert. Schönerer und Lueger hätten ihm zwar die Augen für die „Judenfrage“ geöffnet und ihn gelehrt, die Juden in allen Varianten als fremdes Volk zu betrachten; aber durch eigenes Forschen habe er die Identität von Marxismus und Judentum erkannt und so seinen instinktiven Hass bis 1909 zu einer „Weltanschauung“ verdichtet.

#### Einstellung zu den christlichen Kirchen
Hitler blieb trotz Ablehnung der Amtskirchen, die er als Konkurrenz auf ideologischer und organisatorischer Ebene sich unterzuordnen suchte, zeitlebens Mitglied der römisch-katholischen Kirche. Rhetorisch bekannte er sich zu einem persönlichen Gott, den er als „Allmächtigen“ oder „Vorsehung“ bezeichnete und als in der Geschichte wirksame Macht verstand. Er habe das deutsche Volk geschaffen, zur Herrschaft über die Völker bestimmt und Einzelpersonen wie ihn selbst zu seinen Führern auserwählt. Damit übertrug er die biblische Erwählung des Volkes Israel auf das Deutschtum und integrierte sie in das rassistische Weltbild des Nationalsozialismus. Für dieses beanspruchte er in der Politik einzige und totale Geltung. Der Philosoph Hermann Schmitz charakterisiert Hitler in Adolf Hitler in der Geschichte (1999) als antichristlich. Zum Beleg zitiert er u. a. Joseph Goebbels’ Tagebucheintrag vom 8. April 1941: „Der Führer ist ein ganz auf die Antike ausgerichteter Mensch. Er haßt das Christentum, weil es alles edle Menschentum verkrüppelt hat.“ Gemäß dem NSDAP-Programm, das ein überkonfessionelles „positives Christentum“ gegen den „jüdisch-materialistischen Geist“ im Rahmen des „Sittlichkeits- und Moralgefühls der germanischen Rasse“ bejahte, erklärte Hitler den politischen Antisemitismus zum Willen Gottes und sich zu dessen Vollstrecker: „So glaube ich heute im Sinne des allmächtigen Schöpfers zu handeln: Indem ich mich des Juden erwehre, kämpfe ich für das Werk des Herrn.“ Diesen „Erlösungsantisemitismus“ behielt er bis zu seinem Suizid unverändert bei und hob ihn immer wieder als Kern seines Denkens hervor. Aus dem Scheitern der „Los-von-Rom“-Bewegung Schönerers folgerte er: Der Nationalsozialismus müsse beide Großkirchen und ihre Lehren als „wertvolle Stützen für den Bestand unseres Volkes“ respektieren, schützen und konfessionelle Parteipolitik bekämpfen. Gläubige Protestanten und Katholiken könnten ohne Gewissenskonflikte in der NSDAP mitwirken. Schönerers Kampf gegen die Kirche habe die Volksseele missachtet und sei taktisch falsch gewesen, ebenso Luegers Judenmission, statt eine Lösung für die „Lebensfrage der Menschheit“ anzustreben. Als Einfluss nach 1918 lobte er nur Gottfried Feder.

#### Einordnung und zeitgenössische Kritik
Da Hitler fast alle seine Ideen aus dem Antisemitismus, dem Sozialdarwinismus und pseudowissenschaftlichen Biologismus des 19. und 20. Jahrhunderts übernahm, wird seine Ideologie und sein Aufstieg nicht als Ausnahme, sondern als Bestandteil und Ergebnis dieser Strömungen eingestuft. So war die Gleichsetzung von Sozialdemokraten, Marxisten und Juden in Österreich-Ungarn bei Christsozialen, Deutschnationalen und böhmischen nationalen Sozialisten seit den 1870er Jahren üblich. Viele Einzelmotive seiner frühen Vorträge wie das angebliche Nomadentum der Juden und ihre angebliche Unfähigkeit zu Kunst, Kultur und Staatenbildung entnahm Hitler aus vielfach neu aufgelegten Schriften deutscher Antisemiten, die er 1919/20 vom Münchner Nationalsozialisten Friedrich Krohn ausgeliehen haben kann. Darunter waren H. Naudh (Die Juden und der deutsche Staat, 12. Auflage 1891), Eugen Dühring (Die Judenfrage als Frage des Racencharakters, 5. Auflage 1901), Theodor Fritsch (Handbuch zur Judenfrage, 27. Auflage 1910), Houston Stewart Chamberlain (Die Grundlagen des 19. Jahrhunderts, 1899), Ludwig Wilser (Die Germanen, 1913), Adolf Wahrmund (Das Gesetz des Nomadentums und die heutige Judenherrschaft, München 1919) und die deutsche Übersetzung der Protokolle der Weisen von Zion, die Ludwig Müller von Hausen 1919 veröffentlicht hatte. Hitler benutzte die „Protokolle“ wie vor ihm Feder als Beweis für die angebliche „jüdische Weltverschwörung“.
Um die Nationalsozialisten als unglaubwürdige Heuchler zu entlarven, betonten politische Gegner den Widerspruch von Hitlers Rassenideal zu seinem Aussehen. So zitierte Fritz Gerlich in der katholischen Zeitung Der gerade Weg 1932 ein „Gutachten“ des „Rassenhygienikers“ Max von Gruber von 1923 („Gesicht und Kopf schlechte Rasse, Mischling …“) und kam anhand der Rasse-Kriterien von Hans F. K. Günther zu dem Ergebnis, Hitler gehöre einer „ostisch-mongolischen Rassemischung“ an. Gerlich wurde vor allem wegen dieser Kritik 1934 ermordet. Auch Kurt Tucholsky bezeichnete Hitler 1932 als „hergelaufenen Mongolenwenzel“. Die Kritik an Hitlerkult und NS-Ideologie lebte nach 1933 als lebensgefährlicher Flüsterwitz fort: „Blond wie Hitler, groß wie Goebbels, schlank wie Göring und keusch wie Röhm.“

### Neugründung und erste Erfolge der NSDAP
Am 4. Januar 1925 versprach Hitler Bayerns Ministerpräsidenten Heinrich Held, er werde nur noch auf legale Weise Politik machen und der Regierung im Kampf gegen den Kommunismus helfen. Daraufhin hob Held das NSDAP-Verbot zum 16. Februar 1925 auf. Mit einem Leitartikel im Völkischen Beobachter gründete Hitler am 26. Februar die NSDAP unter seiner Führung neu. Damit seine Parteizentrale die Aufnahme kontrollieren konnte, mussten alle bisherigen Mitglieder einen neuen Mitgliedsausweis beantragen. Hitler selbst erhielt die Mitgliedsnummer 1. Zugleich appellierte er an die Einigkeit der völkischen Bewegung im Kampf gegen Judentum und Marxismus, nicht gegen den in Bayern starken Katholizismus. Damit grenzte er sich gegen Ludendorff ab, der den Vorsitz der Nationalsozialistischen Freiheitsbewegung am 12. Februar niedergelegt und so deren Auflösung eingeleitet hatte. Hitler erreichte, dass die während des NSDAP-Verbots entstandenen konkurrierenden Splittergruppen Großdeutsche Volksgemeinschaft, „Deutsche Partei“, „Völkisch-Sozialer Block“ und die Deutschvölkische Freiheitspartei wieder oder neu in die NSDAP eintraten. Die SA ließ er nur noch als Hilfstruppe der NSDAP, nicht mehr als eigenständige paramilitärische Organisation zu, sodass Ernst Röhm ihre Führung abgab.
Hitler verfügte über einen von Jakob Werlin geliehenen schwarzen Mercedes, einen eigenen Chauffeur und eine Leibgarde, mit der er zu seinen Auftritten fuhr. Er inszenierte diese fortan bis in jedes Detail hinein, indem er den Zeitpunkt seiner Ankunft, sein Betreten des Veranstaltungsraums, der Rednerbühne, seine Kleidung für die beabsichtigte Wirkung auswählte und seine Rhetorik und Mimik einstudierte. Auf Parteiversammlungen trug er eine hellbraune Uniform mit einer Hakenkreuzbinde, einen Gürtel, einen Lederriemen über der rechten Schulter und kniehohe Lederstiefel. Vor einem größeren Publikum trug er einen schwarzen Anzug mit weißem Hemd und Krawatte, „wenn es angemessen erschien, […] einen weniger martialischen, respektableren Hitler vorzuführen“. Mit seinem oft getragenen blauen Anzug, Regenmantel, Filzhut und Hundepeitsche wirkte er dagegen wie ein „exzentrischer Gangster“. In der Freizeit trug er am liebsten traditionelle bayerische Lederhosen. Im Hochsommer vermied er es, in Badehose gesehen zu werden, um sich nicht der Lächerlichkeit preiszugeben.
Hitler gründete im April 1925 in München mit der Schutzstaffel (SS) eine der Partei unterstehende persönliche „Leib- und Prügelgarde“, die ab dem Reichsparteitag im Jahr 1926 der SA unterstand. Er betrieb erfolgreich zunächst die deutschlandweite Ausdehnung der NSDAP durch Gründung neuer Orts- und Regionalgruppen, für die er „Gauleiter“ ernannte. Regionale Redeverbote behinderten diese Arbeit kaum. Er beauftragte Gregor Strasser im März 1925 mit dem Aufbau der NSDAP in Nord- und Westdeutschland. Strasser bildete dort bis September 1925 einen eigenen Parteiflügel, der gegenüber Hitlers Münchner Parteizentrale stärker sozialistische Ziele, einen sozialrevolutionären Kurs sowie eine außenpolitische Zusammenarbeit mit der Sowjetunion befürwortete. Strassers Entwurf eines neuen Parteiprogramms verlangte eine Bodenreform, die Enteignung von Aktiengesellschaften und auch eine Beteiligung der NSDAP am Volksbegehren zur Fürstenenteignung. Hitler ließ ihn zunächst gewähren, gewann aber Strassers Anhänger Joseph Goebbels als Unterstützer seines Kurses und seiner Führerrolle. Im Februar 1926 setzte er gegen Strassers Flügel die Ablehnung des neuen Programmentwurfs und damit auch von dessen Forderung einer Fürstenenteignung als Form eines „jüdischen Ausbeutungssystem[s]“ durch. Hitler untersagte jede Diskussion über das Parteiprogramm (von 1920). Im Sommer 1926 führte die NSDAP den Hitlergruß ein und machte so den Hitlerkult zu ihrem zentralen Merkmal. Hitler beherrschte die Partei damals ähnlich wie ab 1933, indem er Streit und Rivalitäten zunächst zuließ und dann die Entscheidung an sich zog. So wurde die persönliche Bindung an den „Führer“ entscheidend für den Einfluss, den ein Funktionär in der Partei hatte, und Hitler wurde in der NSDAP fast unangreifbar.
Seit seinem Legalitätsversprechen wollte Hitler die Demokratie mit ihren eigenen Waffen schlagen und untergraben. Die NSDAP sollte in die Parlamente einziehen, ohne dort konstruktiv mitzuarbeiten. Zudem sollte die SA mit spektakulären Aufmärschen, Straßenschlachten und Krawallen öffentliche Beachtung der Partei und ihres Führers erzeugen und zugleich die Schwäche des demokratischen Systems offenbaren. Dazu bediente sich die NSDAP der damals völlig neuen Methoden der Werbung und Massenbeeinflussung (→ NS-Propaganda). Grundlegend für deren Erfolg war Hitlers massenwirksame Rhetorik. Er griff tagespolitische Themen auf, um regelmäßig und gezielt von der „Schuld der Novemberverbrecher von 1918“, ihrem „Dolchstoß“, der „bolschewistischen Gefahr“, der „Schmach von Versailles“, dem „parlamentarischen Wahnsinn“ und der Wurzel allen Übels zu reden: „den Juden“. Mit seiner Ruhrkampagne und der Broschüre Der Weg zum Wiederaufstieg versuchte er, die Unterstützung der Ruhrindustrie zu gewinnen. Bei der Reichstagswahl 1928 blieb die NSDAP mit 2,6 Prozent der Stimmen jedoch „eine unbedeutende, wenn auch lautstarke Splitterpartei“. Die stabilisierten wirtschaftlichen Verhältnisse und der anhaltende Wirtschaftsaufschwung („Goldene Zwanziger“) boten radikalen Parteien bis 1929 kaum Ansätze für ihre Agitation.
Der 1929 von NSDAP und DNVP gemeinsam initiierte Volksentscheid gegen den Young-Plan, der die offenen Reparationsfragen zwischen Deutschland und seinen ehemaligen Kriegsgegnern regeln sollte, scheiterte zwar. Aber Hitler und seine Partei erhielten bei den Landtagswahlen in Thüringen im Herbst 1929 erstmals erhebliche Zustimmung im nationalistisch-konservativen Bürgertum. Auch das Presseimperium des DNVP-Vorsitzenden Alfred Hugenberg unterstützte Hitler fortan, weil er in ihm und der NSDAP lenkbare Mittel sah, den deutschnationalen Kräften zu einer Massenbasis zu verhelfen.
Infolge der Weltwirtschaftskrise zerbrach in Deutschland am 27. März 1930 die Weimarer Koalition. Dem Reichskanzler Hermann Müller (SPD), der noch eine demokratisch gesinnte Reichstagsmehrheit hatte, und dem ersten Präsidialkabinett von Heinrich Brüning (Zentrum) folgte die Reichstagswahl 1930: Dabei steigerte die NSDAP ihren Stimmenanteil auf 18,3 Prozent und ihre Reichstagssitze von 12 auf 107 Abgeordnete. Damit war sie als zweitstärkste Partei ein relevanter Machtfaktor in der deutschen Politik geworden.
Im Ulmer Reichswehrprozess schwor Hitler als Zeuge der Verteidigung am 25. September 1930, er werde seine „ideellen Ziele unter keinen Umständen mit ungesetzlichen Mitteln erstreben“ und Parteigenossen, die sich nicht an diese Vorgabe hielten, ausschließen. Dann drohte er: „Wenn unsere Bewegung in ihrem legalen Kampf siegt, wird ein deutscher Staatsgerichtshof kommen; und der November 1918 wird seine Sühne finden, und es werden Köpfe rollen.“ Bei einer Zeugenvernehmung deckte Rechtsanwalt Hans Litten 1931 auf, dass Hitler weiterhin NS-Propaganda für einen gewaltsamen Umsturz zugelassen und somit seinen Legalitätseid gebrochen hatte. Hitler wurde wegen Meineides angezeigt. Obwohl genügend Beweise vorlagen, um ihn auszuweisen, wurde das Verfahren verschleppt und eingestellt.
Währenddessen versuchte Kanzler Brüning, Hitler zur Zusammenarbeit zu bewegen und bot ihm eine Regierungsbeteiligung an, sobald er, Brüning, die Reparationsfrage gelöst habe. Hitler lehnte ab, sodass Brüning sein Minderheitskabinett von der SPD tolerieren lassen musste.

### Weg zur Kanzlerschaft
Seit 1931 wurde Reichspräsident Hindenburg von Unterschriftenlisten und Eingaben für Hitlers Reichskanzlerschaft „geradezu überschwemmt“. Er lud Hitler und Hermann Göring zu einem ersten Gespräch am 10. Oktober 1931 ein, dem Vortag des Treffens der „Harzburger Front“. Laut Hitlerbiograf Konrad Heiden hielt Hitler dabei Monologe, statt Hindenburgs Fragen zu beantworten. Dieser soll daraufhin zu Kurt von Schleicher gesagt haben, der „böhmische Gefreite“ (Hindenburg verwechselte hier vermutlich das österreichische Braunau mit der gleichnamigen böhmischen Stadt, tschechisch Broumov, die er 1866 als Leutnant auf dem Weg zur Schlacht bei Königgrätz kennengelernt hatte) könne „höchstens Postminister“ werden. Hitler beeindruckte ihn zwar, überzeugte ihn dennoch nicht von seiner Eignung für das Kanzleramt.
Im Krisenjahr 1932 wirkten die konservativen Politiker Franz von Papen, Kurt von Schleicher, Alfred Hugenberg und Oskar von Hindenburg mit verschiedenen persönlichen Zielen teils mit-, teils gegeneinander auf Hindenburg ein. Sie alle wollten die Weimarer Demokratie durch eine autoritäre Staatsform ersetzen und lehnten Hitler und seine Partei zunächst als „plebejisch“ ab. Weil sie kaum Rückhalt in der Bevölkerung erhielten, betrachteten und förderten sie die NSDAP oder einen ihrer Flügel zunehmend als die für ihre Vorhaben benötigte Massenbasis und setzten sich bei Hindenburg für deren Machtbeteiligung ein.
Um bei der Reichspräsidentenwahl März/April 1932 gegen Hindenburg antreten zu können, musste Hitler, der seit dem 30. April 1925 Staatenloser war, nach § 1 Reichs- und Staatsangehörigkeitsgesetz Staatsangehöriger eines Bundesstaates und somit Deutscher werden (siehe Einbürgerung Adolf Hitlers Februar 1932). Als wegen Hochverrats Vorbestrafter strebte er die nach § 14 Reichs- und Staatsangehörigkeitsgesetz mögliche „Anstellung im unmittelbaren oder mittelbaren Staatsdienst“ an, die „für einen Ausländer als Einbürgerung […]“ galt, um die zu erwartenden Bedenken eines Bundesstaats gegen seine Einbürgerung zu umgehen. Nach mehreren erfolglosen Anläufen berief ihn der Innenminister im Freistaat Braunschweig Dietrich Klagges (NSDAP) drei Tage nach Bekanntgabe seiner Kandidatur zum Braunschweiger Regierungsrat. Hitler trat seinen vorgesehenen Dienst aber nie an, sondern erhielt sofort Urlaub für den Wahlkampf und beantragte später unbefristeten Urlaub für seine künftigen „politischen Kämpfe“. Er wurde erst als Reichskanzler am 16. Februar 1933 aus dem braunschweigischen Staatsdienst entlassen.
Hindenburg wurde im zweiten Wahlgang am 10. April mit 53 % der Stimmen wiedergewählt, Hitler bekam hingegen nur 36,8 % der abgegebenen Stimmen. Viele SPD-Wähler hatten auf Rat Brünings für Hindenburg als „kleineres Übel“ gestimmt, um Hitlers Sieg und damit das Ende der Weimarer Demokratie zu verhindern. Der wiedergewählte Hindenburg entließ Brüning jedoch am 29. Mai, ernannte Franz von Papen zum neuen Reichskanzler und löste den Reichstag auf.
Die NSDAP nutzte alle für 1932 vorgesehenen Landes- und Reichswahlen zu ständiger Agitation. Hitler engagierte den Opernsänger Paul Devrient als Stimmtrainer und Wahlkampfbegleiter und ließ sich von April bis November 1932 zu 148 Großkundgebungen einfliegen, die durchschnittlich 20.000 bis 30.000 Menschen besuchten. Die NS-Propaganda inszenierte ihn dabei als über den sozialen Klassen stehenden Heilsbringer („Hitler über Deutschland“) einer Bewegung. Er wurde in der Bevölkerung bekannter als jeder andere Kandidat vor ihm. Bei provokativen NSDAP-Aufmärschen starben in diesem Wahlkampf Dutzende Menschen gewaltsam. Der „Altonaer Blutsonntag“ (17. Juli) etwa bot Papens Regierung den Anlass, die verfassungsgemäß geschäftsführend amtierende Landesregierung Preußens durch eine Notverordnung abzusetzen (Preußenschlag, 20. Juli).
Bei der Reichstagswahl vom Juli 1932 wurde die NSDAP mit 37,3 % stärkste Partei. Hitler beanspruchte das Kanzleramt. Schon in der zweiten Reichstagssitzung am 12. September löste Hindenburg den Reichstag auf Vorschlag Papens auf, da zu erwarten war, dass der Reichstag die Notverordnungen vom 4. und 5. September 1932, die erhebliche sozialpolitische Einschnitte enthielten, aufheben würde. Bei der Reichstagswahl im November 1932 wurde die NSDAP trotz Stimmenverlusten mit 33,1 % erneut stärkste Partei; die KPD gewann Sitze dazu, sodass die demokratischen Parteien keine parlamentarische Mehrheit mehr stellen konnten. Daraufhin trat Papen zurück und schlug Hindenburg vor, ihn per Notverordnung zum Diktator zu ernennen.
„Nationalkonservative Kräfte in Wirtschaft, Militär und Bürokratie“ strebten die „autoritäre (monarchistische) Umgestaltung des Staates“, die „dauerhafte Ausschaltung von KPD, SPD und Gewerkschaften“, den „Abbau der steuerlichen und sozialstaatlichen Belastungen der Wirtschaft“, die „schnelle Überwindung des Versailler Vertrages“ und die „Aufrüstung“ an. Sie glaubten, ihre Ziele nur gestützt auf die nationalsozialistische Massenbewegung erreichen zu können. Für sie unerwünschte Teile von Hitlers Programm (Führerdiktatur statt Monarchie, Berücksichtigung von Arbeiterinteressen) wollten diese Eliten durch die „Einrahmung“ Hitlers und die „Zähmung“ seiner Politik abschwächen. Dazu erschien ihnen Papen als geeigneter Bündnispartner, da er „nach wie vor das volle Vertrauen Hindenburgs besaß und als Einziger in der Lage war, dessen Misstrauen gegenüber Hitler zu zerstreuen“. Die meisten Industriellen lehnten eine Kanzlerschaft Hitlers aber weiterhin ab. Die lange verbreitete Vorstellung, Hitler wäre dank der Finanzierung durch die Großindustrie an die Macht gekommen, gilt heute als „Legende“ bzw. als „Mythos“.
Hitler hatte Kapitalismuskritik in der NSDAP früh dem Antisemitismus untergeordnet, wonach nur die Juden ökonomisches Elend verschuldet hätten. Hitlers Rede vor dem Industrie-Club Düsseldorf lobte Anfang 1932 die Rolle der Wirtschaftseliten und betonte gegen die Wähler der Linksparteien: Das deutsche Volk könne nicht überleben, solange es zur Hälfte „Eigentum als Diebstahl“ betrachte. Nachdem Hitler bis Ende 1932 gute Beziehungen zu Unternehmerkreisen gewonnen und deren Bedenken gegen das NS-Wirtschaftsprogramm weitgehend ausgeräumt hatte, unterstützte die Großindustrie den Aufstieg der NSDAP in der Arbeitsstelle Schacht oder der Wirtschaftspolitischen Abteilung der NSDAP, vor allem durch „Wirtschaftsvertreter aus dem zweiten und dritten Glied der Eisen- und Stahlindustrie“ und spätere Arisierungsgewinnler, aber auch Bankiers und Großagrarier: Diese versuchten, eine künftige NS-Wirtschaftspolitik „mit dem Gedeihen privater Wirtschaft in Einklang zu bringen“, damit „Industrie und Handel mitmachen können“.
Um das Risiko eines Bürgerkriegs und einer möglichen Niederlage der Reichswehr gegen die paramilitärischen Kräfte von SA und KPD zu vermeiden, ernannte Hindenburg Kurt von Schleicher am 3. Dezember zum Reichskanzler. Dieser war unter Papen Reichswehrminister geworden und vertrat scheinbar einen arbeiterfreundlicheren Kurs. Schleicher versuchte, die NSDAP durch eine Querfront-Strategie zu spalten: Gregor Strasser war bereit, auf Schleichers Vorschlag einer Regierungsbeteiligung einzugehen, Vizekanzler zu werden und damit Hitler zu übergehen, was in der NSDAP die Strasser-Krise auslöste. Doch Hitler setzte seine Führungsrolle in der NSDAP und seinen Anspruch auf das Kanzleramt im Dezember 1932 unter Tränen und Drohungen, sich umzubringen, durch. Damit waren Hindenburgs konservative Berater mit dem Versuch, die NSDAP an der Regierung zu beteiligen, ohne Hitler das Kanzleramt zuzugestehen, gescheitert.
Das Treffen Papens mit Hitler im Haus des Bankiers Schröder am 4. Januar 1933 gilt als „Geburtsstunde des Dritten Reiches“, die „eine unmittelbare kausale Geschehensfolge bis zum 30. Januar“ einleitete: Indem Hitler Papen die Vizekanzlerschaft, die Besetzung der klassischen Ministerien mit Deutschnationalen und das Recht anbot, bei allen Vorträgen des Kanzlers beim Reichspräsidenten zugegen zu sein, erlangte er dessen Zustimmung. Papen und Hugenberg glaubten weiter, einen Reichskanzler Hitler in einer von konservativen Ministern dominierten Regierung „einrahmen“ und „zähmen“ zu können. Ihr Bündnis mit Hitler isolierte Schleichers Regierung, die der nationalsozialistisch geführte Reichslandbund im Schutzzollkonflikt zwischen Landwirtschaft und Exportindustrie zusätzlich unter Druck setzte.
Die NSDAP wurde bei der Landtagswahl in Lippe 1933 (15. Januar) mit 39,5 % der Stimmen (bei 100.000 Wahlberechtigten) stärkste Partei und sah damit ihren Führungsanspruch bestärkt. Als der Missbrauch der Osthilfe Hindenburgs Ruf bedrohte, setzte sich dessen Freund Elard von Oldenburg-Januschau persönlich für Hitlers Kanzlerschaft ein, von dessen Kabinett er die Vertuschung des Skandals erwartete. Zudem gewann Hitler am 22. Januar Oskar von Hindenburg mit Drohungen und Angeboten als Unterstützer. Dies beseitigte letzte Vorbehalte des Reichspräsidenten gegen seine Ernennung.
Als General Werner von Blomberg mit dem Versprechen, neuer Reichswehrminister zu werden, für Hitlers Regierung gewonnen wurde, verlor Schleicher die geschlossene Unterstützung der Reichswehr und war völlig isoliert und handlungsunfähig. Als Hindenburg seine Bitte um Neuwahlen ablehnte, trat er am 28. Januar 1933 zurück. Hitler, Papen und Hugenberg hatten sich inzwischen auf ein Kabinett geeinigt. Das ermöglichte Hitlers Ernennung zum Reichskanzler.

## Herrschaft vor dem Zweiten Weltkrieg (1933–1939)

### Errichtung der Diktatur
Am 30. Januar 1933 ernannte Hindenburg verfassungswidrig zunächst Blomberg zum neuen Reichswehrminister, da die NSDAP in Berlin Putschgerüchte gestreut hatte. Erst danach vereidigte er Hitler und das übrige Kabinett und erlaubte ihm die geforderte Auflösung des Reichstags, um Neuwahlen zu ermöglichen. So wollte Hindenburg die politische Einigung der Rechtsparteien in einer von Deutschnationalen dominierten Koalitionsregierung erreichen. Demgemäß gehörten fast alle Minister im Kabinett Hitler zur DNVP. Vertreter der NSDAP waren außer Hitler nur Wilhelm Frick, der mit dem Reichsministerium des Innern ein Schlüsselressort innehatte, und ohne Geschäftsbereich Göring, der jetzt als „Reichskommissar für das preußische Innenministerium“ die Polizei im größten deutschen Staat kontrollierte. Damit konnte die NSDAP die Innenpolitik in Deutschland bestimmen.
Hitler soll schon beim Einzug in die Alte Reichskanzlei gesagt haben: „Keine Macht der Welt wird mich jemals wieder lebend hier herausbringen.“ Bereits vor den Neuwahlen schränkte die Regierung Hitler durch die Verordnung des Reichspräsidenten zum Schutze des Deutschen Volkes Grundrechte ein, bis der Reichstagsbrand vom 27. Februar als angebliches Startzeichen zu einem kommunistischen Aufstand ihr den Vorwand zur Verordnung des Reichspräsidenten zum Schutz von Volk und Staat (Reichstagsbrandverordnung) gab. Die auf Hitlers Initiative von Frick verfasste und vom Kabinett einstimmig beschlossene Verordnung schaffte Grundrechte wie die Versammlungsfreiheit, Pressefreiheit und das Briefgeheimnis ab und ermöglichte die Verhaftung politischer Gegner. Sie begründete für die gesamte Zeit des Nationalsozialismus bis 1945 den Ausnahmezustand. Sie gilt daher als eigentliche „Verfassungsurkunde des Dritten Reiches“.
Im folgenden Wahlkampf ließ Hitlers Regime viele Gegner, vor allem Kommunisten, einschüchtern, verhaften oder ermorden. Dennoch verfehlten NSDAP und DNVP bei der Reichstagswahl am 5. März die für Verfassungsänderungen notwendige Zweidrittelmehrheit. Hitler kandidierte im Wahlkreis 24 (Oberbayern-Schwaben) und wurde Mitglied des Reichstages. Am Tag von Potsdam, der Reichstagseröffnung am 21. März, inszenierten NSDAP und Deutschnationale ihre Einigung unter der Leitfigur Hindenburg. Am 23. März 1933 beschloss der Reichstag nach Annullierung der KPD-Mandate aufgrund der Reichstagsbrandverordnung mit den Stimmen der bürgerlichen Parteien das verfassungsändernde Ermächtigungsgesetz. Es erlaubte dem Regime für zunächst vier Jahre, Gesetze künftig direkt zu erlassen. Damit verzichtete der Reichstag auf seine Rolle als Gesetzgeber (Legislative), überließ diese der Regierung (Exekutive) und entmachtete den Reichspräsidenten. Das ermöglichte Hitlers Diktatur und die Gleichschaltung von Staat und Gesellschaft. Das NS-Regime zerschlug am 2. Mai, nach den Maifeiern des Vortags, die freien Gewerkschaften und gründete stattdessen am 10. Mai die Deutsche Arbeitsfront. Am 22. Juni wurde die SPD verboten, deren Abgeordnete als einzige gegen das Ermächtigungsgesetz gestimmt hatten, und bis zum 5. Juli die Selbstauflösung der übrigen Parteien verfügt. Am 1. Dezember 1933 wurde die NSDAP mit dem Gesetz zur Sicherung der Einheit von Partei und Staat zur einzigen Staatspartei. In diesem Prozess wirkten „Druck von ‚unten‘“ und Hitlers „persönliche Initiative“ zusammen.
Am 30. Juni 1934 und an den folgenden Tagen wurden auf Hitlers Befehl unter dem Vorwand eines angeblichen von Ernst Röhm geplanten Putsches („Röhm-Putsch“) unter maßgeblicher Beteiligung der Leibstandarte SS Adolf Hitler 150 bis 200 Führungskräfte der SA ermordet. Hitlers Kabinett legalisierte die Morde am 3. Juli 1934 mit dem Staatsnotwehrgesetz als „Niederschlagung hoch- und landesverräterischer Angriffe“. Am 13. Juli 1934 versprach Hitler der Reichswehr erneut, sie bleibe die einzige Waffenträgerin des Staates.
Am 1. August 1934, als der Tod Hindenburgs absehbar wurde, vereinigte das Kabinett dessen Reichspräsidentenamt per Gesetzesbeschluss mit dem Kanzleramt und übertrug „die bisherigen Befugnisse des Reichspräsidenten auf den Führer und Reichskanzler Adolf Hitler“. Am selben Tag gab Blomberg, ohne von Hitler dazu aufgefordert zu sein, bekannt, nach dem Ableben Hindenburgs die Soldaten der Wehrmacht auf den neuen Oberbefehlshaber vereidigen zu lassen. Bisher waren alle Soldaten auf die Weimarer Verfassung vereidigt worden. Am 2. August, Hindenburgs Todestag, ordnete ein Führererlass an, Hitler künftig „im amtlichen und außeramtlichen Verkehr wie bisher“ mit diesem Doppeltitel anzureden, da der Titel „Reichspräsident“ mit Hindenburgs Namen „unzertrennlich verbunden“ sei. Seitdem führte Hitler den Titel Führer und Reichskanzler. Die Ämtervereinigung bejahten am 19. August in der Volksabstimmung über das Staatsoberhaupt des Deutschen Reichs 89,9 Prozent derer, die gültige Stimmen abgegeben hatten. Dennoch enttäuschte das Abstimmungsergebnis die NS-Führung, weil es in ihren Augen zu wenig beeindruckend ausgefallen war.
Kabinettssitzungen verloren zunehmend an Bedeutung. 1935 kamen die Minister zwölfmal, 1937 sechsmal, am 5. Februar 1938 letztmals zusammen. Bis 1935 hielt sich Hitler an einen einigermaßen geordneten Tagesablauf in der Alten Reichskanzlei: vormittags, ab 10 Uhr, Besprechungen mit Hans Heinrich Lammers, Otto Meissner, Walther Funk und verschiedenen Ministern, Mittagessen um 13 oder 14 Uhr, nachmittags Besprechungen mit militärischen oder außenpolitischen Beratern oder bevorzugt mit Albert Speer über Baupläne. Allmählich wich Hitler von diesem festen Tagesablauf ab und pflegte wieder seinen früheren Bohème-Lebensstil. So erschwerte er seinen Adjutanten, von ihm als Staatsoberhaupt Entscheidungen zu erhalten. Die Minister (außer Goebbels und Speer) erhielten keinen Zugang mehr zu Hitler, falls sie keinen guten Kontakt zu dessen Adjutanten besaßen, die so große informelle Macht erlangten.

### Ausweitung des Hitlerkults
1933 wurde der Hitlerkult zum Massenphänomen, bei dem Erwartungen der Bevölkerung und NS-Propaganda zusammenwirkten. Hitlers Herrschaft war von Beginn an „extrem personalisiert“: Er hatte kein Politbüro wie Josef Stalin, keinen Kriegsrat und keinen Großrat wie Mussolini. Er ließ keinen Länderrat oder Parteisenat als Gegengewicht zu und ersetzte das Kabinett nicht, nachdem es nicht mehr zusammengetreten war. Der Hitlergruß wurde 1933 für Beamte zur Pflicht gemacht und von großen Bevölkerungsteilen freiwillig übernommen.
Hitlers Politik stieß in weiten Teilen der Bevölkerung auf wachsende Zustimmung. Die realen oder scheinbaren Erfolge des Regimes – Beseitigung der Massenarbeitslosigkeit, Überwindung des Versailler Vertrags und die innenpolitische Konsolidierung sowie später die zunächst spektakulären Siege zu Beginn des Zweiten Weltkriegs – schrieb die NS-Propaganda Hitler allein zu. Dadurch dehnte sie den Führerkult vom Parteimerkmal zu einem nationalen Kult aus und stärkte Hitlers Position gegenüber den konservativen Eliten und dem Ausland.
Die fehlende Kritik nutzte Hitler zum weiteren Ausbau des schrankenlosen Führerstaates. Dieser wurde 1939 vollendet, als alle Beamten und Soldaten einen persönlichen Führereid ablegen mussten. Die NS-Rechtslehre legitimierte dies, indem sie Verfassungsrecht mit dem an keiner Rechtsidee messbaren Führerwillen gleichsetzte. Schon seit 1934 als „Führer und Reichskanzler“ angeredet, war der Titel „Führer“ ab 1941 ausschließlich Hitler vorbehalten. Dadurch, so die Germanistin Cornelia Schmitz-Berning, habe sich der Begriff allmählich zum Eigennamen entwickelt.
Der Hitlerkult wurde im deutschen Alltag allgegenwärtig, etwa durch Umbenennung vieler Straßen und Plätze nach Hitler, durch die Würdigung als Ehrenbürger, einen Adolf-Hitler-Koog als Musterbeispiel für die staatliche Blut-und-Boden-Ideologie, dörfliche „Hitlereichen“ und „Hitlerlinden“, kommerziell vermarktete Hitlerbilder, ab 1937 staatliche Briefmarkenserien und Besucherandrang auf dem Obersalzberg. Diese Verehrung überstieg den Personenkult um Bismarck bei weitem. Für kritische Zeitgenossen wurde es immer schwieriger, sich davon zu distanzieren. Hitler zeichnete andere mit seinem Namen aus, etwa ab 1937 durch die Vergabe des Titels Adolf-Hitler-Schule an NS-Ausleseschulen.
Dem kamen weite Gesellschaftsbereiche zunächst freiwillig entgegen: So entwickelte sich die Adolf-Hitler-Spende der deutschen Wirtschaft für den „nationalen Wiederaufbau“ ab 1. Juni 1933 von einer freiwilligen Spende hin zu einer Pflichtabgabe, die sich bis 1945 auf rund 700 Millionen Reichsmark für die NSDAP addierte, über deren Verwendung Hitler frei entscheiden konnte. Dafür stiftete er 1937 den „Adolf-Hitler-Dank“, eine jährliche Spende von einer halben Million Reichsmark „für besonders verdiente, notleidende Parteigenossen“.
Der Hitlerkult gilt Historikern als Kennzeichen einer „charismatischen Herrschaft“, die bürokratische Instanzen nicht ersetzte, sondern überwölbte und so vielfach Kompetenzstreit zwischen Parteihierarchie und Staatsapparat erzeugte. Rivalitäten von NS-Behörden, die in Wettläufe um das vorauseilende Erfassen des „Führerwillens“ eintraten, erforderten wiederum immer mehr autoritative tagespolitische Entscheidungen Hitlers. Dieser ließ jedoch viele Konflikte unentschieden, um seinen Ruf als über den Alltagskonflikten stehender, unfehlbarer, genialer Alleinherrscher nicht zu beschädigen, und trug so zur Aushöhlung einer funktionierenden Staatsverwaltung bei. Mit dem Wachsen des Hitler-Mythos sank zugleich das Ansehen der NSDAP.
Nach dem Anschluss Österreichs an das Deutsche Reich und der ersten Wahl zum „Großdeutschen Reichstag“ am 10. April 1938 mit 99,1 % Zustimmung war das Prestige des Diktators abermals gestiegen und die Konsensbasis seiner Herrschaft vermutlich nie größer. Der Überfall auf Polen war bei den Deutschen nicht populär. Kershaw zufolge erreichte Hitlers Popularität trotzdem nach dem siegreichen „Blitzkrieg“ gegen Frankreich einen neuen Höhepunkt, ging 1941 nur allmählich zurück und stürzte erst nach der Niederlage in Stalingrad 1943 rasch ab. Götz Aly dagegen folgerte 2006 aus neuen Indikatoren eines von ihm geleiteten Forschungsprojekts, dass Hitlers Popularität schon vor dem Polenfeldzug stark abnahm, sich nach dem Westfeldzug 1940 kaum erholte und ab dem Überfall auf die Sowjetunion rapide abnahm.

### Verfolgungen
Nach dem Straßenterror der SA in der Weimarer Republik begann mit Hitlers Machtantritt eine systematische, gewaltsame Verfolgung politischer Gegner der NSDAP unter dem Schlagwort der „nationalen Revolution“. So ließ die SA ab Januar 1933 Konzentrationslager einrichten. Die staatlichen Internierungen, Misshandlungen und Morde trafen seit der „Reichstagsbrandverordnung“ vom 28. Februar 1933 Kommunisten, Sozialdemokraten, Pazifisten, Zeugen Jehovas, konservative NS-Gegner und andere Deutsche, die Kritik äußerten oder sich widersetzten (→ Mitglieder des Widerstandes), sowie vor allem Juden. In den folgenden Jahren wurden die Verfolgungen auf verschiedene christliche Gruppen, Behinderte, Homosexuelle, vermeintlich Asoziale und „Fremdrassige“ ausgeweitet.
Hitler hatte keinen umfassenden Plan für die staatliche „Judenpolitik“, sondern reagierte oft kurzfristig auf den Druck von NSDAP-Mitgliedern mit Gesetzesinitiativen. Deren erkennbares Ziel war die im NSDAP-Programm festgeschriebene Ausgrenzung und Vertreibung der deutschen Juden. Hitler bereitete den „Judenboykott“ vom 1. April 1933 direkt mit vor, trat aber nach außen nicht als dessen Initiator und Organisator auf. Er beriet das am 7. April erlassene Gesetz zur Wiederherstellung des Berufsbeamtentums (zum Ausschluss „nichtarischer“ Beamter) mit und entschied sich aus Rücksicht auf die politischen Bedingungen für eine gemäßigtere Fassung. Daraufhin schlossen auch viele Berufsverbände Juden aus. Dem folgten zahlreiche weitere, auch nichtstaatliche Ausgrenzungsschritte. Hitler schwebte schon 1933 eine konsequente Ghettoisierung der Juden und ihre räumliche Ausgrenzung vor: Sie müssten „heraus aus allen Berufen […], eingesperrt in ein Territorium, wo sie sich ergehen können […], während das deutsche Volk zusieht, wie man wilde Tiere sich ansieht“.
Auch die Nürnberger Gesetze von 1935, die den deutschen Juden die staatsbürgerlichen Rechte entzogen und „Mischehen“ sowie sexuelle Beziehungen zwischen Juden und Nichtjuden als „Rassenschande“ mit Gefängnis oder Zuchthaus bedrohten, wurden durch Terror aus der Parteibasis angebahnt und sollten diese zufriedenstellen. Hitler bereitete sie monatelang mit vor, sodass er sich beim Nürnberger Reichsparteitag im September anderen Themen zuwenden konnte. Er strich die Begrenzung auf „Volljuden“ im Gesetzentwurf noch unmittelbar vor dessen Bekanntgabe am 15. September.
Die Judenverfolgung trat zwar 1936 wegen Sommer- und Winter-Olympia und 1937 in den Hintergrund. Doch als Hitler am 9. November 1938 vom Tod des Botschaftssekretärs Ernst Eduard vom Rath erfuhr, auf den zwei Tage zuvor Herschel Grynszpan einen Anschlag verübt hatte, beriet er sich sofort mit Goebbels und autorisierte ihn, das Attentat als Vorwand für die Novemberpogrome auszunutzen. Dabei wurden in ganz Deutschland und Österreich Hunderte Juden ermordet, Zehntausende in KZs interniert und enteignet und Tausende Synagogen und jüdische Friedhöfe zerstört. US-Präsident Franklin D. Roosevelt verschärfte daraufhin den Ton gegenüber Deutschland. Hitler übertrug die weitere „Judenpolitik“ Hermann Göring, Heinrich Himmler und Reinhard Heydrich. Diese unterbanden den „spontanen“, unkontrollierten Straßenterror endgültig, indem sie die Juden gesetzlich wie Kriminelle behandelten und etwa mit der „Judenbuße“ für die Schäden der Novemberpogrome aufkommen ließen.
Hitler sagte in seiner Reichstagsrede zum sechsten Jahrestag seines Amtsantritts am 30. Januar 1939:

„Ich will heute wieder ein Prophet sein: Wenn es dem internationalen Finanzjudentum in und außerhalb Europas gelingen sollte, die Völker noch einmal in einen Weltkrieg zu stürzen, dann wird das Ergebnis nicht die Bolschewisierung der Erde und damit der Sieg des Judentums sein, sondern die Vernichtung der jüdischen Rasse in Europa.“

Die Rede fand durch ihre Wiedergabe im Rundfunk, in Wochenschauen, in der gesamten Tagespresse und in mehreren Buchveröffentlichungen größte Verbreitung, wurde vom Publikum aber zumeist nicht wörtlich verstanden. Die zentrale Passage, dass ein Weltkrieg, für den selbstverständlich das Judentum verantwortlich wäre, die physische Vernichtung der Juden bringen würde, wiederholte Hitler in den Kriegsjahren in weiteren Reden. Dabei datierte er seine „Prophezeiung“ vom 30. Januar 1939 auf den Tag des Kriegsbeginns um und verschärfte seine Rede von der „Vernichtung“ noch um das Wort „ausrotten“. Auch Propagandaminister Goebbels wiederholte diese Äußerung Hitlers öffentlich. Am 16. November 1941 schrieb er in einem Leitartikel für das Wochenmagazin Das Reich: „Wir erleben eben den Vollzug dieser Prophezeiung (…). Das Weltjudentum (…) erleidet nun einen allmählichen Vernichtungsprozeß, den es uns zugedacht hatte und auch bedenkenlos an uns vollstrecken ließe, wenn es dazu die Macht besäße.“

### Baupolitik
Hitler gab sich mit einem inszenierten Spatenstich am 23. September 1933 fälschlich als Erfinder und Planer der Reichsautobahnen aus und ließ deren Ausbau als „Hitler-Programm“ zur Beseitigung der Massenarbeitslosigkeit propagieren. Tatsächlich waren die ersten zwei Autobahnen vor 1933 gebaut und weitere geplant worden. Der Weiterbau in der NS-Zeit beschäftigte meist nur Zehntausende, maximal 125.000 Arbeiter, die abkommandiert, zum Arbeiten für Niedriglöhne gezwungen und bei Weigerung in KZs inhaftiert wurden. Das Programm wurde 1941 wegen der Einziehung der Arbeiter für den Kriegsdienst unvollendet eingestellt. Hitlers Versprechen einer Massenmobilität blieb uneingelöst. Dennoch bestand das Klischee nach 1945 fort, er habe die Arbeitslosigkeit mit dem Autobahnbau bis 1938 erfolgreich beseitigt.
Hitler plante seit 1933, Berlin bis 1950 als „Hauptstadt des germanischen Reichs deutscher Nation“ völlig umzugestalten und in „Germania“ umzubenennen. Dazu ernannte er Albert Speer 1937 zum „Generalinspekteur für die Neugestaltung der Reichshauptstadt“. Speer entwarf im Zuge der Planungen für den sich in der Öffentlichkeit gerne bescheiden gebenden Hitler einen gigantischen „Führerpalast“ im Spreebogen. Von den geplanten Monumentalbauten wurde 1939 nur die Neue Reichskanzlei fertiggestellt. Die Stadt sollte von einem Autobahnring umgeben und von zwei schnurgeraden, kreuzungslosen, breiten, für Aufmärsche geeigneten Prachtstraßen durchquert werden. Der Bau eines Tunnels zur Unterquerung der Nord-Süd-Achse wurde 1939 begonnen, aber 1942 wegen Materialmangels im Krieg eingestellt. Hitler ließ sich als „genialer Baumeister“ des Reichsparteitagsgeländes in Nürnberg ausgeben und mischte sich mit seinen Ideen, Skizzen und Besuchen in die Planung ein, segnete tatsächlich aber meist nur Initiativen anderer NSDAP-Stellen ab.

### Kirchenpolitik
Gemäß der machttaktischen Bejahung des Christentums hatte Hitler Vertreter des Neuheidentums wie Artur Dinter 1928 aus der NSDAP ausgeschlossen und Alfred Rosenberg 1930 gezwungen, sein antikirchliches Buch Der Mythus des 20. Jahrhunderts als Privatansicht zu kennzeichnen. Zugleich hatte er planmäßige Versuche von NSDAP-Mitgliedern zugelassen, das Christentum an die NS-Rassenideologie anzugleichen. Dazu gründeten diese 1932 die Kirchenpartei Deutsche Christen (DC).
Hitlers erste Regierungserklärungen (1. Februar, 23. März 1933) betonten, er werde das Christentum als „Basis unserer gesamten Moral“ schützen, „tiefe, innere Religiosität“ ermöglichen, die Staatsverträge beider Kirchen einhalten, ihnen in Schule und Erziehung angemessenen Einfluss zugestehen, den „Bolschewismus“ und atheistische Organisationen bekämpfen und freundschaftliche Beziehungen zum Vatikan ausbauen. Die Großkirchen seien die „wichtigsten Faktoren zur Erhaltung unseres Volkstums“. Dafür sollten sie sich am Kampf gegen die „materialistische Weltauffassung“ und am Aufbau der „Volksgemeinschaft“ beteiligen. Er schloss mit dem Vaterunser nachempfundenen liturgischen Gebetsformeln und mit „Amen“. Beim inszenierten „Tag von Potsdam“ (21. März) knüpfte er an preußische Staatskirchentradition an und zerstreute zugleich katholische Sorgen vor einem neuen „Kulturkampf“.
Wegen dieser gezielten NS-Propaganda und ihrer eigenen antidemokratischen Tradition bejahten beide Großkirchen die Aufhebung der Demokratie. Die katholische Zentrumspartei unter Ludwig Kaas stimmte am 23. März für das Ermächtigungsgesetz. Die deutschen katholischen Bischöfe hoben die 1931 erklärte Unvereinbarkeit von Christentum und Nationalsozialismus am 28. März auf und erlaubten Katholiken den Beitritt zur NSDAP. Die meisten evangelischen Landeskirchen begrüßten die „nationale Wende“ und ließen Fürbitten zu Hitlers Geburtstag verlesen, ohne die Opfer der NS-Gewaltpolitik zu erwähnen.
Bis zum 20. Juli handelte Hitler mit dem Vatikan ein Reichskonkordat aus, ähnlich den Lateranverträgen des Vatikans mit Mussolini (1929). Es verpflichtete die Bischöfe, vor Übernahme ihrer Diözese den Treueeid für sich und ihren Klerus „in die Hand des Reichsstatthalters“ zu schwören (Artikel 16). Es auferlegte dem Heiligen Stuhl unter anderem, politische Betätigungen katholischer Kleriker in und für Parteien zu untersagen (Artikel 32). Die Einrichtung von Bekenntnisschulen wurde zugesichert (Artikel 23, 25). Katholische Vereinigungen durften nur innerhalb staatlicher Verbände tätig werden, außerhalb davon nur für rein religiöse, rein kulturelle und karitative Aufgaben. Und: „Staatliche Verbände werden religiöses Verhalten nicht behindern“ (Artikel 31). Die konkrete Festlegung der Vereinigungen unterblieb, weil die Selbstauflösung der Zentrumspartei (5. Juli) den raschen Vertragsabschluss erzwang. Im Geheimanhang vereinbarten Hitler und der Vatikan Regelungen für die Wiedereinführung der verbotenen Wehrpflicht und den Kriegsfall.
Um alle evangelischen Landeskirchen in einer „Reichskirche“ gleichzuschalten, berief Hitler am 25. April den ostpreußischen Militärpfarrer Ludwig Müller (DC) zum „Bevollmächtigten“ für evangelische Angelegenheiten und ernannte am 24. Juni August Jäger zum „Staatskommissar“ für die Landeskirchen in Preußen. Jäger ersetzte alle Kirchenleiter, die gegen staatliche Übergriffe protestierten, durch DC-Vertreter. Nach heftigen Protesten und einem von Hindenburg vermittelten Treffen nahm Hitler Jägers Maßnahmen zurück. Die am 11. Juli gebildete Deutsche Evangelische Kirche (DEK) verpflichtete sich dafür zu Kirchenwahlen am 23. Juli. Am Vorabend warb Hitler im Rundfunk massiv für die DC, die daraufhin die Leitung der meisten evangelischen Landeskirchen errangen. Nach Gesprächsprotokollen von Zeitzeugen lehnte Hitler das Christentum jedoch im Juli 1933 als „jüdischen Schwindel“ ab. „Deutsches Christentum“ sei Krampf und Illusion. Man könne nur entweder Christ oder Deutscher sein. Sein Eintreten für die DC war demnach nur machtpolitisch motiviert.
Am 5. September wählten die DC Müller zum Reichsbischof und führten in Preußen ein zum Arierparagraphen analoges Gesetz ein, das Judenchristen aus der Landeskirche ausschloss. Infolge der Sportpalast-Kundgebung (13. November 1933) verloren sie viele Mitglieder und ihre Einheit. Daraufhin setzte Müller ihre Sprecher ab, unterstellte die evangelische Jugend im Dezember widerrechtlich der Hitlerjugend und verbot im Januar 1934 alle innerkirchliche Kritik an seiner Führung. Damit verlor er seine Autorität in der DEK. Im folgenden Kirchenkampf zerbrach deren organisatorische Einheit; der Arierparagraph ließ sich in ihr nicht mehr durchsetzen.
Hitler nötigte die DC-Gegner am 25. Januar 1934 mit Vorführen abgehörter Telefonate Martin Niemöllers zunächst, sich staatsloyal zu zeigen und Müller als Reichsbischof zu akzeptieren. Im März ernannte er den ehemaligen Freikorpskämpfer Franz von Pfeffer zum „Sonderbeauftragten für Kirchenfragen“, am 12. April Jäger zum „Rechtswalter“ der DEK. Deren Versuche, die Gleichschaltung der Landeskirchen durch Absetzen gewählter Landesbischöfe zu erzwingen, scheiterten am Widerstand der DC-Gegner. Am 30. Mai 1934 gründeten diese die Bekennende Kirche (BK), deren von Karl Barth verfasste Barmer Theologische Erklärung nur einen Rechtsstaat als dem Evangelium gemäß definierte und totalitäre Staatsideologien als Häresie verwarf. Im Oktober schuf ein Teil der BK eigene Verwaltungsstrukturen. Londoner Vertreter der Ökumene drohten mit dem Abbruch der Beziehungen zur DEK. Infolge der starken in- und ausländischen Proteste setzte Hitler Pfeffer und Jäger Ende Oktober 1934 ab, sagte die geplante Vereidigung aller evangelischen Bischöfe auf sich ab und erkannte die Bischöfe Hans Meiser, Theophil Wurm und August Marahrens als rechtmäßige Kirchenvertreter an. So inszenierte er sich als Schlichter des Streits in der DEK.
Parallel dazu stärkte Hitler 1934 die kirchenfeindlichen Kräfte in der NSDAP: Er ernannte Alfred Rosenberg zum „Weltanschauungsbeauftragten“ (Januar), ließ beim „Röhmputsch“ auch einige engagierte Katholiken ermorden (Juli), den Sicherheitsdienst des Reichsführers SS (SD) einrichten und dessen Hauptamt nach Berlin verlegen (Dezember). Die SD-Zentralabteilung für „weltanschauliche Auswertung“ bespitzelte beide Großkirchen und bekämpfte ihren öffentlichen Einfluss zugunsten neuheidnischer Religiosität. Im Anschluss an Vorschläge von Staatssekretär Wilhelm Stuckart (Januar 1935) lehnte Hitler den Rückzug des Staates aus kirchlichen Belangen jedoch ab und bevorzugte abwartende Neutralität und verschärfte Aufsicht des Staates über die Kirchen. Dazu ernannte er Hanns Kerrl zum „Reichskirchenminister“ (Juli). Dieser erließ ein „Gesetz zur Sicherung der DEK“ (September), das die Tätigkeit der BK mit 17 Durchführungsverordnungen bis 1939 stark begrenzte und den DEK-Teilkirchen unter anderem die Verfügung über ihre Geldmittel und Rechtsverfahren entzog. Mit Vertretern aller Richtungen besetzte staatliche „Kirchenausschüsse“ sollten die DEK organisatorisch einen. Kerrl verfehlte dieses Ziel und spaltete die BK in Befürworter und Gegner seiner Ausschüsse (Februar 1936).
Infolge wachsender Proteste gegen Kerrl setzte Hitler am 15. Februar 1937 überraschend Neuwahlen in der DEK an, angeblich um ihr eine autonome Kirchenverfassung zu gewähren. Da Teile der DEK mit einem Wahlboykott drohten, wurde der Wahltermin mehrmals verschoben und im November abgesagt. Die Gestapo nahm bis zum Jahresende zahlreiche BK-Vertreter und katholische NS-Gegner fest. Im Dezember übertrug Kerrl die DEK-Leitung dem Juristen Friedrich Werner. Dieser schränkte kirchliche Publizistik, Ausbildung und Finanzierung fortlaufend weiter ein und entzweite die BK, indem er von allen Pfarrern Preußens einen Treueid auf Hitler verlangte (April 1938). Die meisten BK-Vertreter bejahten den Eid als rechtmäßige Staatsforderung, aber Hitlers Stellvertreter Martin Bormann schrieb an alle NSDAP-Gauleiter, der Eid sei innerkirchlich und freiwillig (Juli). Indem das NS-Regime dies im September bekannt werden ließ, schwächte es die Autorität der BK-Leitung erheblich. Kerrl versuchte 1939 wiederholt, alle DEK-Führer auf eine Erklärung zur „dem deutschen Volke artgemäßen nationalsozialistischen Weltanschauung“ und zum „unerbittlichen Kampf gegen den politischen und geistigen Einfluß der jüdischen Rasse“ zu verpflichten. August Marahrens unterschrieb die Erklärung im Juli eigenmächtig für den Lutherrat, der damit ebenfalls Autorität in der BK verlor.
Nach dem Anschluss Österreichs (März 1938) begrenzte Hitler Kerrls Befugnisse auf das „Altreich“; nach Kerrls Tod (Dezember 1941) ließ er dessen Amt unbesetzt. Er ließ die antikirchlichen NSDAP-Vertreter kirchliche Aktivitäten in den neuen Gebieten unterdrücken; sie beseitigten 1938 in Österreich alle Ordens- und Klosterschulen. Im September 1939 verbot Hitler jedoch alle NSDAP-Maßnahmen gegen die Großkirchen, damit sie seinen Krieg unterstützten. Diese riefen die Christen 1939 gemeinsam zum „Gehorsam gegen den Führer“, Gebet und Einsatz für den deutschen Sieg auf. Gauleiter Arthur Greiser erklärte die Kirchen im neugebildeten „Reichsgau Wartheland“ 1940 zu Religionsvereinen ohne staatlichen Rechtsschutz und enteignete sie bis auf reine Kulträume. Zwar protestierten die Großkirchen, dankten Hitler aber Ende Juni 1941 dafür, dass er die „christlich-abendländische Kultur“ vor dem „Todfeind aller Ordnung“, dem Kommunismus, gerettet habe. Dieser erklärte nun vor allem aufgrund deutlicher kirchlicher Proteste gegen die Euthanasiemorde vor Vertrauten öfter: Nach dem Krieg werde er das „Kirchenproblem lösen“ und die Großkirchen entmachten; das Christentum müsse „abfaulen wie ein brandiges Glied“. Daraufhin übertrug Bormann allen NSDAP-Gauleitern die Kirchenpolitik in den eroberten Gebieten und befahl ihnen, den Einfluss der Kirchen auf die „Volksführung“ endgültig zu brechen.

### Aufrüstungs-, Expansions- und Kriegskurs
Wie die demokratischen Regierungen der Weimarer Republik wollte Hitler außenpolitisch zunächst die im Versailler Vertrag von 1919 festgelegten deutschen Gebietsverluste und Rüstungsbeschränkungen revidieren, jedoch nicht bloß mit diplomatischen Vorstößen, sondern mit dem Risiko militärischer Konflikte. Öffentlich betonte er bis 1939 wiederholt seinen Friedenswillen; tatsächlich bereitete er seit 1933 erst die Aufrüstung der Wehrmacht und die deutsche Kriegsfähigkeit, spätestens seit 1937 einen Angriffskrieg vor. Laut der Liebmann-Aufzeichnung erläuterte er der Reichswehrführung am 3. Februar 1933 die angestrebte kriegerische Eroberung von „Lebensraum im Osten“ und nahm Polen schon als „Feindstaat“ ins Visier. Öffentlich betonte er dagegen in der Friedensrede vom 17. Mai 1933 vor dem Reichstag seinen Friedenswillen – ein Propagandamanöver, mit dem die Gegner des NS-Regimes beruhigt werden sollten. Die SPD-Fraktion stimmte in der Abstimmung zu dieser so genannten Friedensrede mit Ja, was zum Bruch der Reichs-SPD mit der Sozialistischen Internationale führte.
Im Oktober 1933 brach das NS-Regime Abrüstungsverhandlungen mit Großbritannien und Frankreich ab und veranlasste den Austritt des Deutschen Reiches aus dem Völkerbund. Nach Hindenburgs Tod 1934 teilte Hitler der Generalität mit, dass Deutschland in fünf Jahren kriegsbereit sein solle. Er unterstützte einen nationalsozialistischen Putschversuch in Wien, bei dem der österreichische Bundeskanzler Engelbert Dollfuß ermordet wurde. Nachdem dieser Putschversuch gescheitert war, erklärte Hitler, das Deutsche Reich habe nichts damit zu tun gehabt.
Im März 1934 erhöhte Hitler den deutschen Wehretat über die Grenzen des Versailler Vertrags hinaus. Im September 1934 schloss er mit Polen überraschend einen zehnjährigen Nichtangriffspakt. Am 16. März 1935 führte er die im Versailler Vertrag verbotene allgemeine Wehrpflicht wieder ein. In einer Sitzung seines Kabinetts am 21. Mai 1935 verkündete er das neue Wehrgesetz, wonach der „Führer und Reichskanzler“ „Oberster Befehlshaber der Wehrmacht“ sei. Unter ihm übe der Reichskriegsminister Blomberg als „Oberbefehlshaber der Wehrmacht“ Befehlsgewalt über die Wehrmacht aus. Um Großbritannien in Sicherheit zu wiegen, wiederholte er am selben Tag in einer „Friedensrede“ im Reichstag, die deutsche Marine strebe nur 35 Prozent der Tonnage der britischen Flotte an. Am 18. Juni 1935 schloss Großbritannien mit Deutschland ein von Hitler angebotenes Flottenabkommen, um eine andernfalls eventuell noch stärkere deutsche Aufrüstung zu vermeiden.
1936 kündigte Hitler den Vierjahresplan an. Dieser sollte in vier Jahren die deutsche Armee einsatzfähig und die deutsche Wirtschaft kriegsfähig machen. Er wurde mit Mefo-Wechseln finanziert und trug zum deutschen Wirtschaftsaufschwung bei. Im März 1936 folgte die Rheinlandbesetzung. Beide Brüche des Versailler Vertrags nahmen die Alliierten hin. Das NS-Regime verhalf Francisco Franco im Spanischen Bürgerkrieg seit 1936 mit dem Einsatz der deutschen Legion Condor und völkerrechtswidrigen Bombenangriffen auf Städte wie Gernika zum Sieg.
Am 5. November 1937 erläuterte Hitler vor dem Außenminister, dem Kriegsminister und den Oberbefehlshabern der drei Wehrmachtteile seine „grundlegenden Gedanken über […] unsere außenpolitische Lage“. 85 Millionen Deutsche hätten ein „Anrecht auf größeren Lebensraum“, daher sei die „Lösung der Raumnot“ die zentrale Aufgabe der deutschen Politik. England und Frankreich seien dabei die beiden Hauptgegner. Am Schluss des mehr als zweistündigen Monologs nannte er als erstes Ziel die Niederwerfung der „Tschechei und gleichzeitig Österreich[s], um die Flankenbedrohung […] auszuschalten“. Damit hatte der Diktator seine Karten aufgedeckt und die beiden Nahziele deutscher Expansion genannt. In der folgenden zweistündigen Diskussion erhoben die Generäle Bedenken nicht wegen eines Anschlusses Österreichs und einer Annexion der Tschechoslowakei, waren aber beunruhigt wegen Hitlers Ungeduld und befürchteten einen vorzeitigen europäischen Konflikt. Außenminister Neurath will Hitler im Januar 1938 davor gewarnt haben, „dass seine Politik zum Weltkrieg führen“ müsse. Hitler soll nur erwidert haben, „er habe keine Zeit mehr“.
In der Blomberg-Fritsch-Krise (Januar/Februar 1938) trat Blomberg vom Amt als Reichskriegsminister zurück; Hitler entband Werner von Fritsch vom Oberkommando des Heeres (OKH) und übernahm das neugeschaffene Oberkommando der Wehrmacht (OKW) per Führererlass vom 4. Februar 1938. Er sah sich dabei als idealen „Feldherrn“, der „mit Kopf, Willen und Herzen den totalen Krieg für die Lebenserhaltung des Volkes“ (Ludendorff 1935) zu führen habe und dies wie sein Idol Friedrich „der Große“, aber anders als Wilhelm II. nicht den Militärs überlassen dürfe. Vielmehr verlange der im „Kampf ums Dasein“ notwendige, kommende Vernichtungskrieg vom „‚Führer‘ des deutschen Volkes“ die Bündelung aller gesellschaftlichen Kräfte. Er müsse nicht nur allgemeine „weltanschauliche“ und politische Ziele, sondern auch die Strategien der einzelnen Feldzüge vorgeben.
Mit militärischen Drohungen („Unternehmen Otto“) erreichte Hitler im März 1938 den „Anschluss“ Österreichs an das fortan „Großdeutsche Reich“. In Wien verkündete er am 15. März einer begeisterten Menge die „Vollzugsmeldung meines Lebens“: den „Eintritt meiner Heimat in das Deutsche Reich“. Im September 1938 verlangte er von der Tschechoslowakei, das Sudetenland an Deutschland abzutreten, und drohte andernfalls mit dem Einmarsch deutscher Truppen (Sudetenkrise). Auf der Münchener Konferenz am 29. September 1938 sicherte Hitler deren Verbündeten Frankreich und Großbritannien den Bestand der übrigen Tschechoslowakei zu. Dafür gestanden ihm der britische Premier Neville Chamberlain und der französische Ministerpräsident Édouard Daladier die Eingliederung der sudetendeutschen Gebiete zu, um den angedrohten Krieg zu verhindern. Hitler, der Krieg und Expansion für unaufgebbare Überlebensbedingungen seines Regimes hielt, fühlte sich mit dem Abkommen um die angestrebte Eroberung der ganzen Tschechoslowakei betrogen.
Auf Hitlers Druck hin rief Jozef Tiso im März 1939 die Erste Slowakische Republik aus. Hitler ließ am 15. März das verbliebene tschechische Staatsgebiet von der Wehrmacht besetzen und am folgenden Tag als „Protektorat Böhmen und Mähren“ des Großdeutschen Reiches annektieren. Dieser Bruch des Münchner Abkommens sollte die „Germanisierung“ dieser Gebiete erleichtern: Ein Teil der Tschechen sollte assimiliert, der Rest als „rassisch unbrauchbar“ und „reichsfeindlich“ ermordet oder vertrieben werden. Die Slowakei wurde zu einem Satellitenstaat Deutschlands. Am 23. März 1939 trat Litauen, das Hitler zuvor ebenfalls massiv unter Druck gesetzt hatte, das Memelland an Deutschland ab.
Wegen Hitlers Vertragsbruch beendeten Frankreich und Großbritannien ihre bisherige Appeasement-Politik und schlossen mit Polen bis zum 13. April 1939 militärische Beistandsverträge. Schon am 11. April befahl Hitler dem Wehrmachtführungsstab, den Überfall auf Polen bis zum Herbst militärisch vorzubereiten. Am 28. April kündigte er den deutsch-polnischen Nichtangriffspakt sowie das deutsch-britische Flottenabkommen und verlangte den Anschluss der Freistadt Danzig an das Deutsche Reich. Am 23. Mai erklärte er den Generälen der Wehrmacht, diese Forderung sei nur ein Vorwand zur Eroberung von „Lebensraum“ für eine autarke Ernährung der Deutschen (siehe Schmundt-Protokoll).
 Als Bedingung für einen Nichtangriffsvertrag mit den Westmächten, der diesen Polens Verteidigung erleichtern sollte, verlangte der sowjetische Diktator Josef Stalin von Polen eine Durchzugsgarantie für die Rote Armee, die dessen Regierung erwartungsgemäß ablehnte. Dann vereinbarte Stalin mit Hitler bis zum 24. August den deutsch-sowjetischen Nichtangriffspakt. Damit wollte er Zeit zur Reorganisation der Roten Armee gewinnen, deren Offiziere er im Großen Terror (1937–1939) massenhaft hatte ermorden lassen. Im geheimen Zusatzprotokoll des Paktes vereinbarten beide Seiten die Aufteilung Polens und des Baltikums. In der Ansprache Hitlers vor den Oberbefehlshabern am 22. August 1939 gab er die „Vernichtung Polens = Beseitigung seiner lebendigen Kraft“ als sein Kriegsziel bekannt und erklärte: „Wir werden den Westen halten, bis wir Polen erobert haben.“
Die Zeitschrift Time wählte Hitler 1939 zum „Mann des Jahres“ 1938, weil er zur größten Bedrohung der demokratischen, freiheitsliebenden Welt geworden sei.

## Herrschaft im Zweiten Weltkrieg (1939–1945)

### Überfall auf Polen
Kurz nach Abschluss des Pakts mit Stalin forderte Hitler von Polen, den Polnischen Korridor abzutreten und die polnischen Rechte in der Freien Stadt Danzig dem Deutschen Reich zu überlassen. Die NS-Propaganda behauptete verstärkt angebliche Gräueltaten und Massaker von Polen an sogenannten Volksdeutschen und forderte ein Einschreiten dagegen. Seit dem 28. August stand für die deutsche Wehrmacht als Angriffstermin der 1. September fest. Am 31. August um 12:40 Uhr erteilte Hitler seine „Weisung Nr. 1 für die Kriegführung“. In der Nacht vom 31. August auf den 1. September 1939 inszenierten in polnische Uniformen gekleidete SS-Männer einen Überfall auf den Sender Gleiwitz in Schlesien. Ab 4:45 Uhr beschoss das deutsche Linienschiff Schleswig-Holstein die polnischen Stellungen auf der Danziger Westerplatte. Mit diesem Angriff begann der deutsche Überfall auf Polen, durch den Hitler den Zweiten Weltkrieg entfesselte.
Am 1. September behauptete Hitler wahrheitswidrig in seiner im Radio übertragenen Rede vor dem Reichstag, Polen habe Deutschland angegriffen und seit 5:45 Uhr werde „zurückgeschossen“. Frankreich und Großbritannien erklärten am 3. September Deutschland den Krieg gemäß ihren Bündnisverträgen mit Polen, jedoch ohne eigene Kampfhandlungen gegen Deutschland zu eröffnen. Am 18. September wurde die Masse der polnischen Truppen eingeschlossen, nachdem tags zuvor die Rote Armee mit ihrem Einmarsch in Ostpolen begonnen hatte. Warschau kapitulierte am 27. September. Hitler nahm hier am 5. Oktober eine Parade der 8. Armee ab.

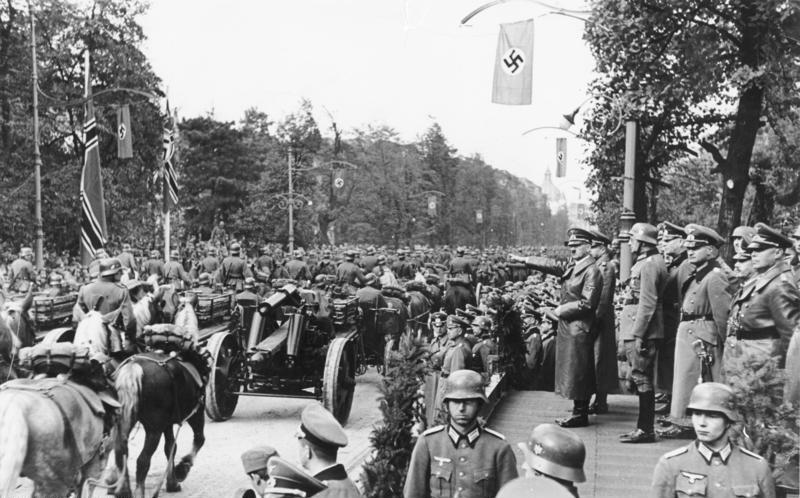
Parade in Warschau, 5. Oktober 1939

Im Verlauf des deutschen Polenkriegs fielen etwa 66.000 polnische und 17.000 deutsche Soldaten. Speziell aufgestellte Einsatzgruppen der Sicherheitspolizei und des SD, Soldaten der Wehrmacht und Einheiten von Volksdeutschen ermordeten im Polenfeldzug rund 16.400, bis zum Jahresende rund 60.000 Polen, darunter etwa 7.000 Juden. Damit wollten sie möglichst viele der zwei Millionen polnischen Juden in das sowjetisch besetzte Ostpolen vertreiben. Ab Oktober 1939 erfolgten Deportationen von Juden in abgelegene polnische Gebiete. Sie wurden zwar im März 1940 nach örtlichen Protesten eingestellt, dienten aber als erprobtes Muster für umfassende Abschiebepläne der Folgejahre wie der (nach dem Westfeldzug undurchführbare) Madagaskarplan, deren erwünschte Folge die Vernichtung der europäischen Juden sein sollte.

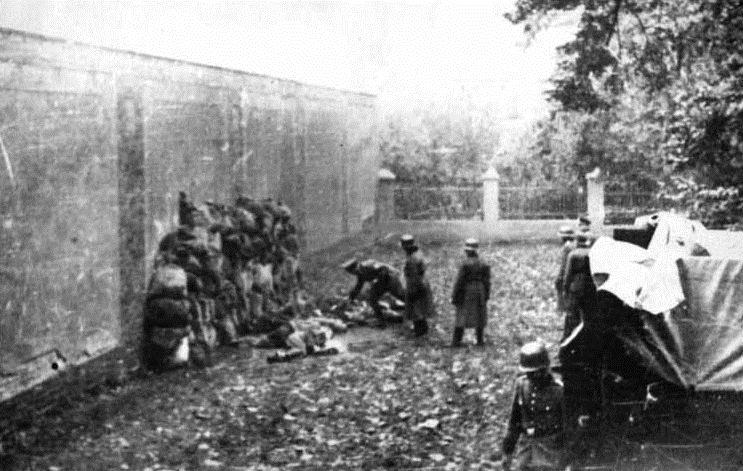
Erschießungen von polnischen Zivilisten durch ein deutsches Einsatzkommando, Oktober 1939

Am 17. September 1939 marschierte die Rote Armee gemäß dem geheimen Zusatzprotokoll zum Hitler-Stalin-Pakt in Ostpolen ein. Nach dem Zusammentreffen von deutschen und sowjetischen Truppen in Brest-Litowsk am 22. September 1939 erfuhr Hitler, wie schlecht die sowjetischen Panzer seien. Die Niederlagen der Roten Armee im Winterkrieg gegen Finnland 1939/40 bestärkten Hitler in seiner Annahme, die Rote Armee sei ein leicht zu besiegender Gegner.

### „Euthanasie“

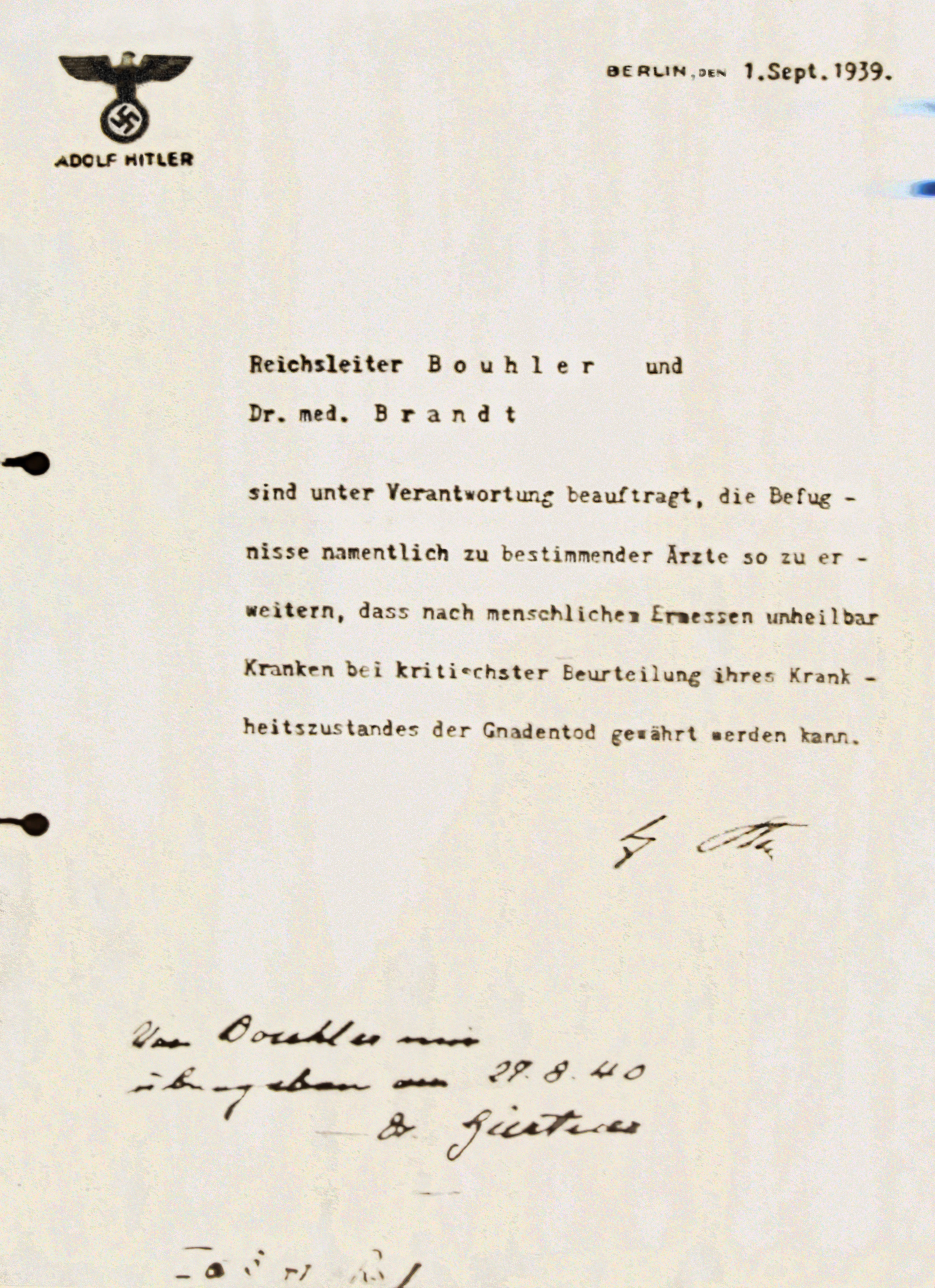
Führererlass zur Ermordung behinderter Menschen, umschrieben mit „unheilbar Kranken“, rückdatiert auf den 1. September 1939

Aller Wahrscheinlichkeit nach äußerte sich Hitler um das Jahr 1935 grundsätzlich positiv zur „Euthanasie“, ohne diese konkret zu planen. Er habe geäußert, die „Vernichtung lebensunwerten Lebens“ erst im Falle eines Krieges aufzugreifen, „wenn alle Welt auf die Kampfhandlungen schaut und der Wert des Menschenlebens ohnehin minder schwer wiegt“. Der Fall eines behinderten Kindes aus Pomßen in Sachsen führte 1938 oder 1939 dazu, dass sich Hitler selbst oder die Kanzlei des Führers näher mit der Krankentötung beschäftigte. Zunächst wurde die Kinder-„Euthanasie“ vorbereitet. Im Juli 1939 erteilte Hitler dem Reichsärzteführer Leonardo Conti dann den Auftrag, auch die „Erwachseneneuthanasie“ zu organisieren. Bereits zuvor hatte Hitler Ärzte als durch ihr Ansehen wertvolle Propagandisten der NS-Ideologie erkannt und zahlreiche Mediziner um sich versammelt. Während Conti eine Reglementierung befürwortete, beauftragte Hitler mittels eines privaten Briefes Philipp Bouhler und Karl Brandt, die „Aktion Gnadentod“ in die Wege zu leiten.
Im Oktober 1939 erging zu diesem Zweck ein informelles Schreiben Hitlers, das auf den 1. September, mithin auf den Kriegsbeginn, zurückdatiert war und Philipp Bouhler und seinen Begleitarzt Karl Brandt ermächtigte, die sprachlich als „Gnadentod“ verschleierte Ermordung von Psychiatriepatienten und behinderten Menschen zu organisieren. Diese schriftliche Vollmacht legitimierte auf Drängen der Organisatoren Hitlers vorherigen mündlichen Auftrag für diesen Massenmord ohne ausdrückliches Gesetz, das er aus Geheimhaltungsgründen auch weiterhin verweigerte. Die Krankenmorde in der Zeit des Nationalsozialismus wurden als „Euthanasie“ beschönigt und als „Vernichtung lebensunwerten Lebens“ ideologisch gerechtfertigt.
Über die halbstaatliche Sonderverwaltung Zentraldienststelle T4 wurden Zwischenanstalten eingerichtet, in denen die Opfer aus dem ganzen Reich zunächst gesammelt und zur Vergasung in eigene Tötungsanstalten transportiert wurden. Wegen verschiedener Durchführungspannen erfuhren Vertreter der Großkirchen in Deutschland, darunter Bischof Clemens August Graf von Galen, von dieser „Geheimen Reichssache“ und wandten sich nach einiger Bedenkzeit vereinzelt öffentlich dagegen. Am 24. August 1941 befahl Hitler offiziell die Einstellung der „Aktion T4“ und damit einen Stopp der Krankenmorde, was vermutlich in erster Linie planungsstrategische Gründe hatte. Die Morde wurden dezentral als „wilde Euthanasie“ (auch als „Aktion Brandt“ bezeichnet) nun vor allem mit Medikamenten und Nahrungsentzug fortgesetzt. In der „Aktion 14f13“ wurden außerdem kranke, alte oder „nicht mehr arbeitsfähige“ KZ-Insassen ermordet. Bei Kriegsende war ungefähr die Hälfte aller Anstaltsinsassen getötet worden. Die Ermordung der Behinderten diente den SS-Einsatzkommandos als Experimentierfeld für die späteren Massenmorde an Juden. Allein im damaligen Reichsgebiet wurden fast 190.000 geistig und körperlich behinderte Menschen vergast, vergiftet, erschossen oder dem Hungertod überlassen; viele weitere Opfer gab es in den besetzten Gebieten. Gesamtschätzungen belaufen sich auf bis zu 260.000 Opfer.

### Völkermord an den Sinti und Roma
Hitler teilte seit seiner Wiener Zeit die gängigen Stereotype des Antiziganismus. Er beurteilte die in Mein Kampf unerwähnten Roma implizit wie die Juden als „rassefremde Elemente“, die somit aus dem „Volkskörper“ „auszumerzen“ seien.
Gemäß Himmlers Erlass vom 8. Dezember 1938 zur „endgültigen Lösung der Zigeunerfrage“ wurden die Roma seit Juni 1939 aus vom NS-Regime kontrollierten Gebieten nach Osteuropa deportiert. Im Polenfeldzug ab September 1939 begannen die Nationalsozialisten und ihre Helfer mit Massenmorden an ihnen. Bis zum Kriegsende ermordeten sie zwischen 100.000 und 500.000 Roma. Hitler lehnte die Einberufung von Roma in die Wehrmacht 1940/41 ab und verbot Himmler 1942, „arische“ Roma von der Internierung in KZs auszunehmen. SS-Einsatzgruppen, Offiziere der Wehrmacht bei Racheaktionen für Partisanenanschläge oder KZ-Besatzungen führten die Massenmorde aus, besonders 1943/44 in den Gaskammern von Auschwitz.
Der Porajmos war wie die Shoa ein rassistischer, auf Vernichtung zielender Völkermord. Direkte Mordbefehle Hitlers zu den Roma sind nicht bekannt. Seine Verantwortung steht jedoch wegen der rassistischen Gesamtplanung und Politik seines Regimes fest.

### Westfeldzug

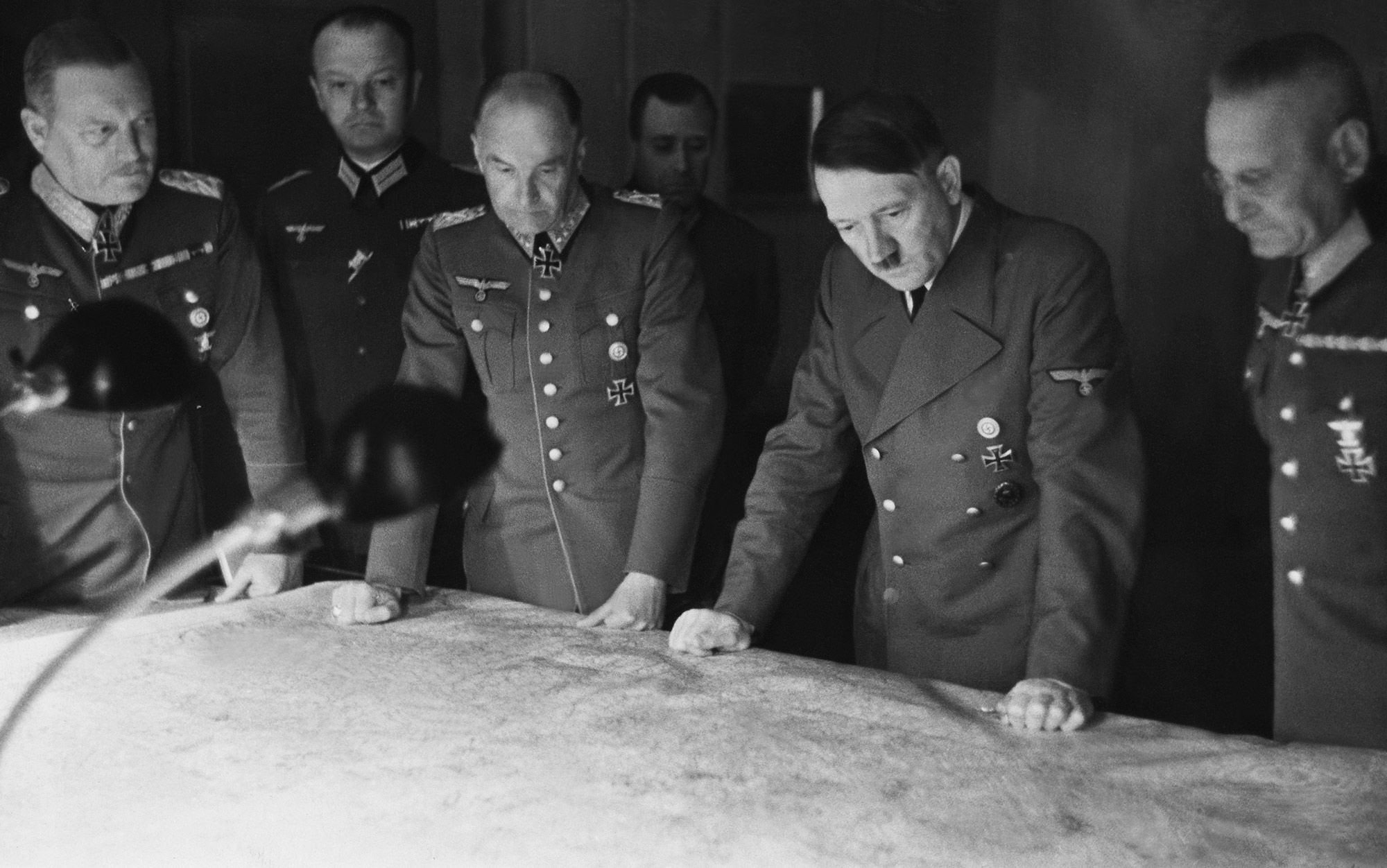
Lagebesprechung im Hauptquartier des Oberbefehlshabers Walther von Brauchitsch (l. v. Hitler), 1940

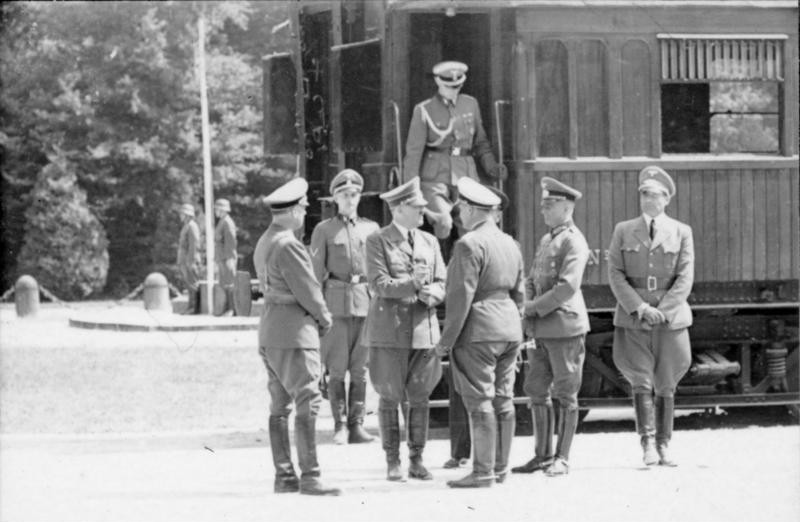
Reichsaußenminister von Ribbentrop, Hitler, Göring, Raeder, von Brauchitsch und der „Stellvertreter des Führers“ Heß vor dem Wagen von Compiègne, 22. Juni 1940

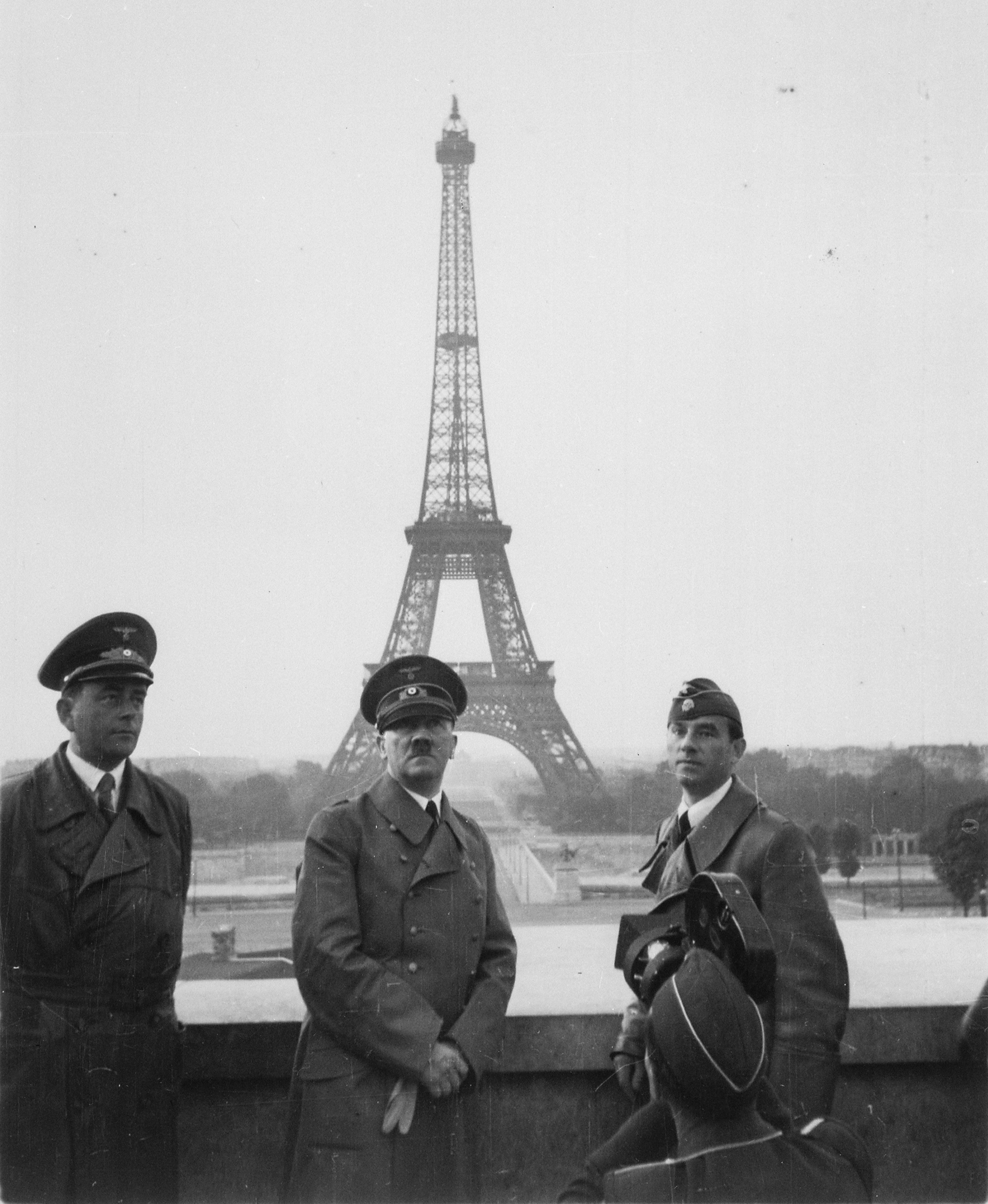
Hitler mit Albert Speer und Arno Breker auf der Terrasse des Palais de Chaillot, im Hintergrund der Eiffelturm, 23. Juni 1940

In seiner Ansprache vor den Oberbefehlshabern am 23. November 1939 kündigte Hitler an, „zum günstigsten und schnellsten Zeitpunkt“ Westeuropa anzugreifen. Im „Unternehmen Weserübung“ besetzte die Wehrmacht vom 9. April bis 10. Juni 1940 zunächst das neutrale Dänemark und eroberte Norwegen. Vom 10. Mai bis zum 25. Juni okkupierte sie im Westfeldzug Luxemburg, Belgien, die Niederlande und zwang das mit Großbritannien verbündete Frankreich nach wenigen Wochen zur Kapitulation. Ausschlaggebend für diesen überraschend schnellen Sieg war der später so bezeichnete Sichelschnittplan, den Generalleutnant Erich von Manstein ausgearbeitet und Anfang 1940 mit Unterstützung Hitlers gegen Vorbehalte seitens des OKH durchgesetzt hatte und der den ursprünglichen Angriffsplan ersetzte, welcher den Alliierten durch den Mechelen-Zwischenfall bekanntgeworden war. Der Sichelschnittplan sah einen hochriskanten Panzervorstoß durch die Ardennen vor, mit dem die Wehrmacht die Maginot-Linie umging und das Gros der gegnerischen Streitkräfte in Belgien und Nordfrankreich einkesselte.
Hitlers persönliches Eingreifen in die Dynamik des schnellen Truppenvormarschs durch Haltebefehle führte jedoch dazu, dass das Hauptziel verfehlt wurde. Am 24. Mai entschied Hitler, in Übereinstimmung mit Rundstedt und im Widerspruch zur Meinung anderer Generäle, die angeschlagene Panzertruppe zu schonen und die Einschließung von Dünkirchen der Luftwaffe zu überlassen. Das ermöglichte es der Royal Navy, während der „Operation Dynamo“ über 224.000 britische und fast 112.000 französische und belgische Soldaten über den Ärmelkanal zu evakuieren. Waffen und Kriegsmaterial mussten die Alliierten zwar zurücklassen, aber der Kern des britischen Heeres blieb aufgrund von Hitlers Anhaltebefehl bestehen.
Das besiegte Frankreich und Deutschland unterzeichneten am 22. Juni 1940 die Kapitulation Frankreichs im Beisein Hitlers, am selben Ort und im selben Eisenbahnwaggon wie die Unterzeichnung des Waffenstillstands nach dem Ersten Weltkrieg. Am darauffolgenden Tag besichtigte Hitler mit seiner Entourage frühmorgens Paris.

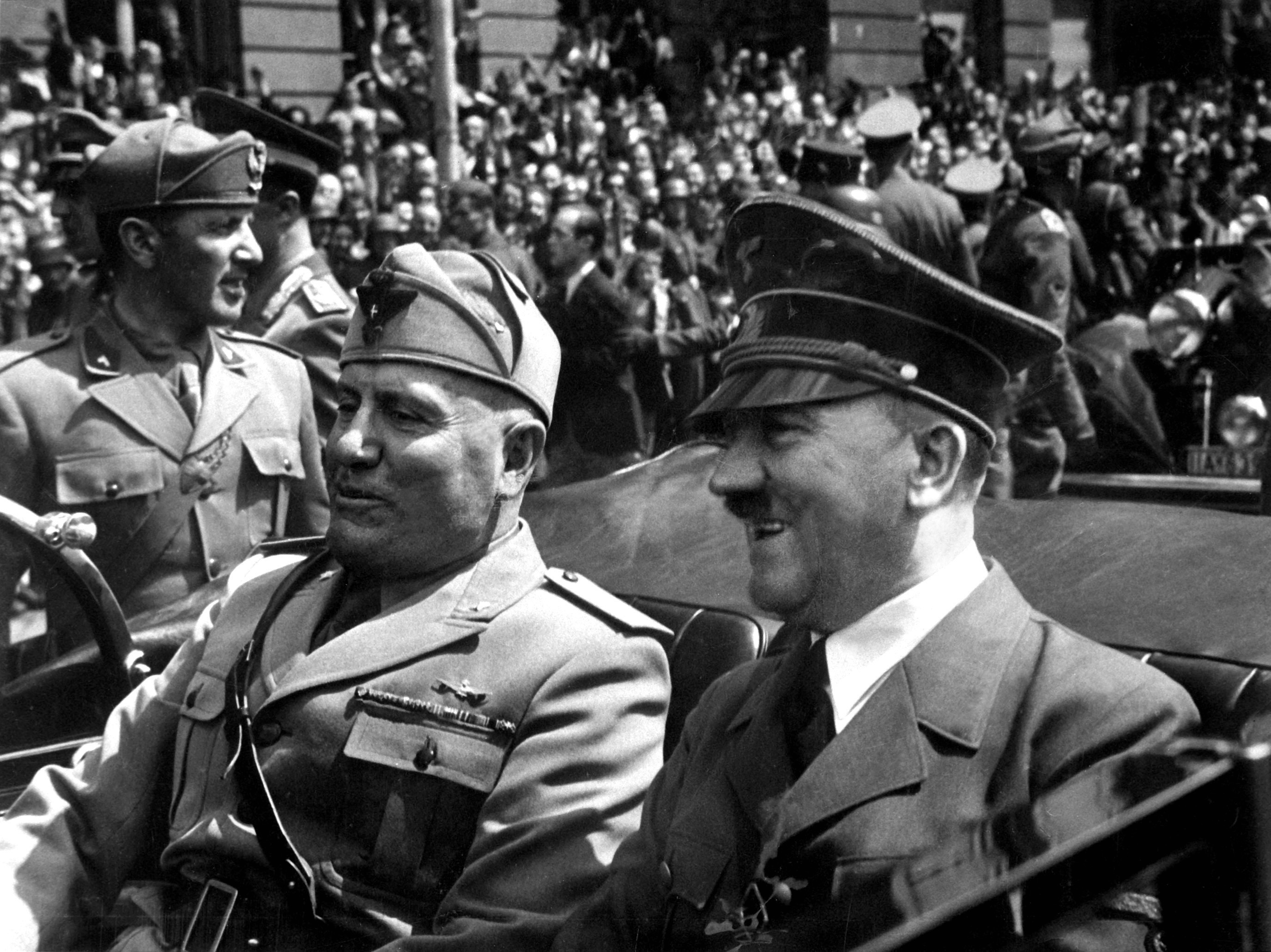
Benito Mussolini und Hitler in München, Juni 1940

Kurz vor der französischen Kapitulation im Juni 1940 war Italien als Verbündeter Deutschlands in den Krieg eingetreten. Zusammen mit dem japanischen Botschafter Saburō Kurusu unterzeichneten Mussolini und Hitler am 27. September 1940 in Berlin den Dreimächtepakt zwischen Japan, Italien und Deutschland, der gegenseitigen Beistand bei der „Schaffung einer neuen Ordnung in Europa“ und „im großasiatischen Raum“ zusicherte. Die Vertragsbestimmungen, die vor allem die USA von einem Kriegseintritt abhalten und eine starke Front gegen Großbritannien bilden sollten, verfehlten diesen Zweck.
Etwa zur gleichen Zeit, im Sommer und Frühherbst 1940, zeichnete sich jedoch ab, dass Hitler damit scheiterte, Großbritannien zur Anerkennung der deutschen Alleinherrschaft auf dem europäischen Festland und Duldung weiterer Eroberungen im Osten zu zwingen. Am 10. Mai 1940 war Winston Churchill, seit 1933 ein strikter Gegner der Appeasementpolitik, neuer britischer Premierminister geworden. Am 19. Juli 1940 lehnte er Hitlers öffentliches Waffenstillstandsangebot über die BBC umgehend und endgültig ab. Die Luftschlacht um England (10. Juli bis 31. Oktober 1940), die als militärisches Patt endete, war eine politische und strategische Niederlage für Hitler, dem es zum ersten Mal misslang, einem Land seinen Willen aufzuzwingen. Daraufhin ließ Hitler im Frühjahr 1941 die Planungen für die Invasion Englands einstellen.
Ebenso misslangen Hitlers Versuche, Spanien und das französische Vichy-Regime zum Kriegseintritt gegen Großbritannien zu bewegen. Am 23. Oktober 1940 traf er sich in Hendaye mit dem spanischen „Caudillo“ Franco. Hitler rechnete damit, dass dieser sich für die deutsche Hilfe im Spanischen Bürgerkrieg als dankbar erweisen würde, und schlug den sofortigen Abschluss eines Bündnisses und den spanischen Kriegseintritt für den Januar 1941 vor. Den spanischen Territorialwünschen in Nordafrika (Französisch-Marokko, Provinz Oran) wollte er aber mit Rücksicht auf Vichy-Frankreich nicht nachgeben. Außerdem konnte Großbritannien, anders als Deutschland, Spanien mit Kohle, Kautschuk, Baumwolle und lebenswichtigem Weizen beliefern, was das Land im Sommer 1940 vor einem wirtschaftlichen Kollaps bewahrt hatte. Der vorsichtige Franco ließ sich daher nicht zu unbedachten Schritten, z. B. zu einem Angriff auf Gibraltar, bewegen und war nur zu einem Protokoll bereit, wonach der spätere Kriegseintritt erst noch gemeinsam festgelegt werden müsse. Damit war die Abmachung für Hitler praktisch wertlos. Im internen Kreis „wütete“ er später über das „Jesuitenschwein“ und den „falsche[n] Stolz des Spaniers“.

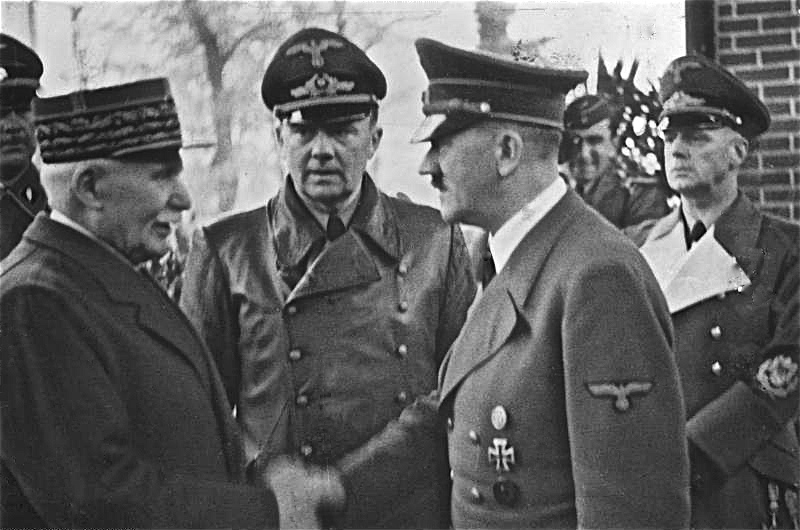
Philippe Pétain und Adolf Hitler in Montoire-sur-le-Loir, 24. Oktober 1940.
Foto: Heinrich Hoffmann

Auf der Fahrt nach Hendaye war Hitler bereits am 22. Oktober 1940 in Montoire-sur-le-Loir zu einem informellen Gespräch mit dem französischen Außenminister Pierre Laval zusammengetroffen, einem Fürsprecher der Kollaboration mit Deutschland. Einen Tag nach der Begegnung mit Franco traf Hitler erneut in Montoire ein, diesmal zu Gesprächen mit Marschall Pétain, seit Juni Staatschef des besetzten Frankreichs. Dabei verfolgte er die Absicht, wenn schon nicht eine Kriegserklärung Frankreichs an Großbritannien, so wenigstens die Verteidigung der französischen Kolonien in Nordafrika und Nahost gegen Angriffe der Forces françaises libres (Charles de Gaulle) und der Briten zu erreichen. Frankreich könne bei einer Neuverteilung afrikanischer Kolonien aus englischem Besitz voll entschädigt werden. Pétain und Außenminister Laval bekräftigten, dass das Ausmaß der Zusammenarbeit Frankreichs mit Deutschland von großzügiger Behandlung und dem Erwerb von Kolonialgebieten bei einem Friedensschluss abhänge. Hitler bot Pétain nichts Konkretes an, und umgekehrt sagte Pétain eine aktive Unterstützung nicht präzise zu. „Das Ergebnis“, so Ian Kershaw, „war daher bedeutungslos“. Henry Rousso weist darauf hin, dass die Konsequenzen dennoch weitreichend gewesen seien. Denn obwohl enttäuscht, verkündete Pétain am 30. Oktober 1940 in einer Rede, er werde den „Weg der Kollaboration“ betreten, und leitete den Wechsel von einer attentistischen zu einer aktiven Zusammenarbeit seines Regimes mit der Besatzungsmacht ein. Er prägte dabei nicht nur einen neuen politischen Begriff, sondern führte auch einen Bruch herbei, der in der französischen und internationalen Öffentlichkeit negativ aufgenommen wurde.
Hitler gab schließlich den Plan auf, Großbritannien aus dem Mittelmeerraum (Gibraltar, Malta, Ägypten) zu verdrängen. Seiner Ansicht nach waren die gravierenden Interessengegensätze zwischen Spanien, Frankreich und Italien im Mittelmeerraum nicht zu überwinden, sodass eine darauf ausgerichtete Strategie gegen Großbritannien nicht von großem Nutzen sein würde, diesen Gegner zu besiegen und derart die USA von einem möglichen Kriegseintritt im Jahr 1941 abzuhalten. Für zwei weitere Optionen, einen strategischen Luftkrieg oder einen Belagerungskrieg gegen Großbritannien, fehlten die materiellen Voraussetzungen: eine Flotte schwerer Bomber beziehungsweise eine starke Marine. Die vierte Option, eine Invasion auf der britischen Insel, wurde von der Heeresführung favorisiert. Hitler jedoch sah im Sieg über die Sowjetunion, den er aus weltanschaulichen und rassischen Gründen ohnehin anstrebte, den sichersten Weg für das Deutsche Reich, sich seitens der USA und Großbritanniens unangreifbar zu machen. Er und sein Regime hatten laut Ian Kershaw „1940 nur eine Wahl: weiterzuspielen und wie stets den kühnen Schritt nach vorn zu wagen“.
Der Diktator hatte nach dem Sieg über Frankreich den Gipfel seiner Popularität bei den Deutschen erreicht. Nach einem Ausspruch von Generaloberst Wilhelm Keitel stilisierte ihn die NS-Propaganda zum „größten Feldherrn aller Zeiten“, dessen Genie die nun so genannte „Blitzkriegstrategie“ erfunden und die raschen Siege bewirkt habe. Auch Hitler selbst war von seinen militärischen Fähigkeiten überzeugt. Daher griff er, anders als etwa Stalin, immer wieder in operative Entscheidungen der Militärs ein und entmachtete zunehmend die Generalstäbe, speziell das Oberkommando des Heeres. Zudem war er der Ansicht, ein Krieg gegen die Sowjetunion sei, verglichen mit dem Westfeldzug, ein „Sandkastenspiel“. Diese Geringschätzung des sowjetischen Militärpotentials teilte Hitler mit seinen Befehlshabern; denn das nachrichtendienstliche Wissen über die Sowjetarmee war gering. All das sollte sich im Verlauf des Russlandfeldzugs als verhängnisvoll für die deutsche Kriegsführung erweisen.

### Vernichtungskrieg gegen die Sowjetunion
Das Wirtschaftsministerium hatte Hitler 1940 informiert, dass die im Hitler-Stalin-Pakt vereinbarten sowjetischen Rohstofflieferungen, die Deutschland bereits kaum begleichen konnte, nicht ausreichen würden, um einen langen Krieg gegen Großbritannien und möglicherweise die USA zu führen. Seine Absicht, demnächst die Sowjetunion anzugreifen, wurde dadurch bestärkt und in führenden Kreisen von Wehrmacht, Großwirtschaft und Ministerialbürokratie von vielen geteilt. Hitlers Ziel war „ein blockadefestes Großimperium“ bis zum Ural und über den Kaukasus hinaus.
Am 21. Juli 1940 sagte Hitler in einer Besprechung mit Walther von Brauchitsch, sein militärisches Ziel sei es, so weit „russischen Boden in die Hand zu nehmen“, um feindliche Luftangriffe auf Berlin und das schlesische Industriegebiet verhindern zu können. Damit rechtfertigte er den Zweifrontenkrieg. Zehn Tage später erörterte er auf dem Berghof in einem Kreis der höchsten Generale den geplanten Feldzug gegen die Sowjetunion: Wenn Russland geschlagen sei, dann sei Englands letzte Hoffnung getilgt. Als politische Ziele nannte er: „Ukraine, Weißrußland, Baltische Staaten an uns. Finnland bis ans Weiße Meer.“ Militärisch war eine Linie von Archangelsk im Norden längs der Wolga bis nach Astrachan an der Mündung derselben avisiert.
Am 12. und 13. November 1940 besuchte der sowjetische Außenminister Molotow Berlin. Auch dieses Treffen blieb ergebnislos, da die territorialen Interessen Deutschlands und der Sowjetunion nach Ansicht Hitlers nicht miteinander vereinbar waren. Danach war er mehr denn je davon überzeugt, dass die „Vernichtung“ der Sowjetunion in einem Blitzfeldzug der einzige Weg sei, den Krieg zu gewinnen. Er wies daher Brauchitsch und Franz Halder am 5. Dezember 1940 an, das Heer für einen Angriff auf die Sowjetunion Ende Mai nächsten Jahres vorzubereiten. Am 18. Dezember 1940 gab er seine formelle Weisung für das „Unternehmen Barbarossa“ heraus, „vor Beendigung des Krieges gegen England Sowjetrussland in einem schnellen Feldzug niederzuwerfen.“
In den Folgemonaten erließ er den Kommissarbefehl und weitere Befehle, die sowjetischen Führungseliten im Gefolge der Front zu ermorden und Partisanenaktionen durch Vergeltungsakte an Zivilisten zu bekämpfen. Vor über 200 höheren Offizieren der Wehrmacht erklärte er am 30. März 1941 in der Neuen Reichskanzlei, der bevorstehende Krieg sei ein rassenideologischer Vernichtungskrieg und ohne Rücksicht auf kriegsvölkerrechtliche Normen zu führen. Die Befehlshaber müssten jegliche persönlichen Skrupel überwinden. Keiner der Anwesenden nahm den Anlass wahr, Hitlers Forderungen nachher noch einmal zur Erörterung zu stellen. Das OKW und das OKH gaben daraufhin entsprechende operative Befehle aus. Zudem sah die Blitzkriegsplanung vor, große Teile der sowjetischen Bevölkerung verhungern zu lassen. Überleben sollte nur, wer in den besetzten Gebieten für die Bereitstellung von Rohstoffen und Nahrungsmitteln benötigt wurde. Die übrigen galten als unnütze Esser, welche die deutsche Ernährungsbilanz belasteten (→ Hungerplan).
Mit einmonatiger Verzögerung infolge des Balkanfeldzuges überfiel die Wehrmacht die Sowjetunion am 22. Juni 1941 auf Hitlers Befehl ohne offizielle Kriegserklärung. Goebbels verlas um 5.30 Uhr auf allen deutschen Radiosendern eine längst vorbereitete Proklamation Hitlers. Zugleich wurde ein inhaltlich identischer Tagesbefehl an die „Soldaten der Ostfront“ erlassen. Das Auswärtige Amt übermittelte in den frühen Morgenstunden eine Note an die Sowjetunion, die Gründe für die angeblichen „militärischen Gegenmaßnahmen“ mitteilte. Auf Hitlers ausdrücklichen Befehl wurde das Wort „Kriegserklärung“ dabei vermieden, obwohl es de facto nichts anderes als eine Kriegserklärung war. Alle diese Dokumente hatten propagandistischen Charakter und enthielten im Kern die Behauptung, Deutschland sei lediglich sowjetischen Aggressionsplänen zuvorgekommen. Hitler wurde als Retter des Abendlandes vor „asiatischer Barbarei“ und kulturzerstörendem „(jüdischem) Bolschewismus“ ausgegeben. An dieser Präventivkriegsthese hielten viele Generäle der Wehrmacht weit über 1945 hinaus fest. Dagegen betonen Historiker Hitlers Absichten, die er 1927 im zweiten Band von Mein Kampf dargelegt und seit 1933 wiederholt bekräftigt hatte: Er wollte die Sowjetunion zur „Erweiterung des Lebensraumes bzw. der Rohstoff- und Ernährungsbasis“ der Deutschen erobern, das fiktive, dort angeblich herrschende Weltjudentum vollständig vernichten und die Bevölkerung der eroberten Gebiete entweder als Sklavenarbeiter ausbeuten oder ebenfalls vernichten. Während der Leningrader Blockade von September 1941 bis Januar 1944 verhungerten im damaligen Leningrad gemäß dem deutschen „Hungerplan“ etwa 1,1 Millionen Menschen.
Trotz siegreicher Kesselschlachten war der Plan Barbarossa bereits im August 1941 gescheitert, weil aus den Kesselschlachten große Teile des Gegners entkamen und sich neu formierten, der Überraschungseffekt abflaute, die deutschen Verluste zunahmen und Hitlers „Zickzack der Anordnungen“ zur Schwerpunktbildung bei der Heeresgruppe Mitte und der Heeresgruppe Süd sich häufte. Der deutsche Vormarsch geriet ab Oktober 1941 ins Stocken. Die Sowjetunion konnte einen Großteil ihrer Rüstungsproduktion östlich des Urals fortsetzen und neue Divisionen an ihre Westfront führen. Sie war grob fahrlässig unterschätzt worden, und die deutsche Logistik für die Eroberung eines so großen Landes war unzureichend. Bei einer Konferenz in Berlin am 29. November 1941 berichtete Walter Rohland Hitler und dem OKW von der Überlegenheit der sowjetischen Panzerproduktion. Nach seinen Angaben sagte Rüstungsminister Fritz Todt dabei im kleinen Kreis: „Dieser Krieg ist militärisch nicht mehr zu gewinnen!“ Hitler habe gefragt, wie er ihn beenden solle, und eine politische Lösung als kaum möglich ausgeschlossen.
Der Angriff auf Moskau (Beginn 2. Oktober) war ein letzter improvisierter Versuch Hitlers, die Niederlage der Sowjetunion vor dem Winter zu erzwingen. Aber ab Mitte Oktober ließen heftige Regenfälle und später strenger Frost (−22 °C) alle Operationen zum Stillstand kommen. Die Ausrüstung der deutschen Armee für den Winterkrieg und der Nachschub für die Heeresgruppe Mitte waren völlig unzureichend. Trotzdem beharrte Hitler auf der Meinung, die Rote Armee befinde sich kurz vor dem Zusammenbruch, und wollte Moskau belagern und aushungern lassen. Am 5. Dezember musste der Vormarsch wegen arktischer Temperaturen von minus 40 bis 50 Grad Celsius und des mangelnden Nachschubs an Waffen, Verpflegung und Winterausrüstung 20 km vor Moskau eingestellt werden. Am Tag darauf begann der sowjetische Gegenangriff mit 100 Divisionen, unter ihnen frische, für den Winterkrieg ausgerüstete Einheiten aus Fernost, der die Heeresgruppe Mitte zum Rückzug zwang. Der Rückzug drohte in eine heillose Flucht umzuschlagen. In dieser gefährlichen Situation verbot Hitler am 15. und am 19. Dezember 1941 jeden weiteren Rückzug und erlaubte „nur dort eine Ausweichbewegung […], wo weiter rückwärts eine Stellung vorbereitet ist“. Dieser Befehl trug „möglicherweise und vorübergehend zur Vermeidung einer Katastrophe von napoleonischen Ausmaßen bei“. Hitler übernahm selbst den Oberbefehl über das Heer von Walther von Brauchitsch und war überzeugt: „Das bißchen Operationsführung kann jeder machen.“ Aber wäre Hitler flexibler gewesen, wäre die Ostfront bis Ende Januar 1942 wahrscheinlich mit weniger Verlusten an Menschenleben konsolidiert worden. Die deutschen Verluste in der Schlacht um Moskau, 581.000 Soldaten, waren größer als die in Stalingrad und bei Kursk im folgenden Jahr. Die Sowjetunion verlor 1,8 Millionen Soldaten.
Vor Moskau wandte das Ostheer erstmals das Prinzip der „verbrannten Erde“ zur Deckung des Rückzugs an, das sowjetische Zivilisten und Kriegsgefangene im Rückzugsgebiet massenhaft dem Hunger- oder Kältetod preisgab. Nicht alle Befehle dazu stammten von Hitler oder Keitel, sollten aber „dem Führer entgegenarbeiten“.
Die Niederlage vor Moskau gilt als Zäsur des Weltkriegs, weil sie die Serie der deutschen Blitzkriege beendete. Hitler erkannte dies laut Jodl sofort.
Der Deutsch-Sowjetische Krieg „war genau der Krieg, den Hitler seit den zwanziger Jahren gewollt hatte“. Als bisher verlustreichster Krieg der Menschheitsgeschichte kostete er etwa 28 Millionen Sowjetbürgern das Leben, darunter 15,2 Millionen Zivilisten. Mindestens 4,2 Millionen Menschen starben hungers, unter ihnen 2,5 Millionen der 3,3 Millionen sowjetischen Kriegsgefangenen, die im deutschen Gewahrsam an Unterernährung, Krankheiten oder Misshandlungen starben oder erschossen wurden.

### Holocaust
Der Vernichtungskrieg gegen die Sowjetunion und die Eskalation zum Holocaust gingen Hand in Hand. Die vier Einsatzgruppen der SS sollten nach Heydrichs Instruktion vom 2. Juli 1941 kommunistische Funktionäre, „radikale Elemente“ (Partisanen) sowie „alle Juden in Partei- und Staatsstellungen“ erschießen. Bald wurden unterschiedslos alle auffindbaren Juden als angebliche Partisanen ermordet – zunächst überwiegend Männer, dann auch jüdische Frauen und Kinder.
Am 16. Juli 1941 begrüßte Hitler gegenüber ranghohen NS-Funktionären den sowjetischen Partisanenkrieg: „… er gibt uns die Möglichkeit, auszurotten, was sich gegen uns stellt.“ Er übertrug Himmler für diese Mordaufgabe die Führung über SS, Polizei und SD im Osten. Himmler verstärkte die Einsatzgruppen sofort von 3.000 auf 33.000 Mann. Hitler ließ sich ab 1. August laufend über ihre Ergebnisse berichten. In den ersten fünf Monaten des Ostfeldzugs ermordeten sie ungefähr 500.000 Juden.
Am 19. August folgte Hitler dem Vorschlag von Goebbels, nach den polnischen die deutschen Juden zum Tragen des Judensterns zu zwingen. Etwa am 17. September 1941 erlaubte er auf Drängen vieler Gauleiter, die Deportation der deutschen Juden nach Osten einzuleiten, die er bislang erst nach dem Sieg über die Sowjetunion beginnen lassen wollte. Damit reagierte er auf Alfred Rosenbergs Vorschlag, sich so an Stalins Deportation der Wolgadeutschen zu rächen. Am 25. Oktober kam Hitler vor Vertrauten auf seine Ankündigung vom 30. Januar 1939 zurück, die Juden im Fall eines neuen Weltkriegs als Vergeltung für die deutschen Kriegsopfer zu vernichten: „Diese Verbrecherrasse hat die zwei Millionen Toten des Weltkrieges auf dem Gewissen, jetzt wieder Hunderttausende. Sage mir keiner: Wir können sie doch nicht in den Morast schicken! […] Es ist gut, wenn uns der Schrecken vorangeht, daß wir das Judentum ausrotten.“
Am 12. Dezember 1941, dem Tag nach seiner Kriegserklärung an die USA, sagte Hitler nach Goebbels’ Notizen zu den in die Neue Reichskanzlei geladenen Gau- und Reichsleitern: „Der Weltkrieg ist da, die Vernichtung des Judentums muss die notwendige Folge sein.“ Die Juden müssten die Opfer unter deutschen Soldaten im „Ostfeldzug“ mit ihrem Leben bezahlen. Die Anwesenden, darunter Hans Frank, verstanden Hitlers Aussage als Aufforderung, die europäischen Juden nicht mehr abzuschieben, sondern im besetzten Polen zu ermorden und nach geeigneten Methoden dafür zu suchen. Am 18. Dezember 1941 notierte Himmler in seinen Dienstkalender, Hitler habe auf sein Nachfragen das bisherige Vorgehen der Einsatzgruppen bestätigt und befohlen: „Judenfrage / als Partisanen auszurotten“.
Hitler hatte Görings Auftrag an Reinhard Heydrich vom 31. Juli 1941 zur „Gesamtlösung der Judenfrage“ autorisiert und ordnete auch die Wannseekonferenz vom 20. Januar 1942 an, auf der Heydrich seinen Auftrag erläuterte: 11 Millionen europäische Juden sollten nach Osten deportiert werden, angestrebt sei ihre „natürliche Verminderung“ durch Sklavenarbeit sowie „entsprechende Behandlung“ der Überlebenden. Damit umschrieb er die Ausrottungsabsicht in der Tarnsprache des NS-Regimes. Für die „Räumung“ von bereits überfüllten Judenghettos für nachfolgende Deportierte wurden ab März 1942 im besetzten Polen drei Vernichtungslager in Betrieb genommen. Damit begann auch die Ermordung der Deportierten sofort bei ihrer Ankunft und durch Gaskammern. Davon waren Juden und Roma betroffen.

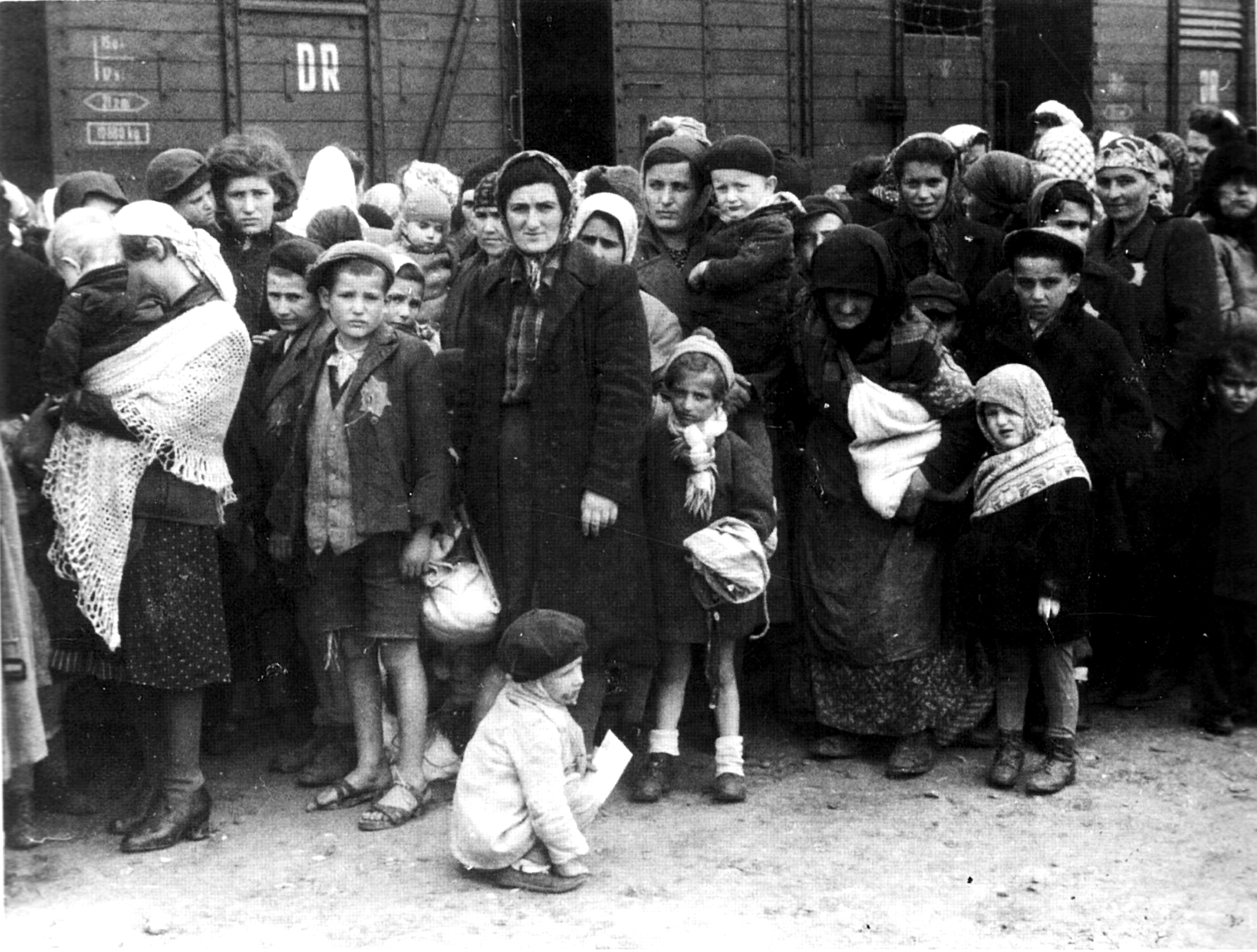
Ankunft von Juden aus Ungarn im KZ Auschwitz, Mai 1944

Ein schriftlicher Holocaustbefehl Hitlers wurde nicht gefunden und gilt als unwahrscheinlich. Seine Aussage vom 12. Dezember 1941 deuten manche Historiker als Entscheidung, die Judenmorde auf ganz Europa auszuweiten, oder zumindest als wichtigen Eskalationsschritt des Holocaust. Diesen habe Hitler jedoch nicht allein eingeleitet und nicht an einem einzigen Datum befohlen.
Zeitzeugen belegten mündliche Befehle Hitlers zur Durchführung von Judenmorden. So berief sich Staatssekretär Wilhelm Stuckart Ende Dezember 1941 – also wenige Wochen vor der Wannseekonferenz zur systematischen Vernichtung der Juden –, als er wegen Anordnungen zu Judenmorden entlassen werden sollte, erfolgreich auf einen Führerbefehl. Heinrich Himmler sprach in Briefen und Reden an Untergebene wie den Posener Reden von 1943 wiederholt von Hitlers ihm auferlegten Befehl zur „Endlösung“ und hielt besondere Anweisungen Hitlers dazu in seinen Privatnotizen fest. Hitler selbst erklärte ab Januar 1942 öffentlich mehrfach, dass sich seine „Prophezeiung“ vom Januar 1939 nun „erfülle“. Folgerichtig bezeichnete Goebbels ihn in einem Tagebucheintrag vom 27. März 1942 als „unentwegten Vorkämpfer und Wortführer einer radikalen Lösung“ der „Judenfrage“. Hitler ließ sich am 7. Oktober 1942 persönlich von Odilo Globocnik über die Judenmorde in vier Vernichtungslagern unterrichten und im März 1943 den Korherr-Bericht über die Ermordung (umschrieben als „Evakuierung“ und „Sonderbehandlung“) von bis dahin 2,5 (tatsächlich über drei) Millionen Juden vorlegen. Auch die Tarnsprache ordnete er an. NS-Täter wie Rudolf Höß und Adolf Eichmann haben nach Kriegsende einen Befehl Hitlers vom Sommer oder Herbst 1941 zur Ausrottung der Juden bezeugt. Auf dem Höhepunkt der Schlacht um Stalingrad erinnerte Hitler am 8. November 1942 im Münchener Löwenbräukeller zum vierten Mal in jenem Jahr an seine „Prophezeiung“ über die Juden, als er gerade alle Kompromisse und Friedensangebote an äußere Feinde ausgeschlossen hatte. Das Ergebnis des „internationalen Weltkrieg“[s] werde „die Ausrottung des Judentums in Europa sein“.

### Weiterer Kriegsverlauf

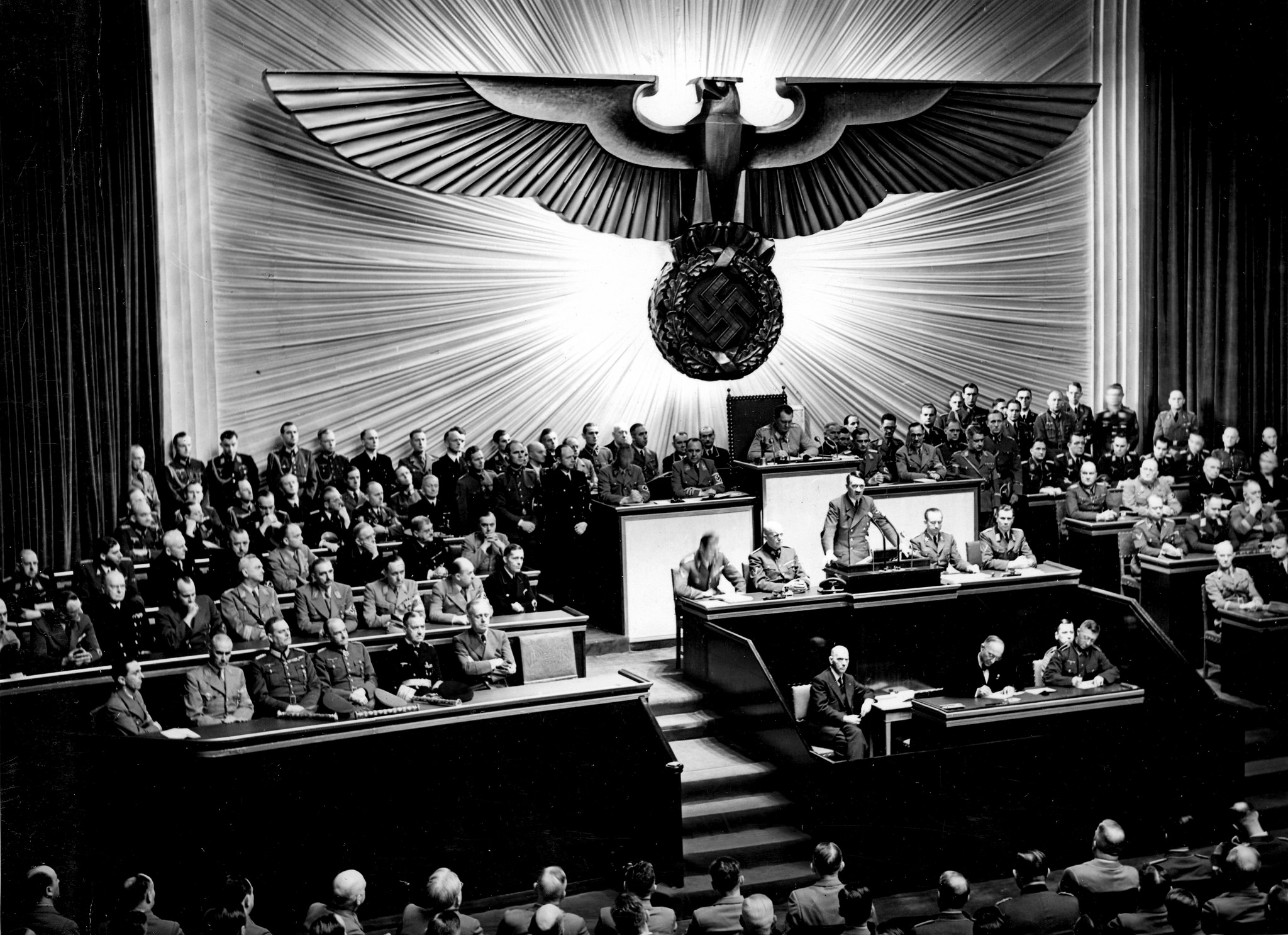
Reichstagsrede Hitlers zur Kriegserklärung an die Vereinigten Staaten, Krolloper Berlin, 11. Dezember 1941

Am 7. Dezember 1941 griff das mit Deutschland verbündete Kaiserreich Japan den US-Flottenstützpunkt Pearl Harbor an und zog damit die USA in den Zweiten Weltkrieg. Hitler, nicht über den Zeitpunkt des japanischen Angriffs informiert, begrüßte den Angriff euphorisch: Nun könne Deutschland den Krieg nicht mehr verlieren. Im Reichstag erklärte er am 11. Dezember 1941 den USA den Krieg, ohne dass der Dreimächtepakt ihn dazu verpflichtete, ohne vorher seine Generäle zu konsultieren und ohne die militärstrategischen und wirtschaftlichen Folgen für die eigene Kriegführung kalkulieren zu lassen. Historiker nehmen verschiedene Gründe dafür an: Hitler habe für 1942 ohnehin mit dem Eingreifen der USA gerechnet und ihre seit dem Leih- und Pachtgesetz begonnenen Rüstungslieferungen an Großbritannien und die Sowjetunion als Kriegseintritt gewertet. Er habe ihre Kriegserklärung nicht abwarten wollen, um ein Zeichen der Stärke zu setzen. Er habe immer noch mit dem baldigen Sieg über die Sowjetunion gerechnet und einen „Weltblitzkrieg“ mit dem Ziel deutscher Weltherrschaft führen wollen. Er habe Einzelsiege der USA gegen die Achsenmächte und etwaige bilaterale Friedensverhandlungen von vornherein ausschließen wollen. Er habe die Möglichkeit eines U-Boot-Krieges im Atlantik gegen US-Schiffe eröffnen wollen. Hitler versuchte, die Entwicklung im Pazifik als vorteilhaft darzustellen. Denn der Krieg im Pazifik werde die USA veranlassen, ihre Waffenlieferungen an Großbritannien zu reduzieren. Deutschland werde also genügend Zeit gewinnen, um vor einem amerikanischen Eingreifen in Europa den Kontinent vollständig unter Kontrolle gebracht zu haben.
Im Krieg wurde Hitler zu einem Workaholic, der vor allem mit Details beschäftigt war, ohne sich erholen zu können, umgeben von der immer gleichen, wenig inspirierenden Entourage. Nächte mit wenig Schlaf und tägliche lange Besprechungen mit führenden Militärs folgten aufeinander – eine Lebensweise, die er nur durch die Einnahme immer stärkerer Medikamente durchhalten konnte. Sein Arbeitsstil war Folge der extrem personalisierten Herrschaft und seiner Unfähigkeit, Autorität zu delegieren. Seine egomanische Überzeugung, nur er könne den Sieg gewährleisten, verstärkte sein Misstrauen gegen seine Generäle und vermehrte seine cholerischen Wutausbrüche. Dies zerstörte ab 1940 die geregelte Arbeit der Regierung und des militärischen Kommandos, was mit Hitlers Übernahme der Heeresführung in der Winterkrise 1941 deutlich wurde. Bei Angelegenheiten, welche die Heimatfront betrafen, beanspruchte er kompromisslos die Autorität, intervenierte aber nur sporadisch und unsystematisch, um Untätigkeit zu verschleiern.
Anfang 1943 verlor die Wehrmacht mit ihren bislang höchsten Verlusten die Schlacht von Stalingrad. Diese Niederlage gilt als Wendepunkt des Zweiten Weltkriegs. Hitler war dafür persönlich verantwortlich, da er dem Oberbefehlshaber der 6. Armee General der Panzertruppe Friedrich Paulus den Rückzug aus Stalingrad verboten hatte, solange dies noch operativ möglich gewesen war, ohne die Heeresgruppe A, die bis zum Kaukasus vorgestoßen war, zu gefährden. Hitler selbst äußerte danach, dass der Krieg nicht mehr zu gewinnen sei.
Das Deutsche Afrikakorps (DAK) verlor die zweite Schlacht von El-Alamein, und Rommel befahl am 4. November 1942 gegen Hitlers Befehl wegen erdrückender Übermacht der Briten den Rückzug. In Tunesien wurde das DAK von britischen und inzwischen eingetroffenen US-Truppen in die Zange genommen („Operation Torch“). Rommels Bitte vom März 1943, Tunesien räumen und seine Truppen nach Sizilien zurückziehen zu dürfen, lehnte Hitler strikt ab und berief Rommel aus Nordafrika ab. Am 12. Mai 1943 kapitulierten 150.000 deutsche und 100.000 italienische Soldaten bei und in Tunis. Diese Niederlage deuteten viele Deutsche als „zweites Stalingrad“ oder „Tunisgrad“.

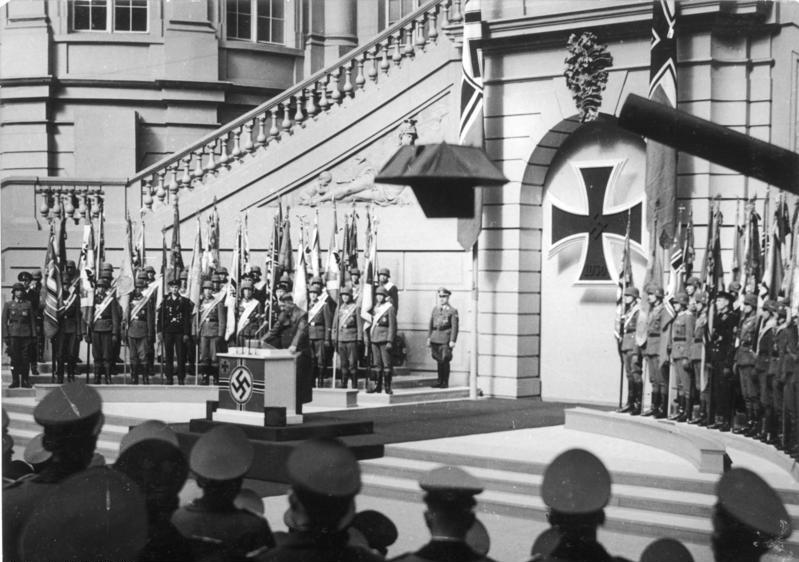
Hitler spricht beim Staatsakt zum umgedeuteten „Heldengedenktag“ (heute wieder Volkstrauertag) der gefallenen Soldaten in Berlin, 21. März 1943

Anfang April 1943 traf Hitler Mussolini im Schloss Kleßheim bei Salzburg und lehnte dessen Eintreten für einen Kompromissfrieden im Osten kategorisch ab. Mit langen Monologen über die preußische Geschichte versuchte er, Mussolini zur Fortsetzung des Krieges zu bewegen. Auch die verbündeten Machthaber von Bulgarien, Rumänien, Ungarn, Norwegen, der Slowakei, Kroatien und Frankreich traf er bis Ende April in Kleßheim, um ihren Widerstandswillen durch Schmeichelei, gutes Zureden und kaum verhüllte Drohungen zu stärken. Mit Hilfe eigens angefertigter Karten des OKW, auf denen der Frontverlauf im Osten falsch eingetragen und die Kräfte des Gegners sowie die eigenen nicht erkennbar waren, beschönigte er die Lage.
Anfang 1944 erlangten die alliierten Bomber- und Jagdverbände allmählich die Luftüberlegenheit und zerstörten neben den wichtigen Rüstungsbetrieben auch viele große und mittlere deutsche Städte durch Flächenbombardements. Trotzdem ließ Hitler weiterhin Bomber statt vermehrt Jagdflugzeuge zur Bekämpfung dieser Angriffe bauen. Nach der „Operation Gomorrha“ gegen Hamburg im Juli 1943, bei der über 30.000 Menschen im Feuersturm umkamen, weigerte er sich, die zu mehr als 50 Prozent zerstörte Stadt zu besuchen, empfing keine Delegation der Rettungsdienste und hielt keine Rundfunkrede. Nach drei Großangriffen auf Berlin im August und September 1943 notierte Goebbels in sein Tagebuch, dass man „vor allem beklagt, daß bezüglich des Luftkriegs von seiten des Führers kein erklärendes Wort gesprochen wird“.
Hitlers strategische Fehlentscheidungen begünstigten die „Operation Overlord“ am 6. Juni 1944. So hatte er zwar zunächst die Normandie als Invasionsgebiet angenommen, sich jedoch von seinem Stab wieder davon abbringen lassen und glaubte noch am 13. Juni an ein Täuschungsmanöver. Er verbot, Truppen von anderen Küstenabschnitten abzuziehen, und vermutete eine Landung am Pas-de-Calais. Die deutschen Truppen in der Normandie wurden an unerwarteter Stelle überrascht. Von Rundstedt, der Oberbefehlshaber West, hatte am frühen Morgen um die Freigabe zweier bei Paris stationierter Panzerdivisionen gebeten. Alfred Jodl lehnte das ab. Erst gegen Mittag stimmte Hitler dem verspäteten Einsatz dieser Reserve gegen den 150 Kilometer entfernten alliierten Brückenkopf zu. Seine Adjutanten hatten bis etwa 10 Uhr gezögert, Hitler zu wecken, da er erst gegen drei Uhr morgens zu Bett gegangen war. „Diese Verzögerung war entscheidend.“ Als alliierte Truppen im August 1944 auf Paris vorrückten, befahl Hitler, die Stadt bis zum letzten Mann zu verteidigen bzw. als zerstörte Stadt zurückzulassen. Der deutsche Stadtkommandant Dietrich von Choltitz ignorierte Hitlers Befehl zum Widerstand, erklärte Paris zur offenen Stadt und übergab es am 25. August 1944 kampflos und nahezu unversehrt an den französischen Generalmajor Jacques-Philippe Leclerc de Hauteclocque.
Weil Hitler merkte, dass er das Vertrauen der Deutschen verloren hatte und ihnen keine Triumphe mehr verkünden konnte, redete er 1944 nicht mehr öffentlich und nur dreimal (am 30. Januar, 21. Juli und 31. Dezember) im Rundfunk. Sein Gesundheitszustand verschlechterte sich rasch. Wahrscheinlich litt er an der Parkinson-Krankheit, die seine politisch-militärische Entscheidungsfähigkeit wohl kaum beeinflusste. Der „Verfall“ lasse sich gemäß Thamer deutlich an seiner zunehmend unleserlichen Unterschrift ablesen. Ab 1943 benutzte er einen Unterschriftenautomaten. Einzig seine Testamente vom April 1945 (siehe Hauptartikel: Politisches Testament Adolf Hitlers und Private Testamente Adolf Hitlers) unterzeichnete er noch eigenhändig, brachte aber, wie der Historiker Hans-Ulrich Thamer bemerkt, nur „Gekleckse“ zustande.
Trotz fortwährender Niederlagen, immenser Opfer, gewaltiger Zerstörungen und des Wissens um die unvermeidbare deutsche Niederlage ließ Hitler den Krieg fortsetzen. Seine Eingriffe in die Kriegführung, etwa das Verbot, gefährdete Truppenteile frühzeitig zurückzuziehen (→ Fester Platz), bewirkten massive Verluste auf Seiten der Wehrmacht.
In einer von zahlreichen Illusionen bestimmten Gesamtbeurteilung hatte Hitler schon Mitte August 1944 erwogen, gegen die Westalliierten einen empfindlichen militärischen Schlag zu führen, der den Zusammenbruch der Anti-Hitler-Koalition bewirken sollte. Vier Tage vor Beginn der Ardennenoffensive sagte er zu seinen Kommandeuren, dass der Feind, „ganz gleich, was er auch tut, nie auf eine Kapitulation rechnen kann, niemals, niemals“; dieser werde schließlich „eines Tages einen Zusammenbruch seiner Nervenkräfte erleben“.
Die ersten Vorbereitungen für die Offensive liefen, unter größter Geheimhaltung, im Spätsommer 1944 an. Hauptziel der Offensive war die Hafenstadt Antwerpen, für den Nachschub der Alliierten von großer Bedeutung. Sie begann am 16. Dezember 1944 und musste bereits Anfang 1945 abgebrochen werden. Hitler trug dennoch weiter öffentlich höchste Zuversicht zur Schau und feuerte Menschen in seiner Umgebung an. Gegenüber Nicolaus von Below gab er jedoch zu, der Krieg sei verloren. Das führte er wie üblich auf Verrat und Versagen anderer zurück. Er strebte jetzt nur noch seinen Platz in der Geschichte an: „Wir kapitulieren nicht, niemals. Wir können untergehen. Aber wir werden eine Welt mitnehmen.“ Dabei machte Hitler vor dem eigenen Volk nicht halt. Der Terror kehrte heim ins Reich:

„Der Führer erwartet, daß die Gauleiter die ihnen damit gestellte Aufgabe mit der erforderlichen Härte und Folgerichtigkeit durchführen und rücksichtslos jede Auflösungserscheinung, Feigheit und Defaitismus mit den Todesurteilen der Standgerichte niederhalten. Wer nicht für sein Volk zu kämpfen bereit ist, sondern ihm in ernstester Stunde in den Rücken fällt, ist nicht wert, weiter zu leben und muss dem Henker verfallen.“

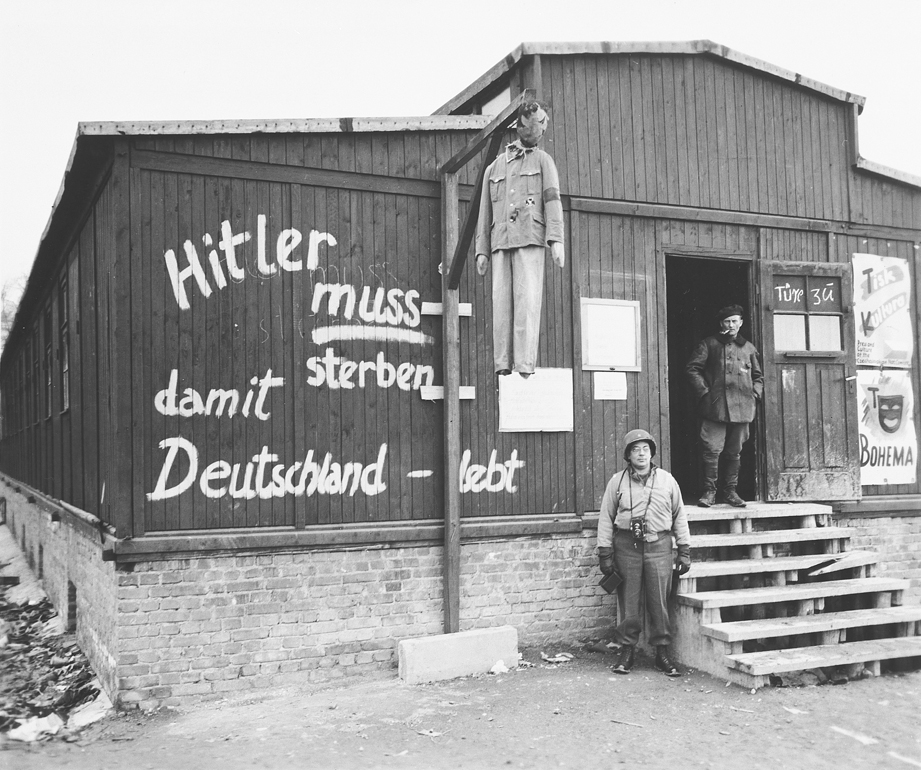
Graffito im von amerikanischen Alliierten befreiten Konzentrationslager Buchenwald im April 1945: „Hitler muss sterben, damit Deutschland lebt“. Davor befindet sich eine gehängte Hitler-Puppe.

Am 7. März erreichten US-Soldaten die unzerstörte Brücke von Remagen südlich des Ruhrgebiets. Hitler ließ ein „Fliegendes Standgericht“ an die Westfront entsenden, das fünf Offiziere der Brückenmannschaft von Remagen am 9. März zum Tode verurteilte. Am 23. März begann die Rheinüberquerung nördlich des Ruhrgebiets bei Wesel durch britische Truppen. Damit war der Krieg im Westen endgültig verloren, aber Hitler weigerte sich, zu kapitulieren. Er sah nur noch in einem „Kampf bis zum Letzten“ Sinn, um so wenigstens von zukünftigen Generationen geachtet zu werden.
Seit Anfang seiner politischen Karriere dachte Hitler in extremen Alternativen: Deutschland werde siegen oder untergehen. Je unwahrscheinlicher ein Sieg wurde, desto totaler sollte die deutsche Niederlage sein. Gegenüber Speer erklärte er am 18. März 1945, es sei nicht notwendig, Rücksicht auf die Grundlagen zu nehmen, die das Volk zu seinem primitivsten Weiterleben brauche. Es sei besser, selbst diese Dinge zu zerstören. Das Volk habe sich als das schwächere erwiesen, und die Zukunft gehöre ausschließlich dem stärkeren „Ostvolk“. Am 19. März befahl Hitler durch Führererlass (später „Nerobefehl“ genannt) die Zerstörung aller Infrastrukturen beim Rückzug des Heeres. Er beauftragte Speer und die Gauleiter, die Zerstörungen durchzuführen, erfuhr aber, dass Speer seinen Befehl sabotiere. Dieser bestritt dies. Goebbels sah darin Hitlers Autorität schwinden.

### Widerstand gegen Hitler
Zwischen 1933 und 1945 leisteten Einzelpersonen, Gruppen und Organisationen aus verschiedenen Gründen Widerstand gegen Hitlers Regime. Nur wenige lehnten von vornherein seine Diktatur ab. Die verfolgten Kommunisten und Sozialdemokraten hatten schon vor 1933 gewarnt: „Hitler bedeutet Krieg!“ Die Exil-SPD Sopade versuchte, die Deutschen vom Ausland aus zu beeinflussen, und rief sie am 30. Januar 1936 mit der Flugschrift „Für Deutschland – gegen Hitler!“ zum Aufstand gegen dessen Regime auf.

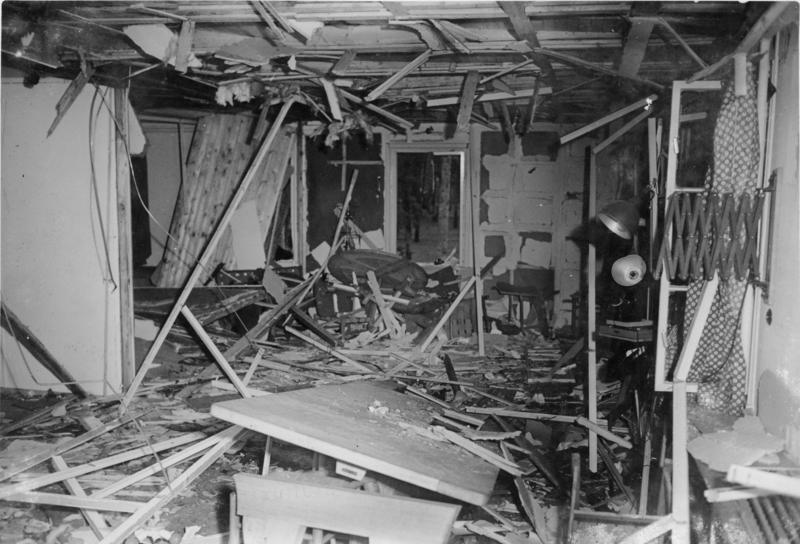
Führerhauptquartier „Wolfsschanze“ nach dem Attentat vom 20. Juli 1944. Hier verbrachte Hitler während des Zweiten Weltkriegs mehr Zeit als an jedem anderen Ort.

Seit Februar 1933 gab es viele anonyme Attentatsdrohungen gegen Hitler. Einzeltäter waren unter anderen der von der nationalsozialistischen Oppositionsgruppe „Schwarze Front“ beauftragte Helle Hirsch im Dezember 1936, der ehemalige Schweizer Theologiestudent Maurice Bavaud im November 1938 und der Handwerker Georg Elser. Dessen selbstgebastelter Sprengsatz explodierte am 8. November 1939 im Münchner Bürgerbräukeller, nur Minuten nachdem Hitler seine Rede dort beendet hatte. Elser wurde als „Sonderhäftling des Führers“ im KZ Dachau am 9. April 1945 auf Hitlers persönlichen Befehl ermordet.
Die 1934 gegründete Bekennende Kirche widersprach staatlichen Übergriffen auf die Kirchenorganisation. Pastor Dietrich Bonhoeffer kritisierte den Führerkult im Februar 1933 in einem Rundfunkvortrag („Führer und Amt, die sich selbst vergotten, spotten Gottes“) und forderte im April 1933 kirchlichen Widerstand gegen Menschenrechtsverletzungen des Hitlerregimes. Nach den Novemberpogromen 1938 half er im Kreis um Hans Oster aktiv mit, ein Attentat auf Hitler vorzubereiten.
1938 bildeten sich konservative und innermilitärische Widerstandsgruppen wie der Goerdeler-Kreis und der Kreisauer Kreis. Ihre Umsturzpläne setzten auf Teile der Wehrmacht, hatten daher nur bei einer Tötung Hitlers Erfolgsaussicht und konnten nur von Personen mit Zugang zum engsten Führungskreis um ihn ausgeführt werden. Diese hatten Hitler unbedingte Treue geschworen; schwere Gewissenskonflikte waren also unvermeidbar. In der Septemberverschwörung planten einige hohe Militärs und Beamte im Auswärtigen Amt, dass Hauptmann Friedrich Wilhelm Heinz am 28. September 1938 mit einem Stoßtrupp in die Reichskanzlei eindringen und Hitler in einem Handgemenge erschießen sollte. Als dieser überraschend einem Kompromiss für das Münchner Abkommen zustimmte, erschien es aussichtslos, seinen Sturz mit „militärischem Abenteurertum“ zu rechtfertigen. Daraufhin unterblieb das Attentat, das von Brauchitsch und Halder nur halbherzig unterstützt hatten. Die an der Verschwörung beteiligten Militärs im OKH und in der Amtsgruppe Ausland/Abwehr des OKW hielten Hitlers Vorhaben, Frankreich schon 1939 anzugreifen, für undurchführbar und wollten diesen Angriff mit einem weiteren Putschversuch verhindern. Nach Elsers Attentat wurden die Vorkehrungen zu Hitlers Schutz jedoch verschärft. Brauchitsch fürchtete nach einem Wutausbruch Hitlers am 5. November 1939, dieser wisse über den bevorstehenden Putschversuch Bescheid. Daraufhin nahm Hans Oster an, dass eine für den 11. November 1939 geplante Sprengstoffübergabe an Erich Kordt zu riskant sei; somit unterblieb dieses geplante Attentat.
Die als Weiße Rose bekannt gewordene Münchner Gruppe versuchte bis zur Verhaftung der Geschwister Scholl am 18. Februar 1943, die Deutschen, besonders die Jugend, mit Flugblättern zum Widerstand zu bewegen. Hauptgrund waren NS-Verbrechen wie der Holocaust, von dem die Gruppe über Auslandssender wusste. Die Mitglieder wurden am 22. Februar 1943 hingerichtet.
Nach der Niederlage in Stalingrad versuchten einige Offiziere der Heeresgruppe Mitte erneut, Hitler zu töten. Die Bombe, die Henning von Tresckow am 13. März 1943 in Hitlers Flugzeug schmuggelte, zündete nicht. Am 21. März 1943 wollte Rudolf-Christoph Freiherr von Gersdorff sich während einer Ausstellung im Berliner Zeughaus zusammen mit Hitler in die Luft sprengen. Dieser verließ die Ausstellung schon nach wenigen Minuten, bevor der Säurezünder wirksam werden konnte. Von Gersdorff konnte den Zünder noch rechtzeitig entschärfen.
Das Attentat vom 20. Juli 1944 im Führerhauptquartier Wolfsschanze verletzte vier Anwesende tödlich; Hitler blieb fast unverletzt. Er äußerte direkt danach: Die Vorsehung habe ihn gerettet, damit er seinen „Auftrag“ zu Ende führen könne. Claus Schenk Graf von Stauffenberg, der die Bombe abgelegt und einen Staatsstreich zur Beendigung des Krieges vorbereitet hatte, und drei seiner Mitstreiter wurden ohne Prozess und ohne Hitlers Einverständnis am 21. Juli kurz nach Mitternacht im Hof des Bendlerblocks in Berlin von einem Erschießungskommando exekutiert.
Im Rundfunk erklärte Hitler, eine „ganz kleine Clique ehrgeiziger, gewissenloser und zugleich verbrecherischer, dummer Offiziere“ habe geplant, ihn und den Wehrmachtführungsstab „auszurotten“. Anders als beim Dolchstoß 1918 würden diesmal die Verbrecher „unbarmherzig ausgerottet werden“. Die Wehrmacht sollte die beteiligten Offiziere zuerst ausschließen, der Volksgerichtshof sollte sie dann als gewöhnliche Kriminelle zum Tod verurteilen und innerhalb von zwei Stunden hängen lassen, damit sie ihre Motive und Ziele nicht erklären konnten. Roland Freisler, der auch in der NSDAP als „Blutrichter“ galt, war sofort bereit, ganz im Sinne Hitlers zu urteilen. Dieser nutzte das gescheiterte Attentat, um Widerstände gegen seine Kriegführung in den Stäben der Wehrmacht endgültig auszuschalten und skeptischen Generälen die Schuld an den verlorenen Schlachten zu geben.
Eine 400 Mitarbeiter umfassende Ermittlungsgruppe der Gestapo deckte ein weit verzweigtes Verschwörernetz auf und fand am 22. September 1944 in Zossen Akten, die Absprachen für Putschversuche vor 1939 und damit eine dauerhafte militärische Opposition gegen Hitler belegten. Dieser verbot dem Volksgerichtshof, die Dokumente in den laufenden Prozessen zu verwenden: Die Deutschen sollten nicht erfahren, dass der Attentatsversuch Vorläufer hatte und nicht nur von wenigen geplant worden war. Ab August 1944 verurteilte der Volksgerichtshof in mehr als 50 Prozessen über 110 Personen des 20. Juli 1944 zum Tod; 89 davon wurden bis zum 30. April 1945 im Gefängnis Berlin-Plötzensee erhängt. Insgesamt wurden etwa 200 Personen als Beteiligte hingerichtet.

### Ende im Bunker
Ab dem 16. Januar 1945 lebte Hitler meist in den Räumen des Bunkers im Garten der Alten Reichskanzlei in Berlin. Seine letzte Rundfunkansprache hielt er am 30. Januar 1945. Bei seinem letzten öffentlichen Auftritt am 20. März 1945 zeichnete er 20 Hitlerjungen und 30 SS-Soldaten mit dem Eisernen Kreuz für ihren Fronteinsatz aus.
Als US-Präsident Franklin D. Roosevelt am 12. April 1945 starb, hoffte Hitler kurzzeitig auf einen Zerfall der Anti-Hitler-Koalition und drängte die Soldaten der Wehrmacht mit der Drohung sowjetischer Gräueltaten am 16. April nochmals zum bedingungslosen Weiterkämpfen. Am 20. April 1945 empfing er im Führerbunker letztmals Gäste zu seinem Geburtstag. Am 22. April erlitt er einen Nervenzusammenbruch, als er erfuhr, dass SS-Obergruppenführer Felix Steiner den befohlenen Entsatzangriff seiner Armeegruppe in der Schlacht um Berlin als undurchführbar verweigert habe. Hitler klagte, alles sei verloren, auch die SS habe ihn verraten, und entließ Teile seines Stabes. Er beschloss, in Berlin zu bleiben, und beauftragte seinen Chefadjutanten, SS-Obergruppenführer Julius Schaub, alle Papiere und Dokumente aus seinen Privattresoren in Berlin, München und auf dem Berghof zu verbrennen. Am 23. April 1945 telegrafierte Göring aus Berchtesgaden an Hitler, er (der Reichsmarschall) betrachte sich für den Fall, dass Hitler weiterhin in Berlin ausharre und bis 22 Uhr keine anderslautende Mitteilung einginge, gemäß der im Juni 1941 per Erlass getroffenen Regelung ab sofort als Nachfolger des Führers mit allen Vollmachten. Hitler interpretierte dies als versuchten Staatsstreich und unterzeichnete einen von Martin Bormann aufgesetzten Funkspruch, wonach der Reichsmarschall seiner Ämter enthoben und sofort wegen Hochverrats zu verhaften sei. Göring wurde daraufhin in seinem Haus im Führersperrgebiet Obersalzberg von der SS verhaftet. Am 25. April meldete der Großdeutsche Rundfunk, Göring sei aufgrund von Herzproblemen von all seinen Ämtern zurückgetreten. Am 25. April hörte Hitler von der Siegesfeier von US-Soldaten mit Rotarmisten in Torgau und von der Einkesselung ganz Berlins durch die Rote Armee. Er ließ sich laufend über deren Vorrücken in das Stadtzentrum unterrichten.

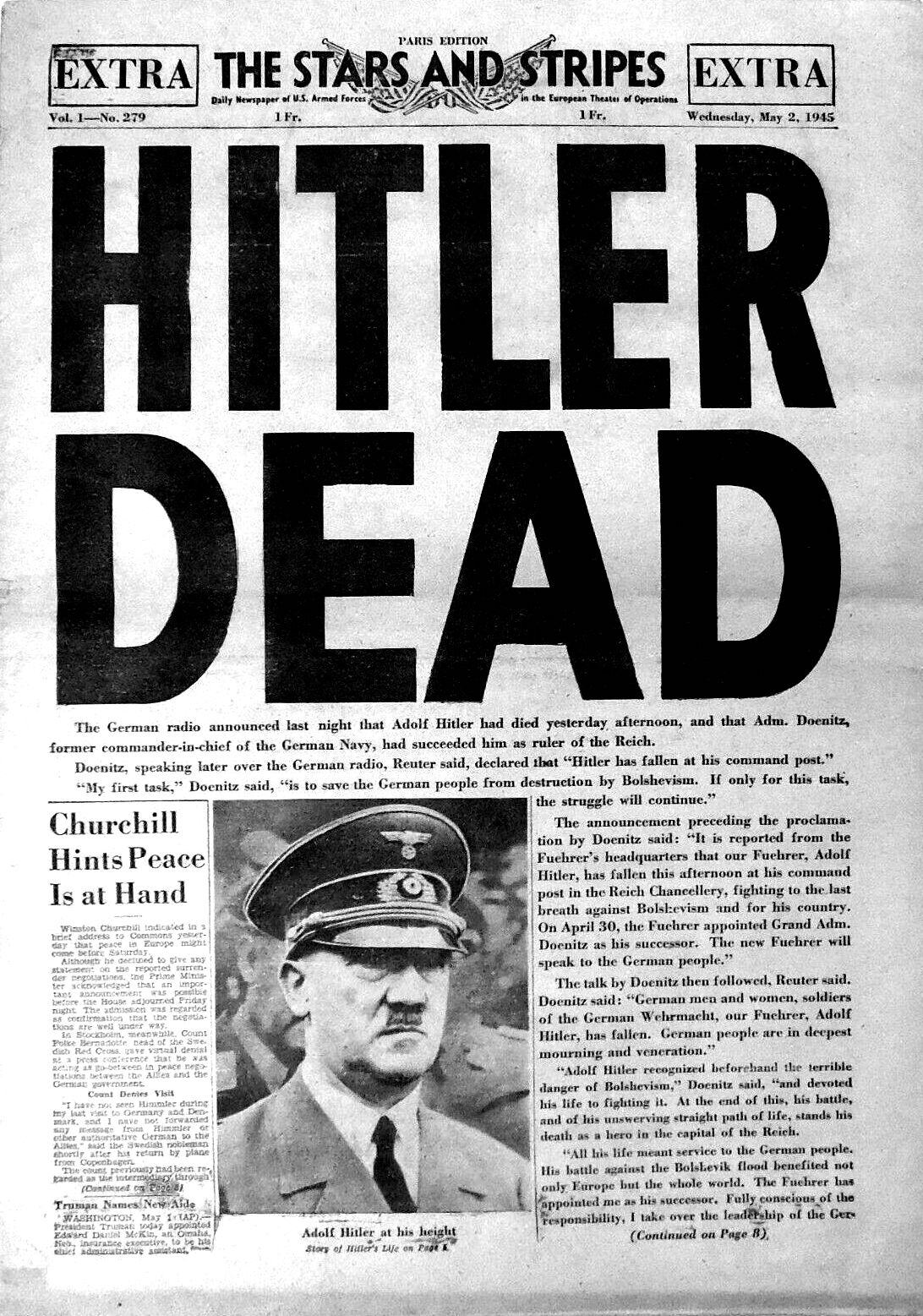
Schlagzeile in der US-Army-Zeitung Stars and Stripes nach Hitlers Tod, 2. Mai 1945

Am 27. April soll Hitlers Entschluss zum Suizid festgestanden haben, um Rotarmisten nicht lebend in die Hände zu fallen und einer Strafe für seine Verbrechen zu entgehen. Am 28. April erfuhr er von Himmlers seit Monaten laufenden Geheimverhandlungen mit den Westalliierten über einen Separatfrieden und seinem „Angebot“, dafür den laufenden Holocaust an den ungarischen Juden einzustellen. Die Westalliierten gaben Himmlers Gesprächsangebot an die Presse weiter. Hitler reagierte mit einem Wutanfall. Aus Rache an Himmler ließ er den Verbindungsoffizier der Waffen-SS zum Führerhauptquartier, Hermann Fegelein, festnehmen und erschießen. Gegen Mitternacht heiratete er seine Lebensgefährtin Eva Braun. Danach diktierte er seiner Sekretärin Traudl Junge sein politisches und sein privates Testament, in denen er seinen Suizid ankündigte. In seinem politischen Testament ernannte er Karl Dönitz zu seinem Nachfolger als Reichspräsident und Oberbefehlshaber der Wehrmacht, Goebbels zum neuen Reichskanzler, schloss Göring und Himmler aus der NSDAP aus und rief die Deutschen zur unbedingten Fortsetzung des Krieges auf sowie zur Einhaltung der Nürnberger Gesetze und weiteren Judenvernichtung – umschrieben als „unbarmherzigen Widerstand“. Am Abend des 29. April erfuhr er von Mussolinis Erschießung am Vortag und vielleicht von der Schändung seiner Leiche. Dies bestärkte seinen Entschluss zum Suizid. Am 29. April weigerte sich General Walther Wenck, seine 12. Armee noch wie befohlen nach Norden in den Berliner Endkampf zu führen, und rettete stattdessen die Reste der 9. Armee im Kessel von Halbe.
Am 30. April mittags verteilte Hitler Giftampullen an seine Begleiter und erlaubte ihnen private Ausbruchsversuche. Die Wirkung des Giftes ließ er vorher an seiner Schäferhündin erproben, ohne dabei anwesend zu sein. Etwa um 15:30 Uhr schluckte Eva Braun Zyankali; Hitler erschoss sich. Martin Bormann und andere aus dem Führerbegleitkommando verbrannten wie befohlen ihre Leichen im Garten der Neuen Reichskanzlei und begruben die Überreste mit anderen Leichen in einem Bombenkrater in der Nähe des Bunkerausgangs. Das OKW meldete Hitlers Tod erst am Abend des 1. Mai über den noch verbliebenen Reichssender Hamburg und verschwieg dabei seinen Suizid.
Dönitz ließ gemäß Hitlers letztem Willen zunächst weiterkämpfen, am 8. Mai 1945 erfolgte jedoch die bedingungslose Kapitulation der Wehrmacht. Damit endete der Zweite Weltkrieg in Europa. Weltweit hatten mehr als 66 Millionen Menschen ihr Leben verloren, weitere Millionen wurden verletzt, zu dauerhaft Kriegsversehrten, obdachlos, vertrieben, deportiert oder inhaftiert. Viele Städte Europas und Ostasiens waren zerstört. Das Deutsche Reich wurde in vier Besatzungszonen aufgeteilt und seine Ostgebiete abgetrennt und teils unter polnische, teils unter sowjetische Verwaltungshoheit gestellt. Knapp zwölf Millionen Deutsche wurden aus den damaligen Ostgebieten vertrieben. Auch die jahrzehntelange Teilung Europas und die Deutschlands waren direkte Folgen der Politik Hitlers.

## Nachleben und Verschwörungsmythen
Nach der Einnahme der Reichskanzlei stellte die Rote Armee die Überreste Adolf Hitlers und Eva Brauns sicher, und das NKWD ermittelte umfassend die genauen Todesumstände. So identifizierte Fritz Echtmann, langjähriger Assistent von Hitlers Zahnarzt Hugo Blaschke, am 10. Mai 1945 im Auftrag des sowjetischen Geheimdienstes Gebissteile und Zahnbrücken der beiden Toten, was durch spätere Untersuchungen bestätigt wurde. Zur gleichen Zeit machte die Rote Armee den Suizid Hitlers in ihrer Zeitung Krasnaja Swesda publik. Stabsoffiziere der Sowjetarmee wiederholten dies noch am 5. Juni 1945 gegenüber ihren US-amerikanischen Kollegen. Aber schon vier Tage später dementierte der sowjetische Oberbefehlshaber Georgi Schukow auf Befehl Stalins ihre Aussagen. In der Folge startete die Sowjetunion eine regelrechte Desinformationskampagne um Hitlers Tod, die für Jahrzehnte Stoff für Verschwörungstheorien lieferte.
Agenten des NKWD nahmen Echtmann und weitere Personen, die das Ende Hitlers bezeugen konnten, fest und ließen sie für Jahre in der Sowjetunion verschwinden. Die Ergebnisse ihrer Verhöre präsentierte Innenminister Sergei Kruglow im Dezember 1949 Stalin in einem Geheimdossier. Gegenüber den Verbündeten hielt Stalin jedoch an der Behauptung fest, Hitler sei womöglich im letzten Moment aus dem belagerten Berlin entkommen. Den Grund dafür sehen Historiker wie Richard J. Evans darin, dass Stalin ein von Hitler ausgehendes Bedrohungsszenario aufrechterhalten und eine harte Besatzungspolitik rechtfertigen wollte.
Aufgrund der so erzeugten Verwirrung stellte der britische Geheimdienst MI5 eigene Nachforschungen an und beauftragte Ende 1945 den Historiker Hugh Trevor-Roper mit einer genauen Untersuchung. Dieser fand Indizien wie eine Kopie von Hitlers Testament und sprach mit einer Reihe von Personen, die sich in der Schlussphase des Krieges im Bunker aufgehalten hatten. Sein 1947 veröffentlichtes Werk Hitlers letzte Tage, das die Hitler-Tod-Forschung begründete, stellte die heute bekannten Tatsachen bereits weitgehend korrekt dar, beruhte aber zum Teil auf Hörensagen und war unvollständig, da die sowjetischen Behörden wichtige Zeugen weiterhin festhielten.
Erst nach deren Entlassung Mitte der 1950er Jahre wurden weitere Details bekannt. Vor dem Amtsgericht Berchtesgaden schilderten Hitlers Adjutant Otto Günsche und andere Augenzeugen, was sich am 30. April 1945 im Bunker und im Garten der Reichskanzlei zugetragen hatte. Aufgrund dieser Aussagen erklärte das Gericht Hitler am 25. Oktober 1956 offiziell für tot. Hitlers Nachlass, sein Vermögen und seine Urheberrechte – etwa an seinem Buch Mein Kampf – waren bereits zuvor an den bayerischen Staat gefallen. Am 15. Oktober 1948 hatte die Spruchkammer München I einen Rechtstitel erwirkt, wonach Hitler als Hauptschuldiger im Sinne der Entnazifizierung anzusehen sei, um sein Vermögen als Sühnemaßnahme einziehen zu können. Auf Antrag der Staatsanwaltschaft Wien zog auch die Republik Österreich durch ein Urteil vom 5. September 1952 Hitlers Vermögen ein. Dabei ging es vor allem um Objekte, die zum Bestand des geplanten „Linzer Kunstmuseums“ gehörten.
Trotz alledem gab die bewusste Verschleierung der Wahrheit durch die Sowjetunion bis in die 1980er Jahre hinein den unwahrscheinlichsten Verschwörungserzählungen Raum. Insbesondere Boulevardmedien veröffentlichten immer neue Sensationsstorys, nach denen es Hitler und Eva Braun gelungen sein soll, aus dem belagerten Berlin zu entkommen. Einmal sollten sie mit einem U-Boot nach Argentinien, einmal nach Japan gelangt sein. Hitler wurde u. a. in Indonesien, Kolumbien, Spanien, Albanien, Bayern und der Schweiz vermutet. Weder Trevor-Ropers Bericht noch die Widerlegung der Mythen um Hitlers angebliches Überleben durch den amerikanischen Historiker Donald M. McKale aus dem Jahr 1981 machte auf die Anhänger der Verschwörungstheorien Eindruck. Erst das Ende der Sowjetunion und die Öffnung ihrer Archive brachten zu Beginn der 1990er Jahre letzte Gewissheit. 
Nun wurde bekannt, dass Einheiten der Roten Armee die Überreste Hitlers und Eva Brauns neunmal an verschiedenen Orten in Berlin, Finow, Rathenow, Stendal und Magdeburg begraben hatten, bevor sie 1970 in Schönebeck (Elbe) bis auf wenige Bruchstücke vollständig verbrannt wurden. Die Asche wurde bei Biederitz in die Ehle, einen Nebenfluss der Elbe, gestreut. Hitler zugeschriebene Schädelfragmente, die im Staatsarchiv der Russischen Föderation liegen, wurden 2017 erstmals wissenschaftlich untersucht. Demnach stammt das Stück der Schädeldecke von einer erwachsenen Person. Am linken Scheitelbein wurde ein sechs Millimeter großes Austrittsloch eines Projektils festgestellt. Ein Gebiss, das im Archiv des russischen Geheimdienstes FSB aufbewahrt wird, ließ sich Hitler zuordnen. Zyanid-Rückstände daran legen nahe, dass er Suizid verübte, indem er eine Zyanidkapsel zerbiss und sich gleichzeitig in den Kopf schoss.

## Privatleben
Im persönlichen Gespräch ließ Hitler sich als „Mein Führer“ anreden. Enge Freunde durften seit etwa 1921 seinen Lieblingsspitznamen „Wolf“ verwenden. Im Krieg wählte Hitler für einige Führerhauptquartiere Namen, die das Wort Wolf enthielten.

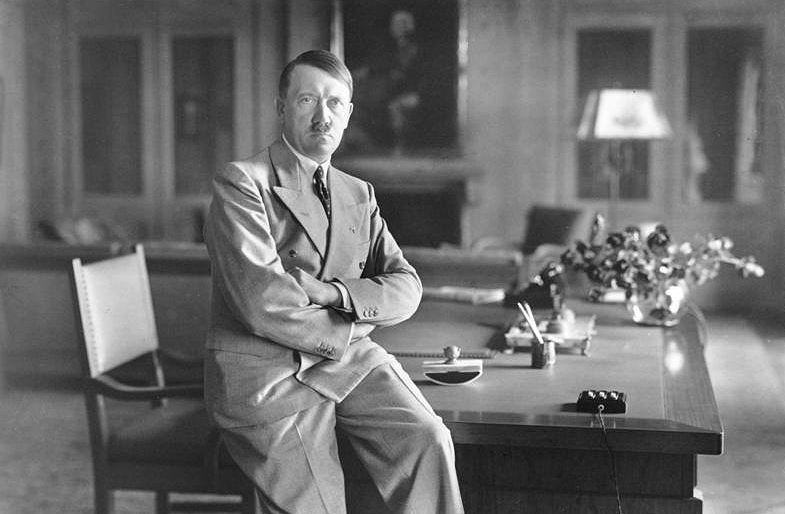
Hitler in seinem Landhaus Berghof, 1936

Vom 1. Mai 1920 bis zum 5. Oktober 1929 wohnte Hitler in München in der Thierschstraße 41 im Stadtteil Lehel. 1929 zog er in eine 9-Zimmer-Wohnung im Stadtteil Bogenhausen, Prinzregentenplatz 16, ein. Ab 1934 nutzte er die Wohnung kaum mehr, obwohl sie seine Meldeadresse blieb. Im Sommer 1933 kaufte er das Haus Wachenfeld auf dem Obersalzberg bei Berchtesgaden und ließ es bis Mitte 1936 zum Berghof umbauen.
Zwischen 1926 und 1931 korrespondierte er vertraulich mit Maria Reiter, einer Urlaubsbekanntschaft, lehnte aber ihren Ehewunsch ab. 1928 mietete er auf dem Obersalzberg ein Landhaus, in das seine Halbschwester Angela Raubal und deren beide Töchter einzogen. 1929 ließ er seine Halbnichte Geli Raubal in seine Münchner Wohnung einziehen und zwang sie, eine Liebesbeziehung zu seinem Chauffeur Emil Maurice zu beenden. Am 19. September 1931 wurde sie mit seinem Revolver erschossen aufgefunden; ein Suizid wurde angenommen. Hitler nutzte diesen Verlust zur Selbstdarstellung gegenüber Parteifreunden: Er wolle „[…] nur noch uneigennützig seiner politischen Mission zum Wohle des deutschen Volkes […] dienen.“

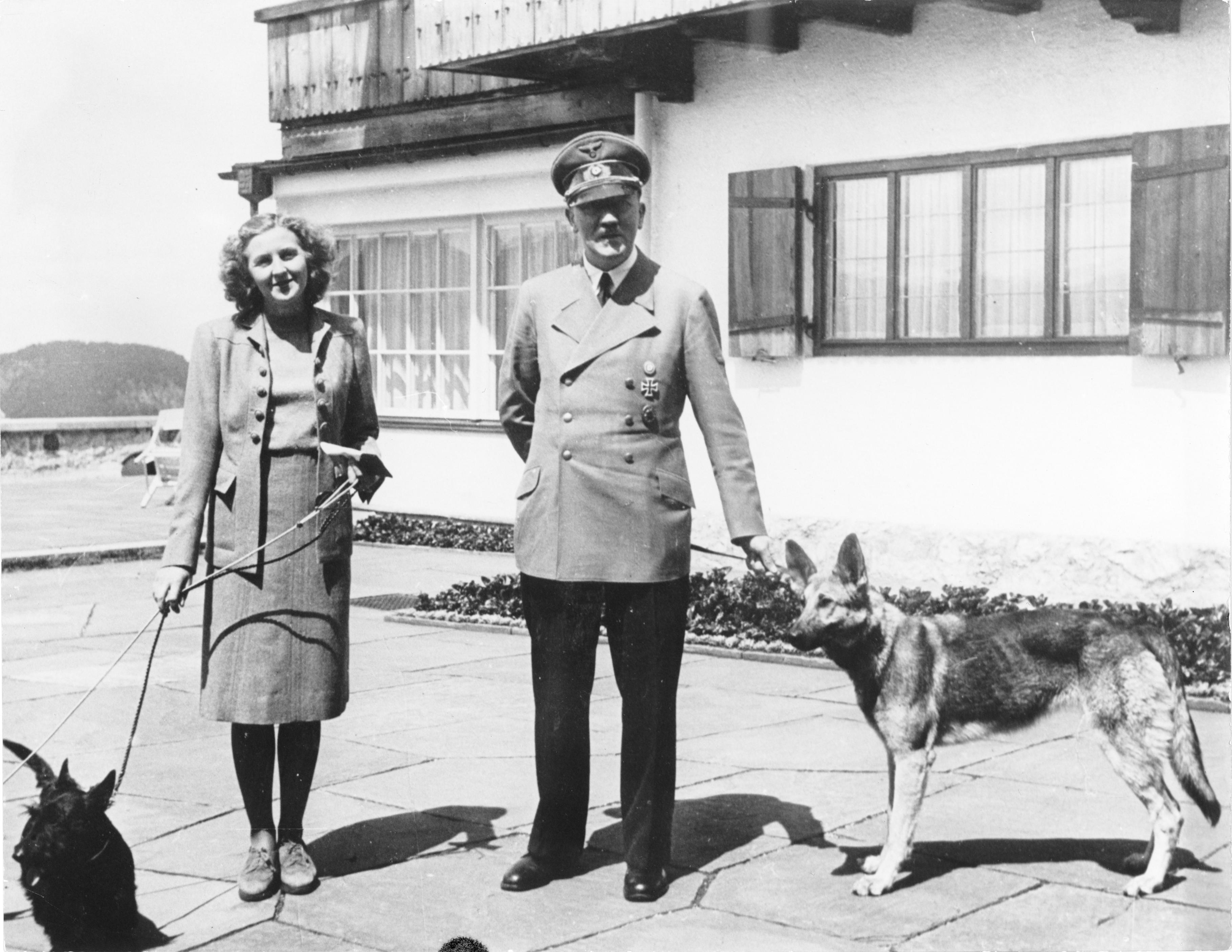
Eva Braun und Adolf Hitler auf dem Berghof, 14. Juni 1942

Seit Januar 1932 kamen Gerüchte auf, dass Hitler mit Eva Braun, einer Angestellten seines Fotografen Heinrich Hoffmann, ein intimes Verhältnis habe. Nach einem Suizidversuch von ihr ging er ein festeres Verhältnis zu ihr ein, das er jedoch bis zu seinem Tod nicht öffentlich bekannt machte. Eine Ehe mit ihr lehnte er bis kurz vor ihrem gemeinsamen Selbstmord ab.
Hitler war seit seiner Jugendzeit Nichtraucher. Nach seiner Haftentlassung 1924 schränkte er seinen Konsum von Alkohol und Fleisch ein. Ab 1932 ernährte er sich aus Furcht vor Magenkrebs vegetarisch. Diese Gewohnheit thematisierte er in Monologen vor engsten Anhängern als Mittel für die nationalsozialistische Gesundheitspolitik nach dem Krieg.
Seit dem Ersten Weltkrieg mochte und hielt Hitler Hunde. Oft ließ er sich mit seiner Schäferhündin Blondi vor idyllischen Landschaften abbilden, um so seine private angebliche Tierliebe und Naturverbundenheit vorzuführen, den Deutschen Identifikation zu ermöglichen und eine verbreitete Sehnsucht nach Harmonie zwischen Führer und Geführten zu bedienen.
Hitler lehnte Hochschulen, Professoren („Profaxe“) und etablierte Wissenschaft lebenslang ab und eignete sich Detailwissen autodidaktisch an. Er konnte sich gelesene Informationen dauerhaft merken und flocht sie bei Bedarf ohne Herkunftsangaben in Reden, Gespräche oder Monologe ein, um sie als eigene Ideen auszugeben. Er besaß 16.000 Bücher, von denen noch rund 1.200 erhalten sind und in der Library of Congress in Washington stehen. Rund die Hälfte davon ist militärische Gebrauchsliteratur; mehr als jedes zehnte Buch behandelt rechte Esoterik, Okkultismus, deutschnationale und antisemitische Themen. Nur wenige Werke gehören zur schönen Literatur, etwa einige Dramen William Shakespeares. Zwischen 1919 und 1921 lieh sich Hitler aus der Bibliothek des Starnberger Zahnarztes Friedrich Krohn verschiedene Werke aus, etwa von Leopold von Ranke, zur Russischen Revolution, von Montesquieu, Jean-Baptiste Rousseau, Immanuel Kant, Schopenhauer, Oswald Spengler, aber auch von Antisemiten wie Houston Stewart Chamberlain, Henry Ford, Anton Drexler, Gottfried Feder und Dietrich Eckart. Während seiner Haftzeit in Landsberg soll sich Hitler mit Karl Marx, Friedrich Nietzsche, Heinrich von Treitschke und Otto von Bismarck befasst haben. Anstreichungen und Randnotizen zeigen sein Leseverhalten. Er beherrschte keine Fremdsprache, nur etwas Französisch seit seiner Realschulzeit. Auslandspresseberichte ließ er sich von seinem Chefdolmetscher Paul-Otto Schmidt übersetzen.

## Historische Einordnungen
Die Hitler-Forschung fragt vor allem, wie Hitler ohne berufliche und charakterliche Qualifikation zum Kanzler und Diktator aufsteigen konnte, welche Ziele er hatte und welche Rolle er im NS-Staat spielte, besonders im Krieg und beim Holocaust.
Friedrich Meinecke war 1946 der Ansicht, Hitler sei vom preußischen Militarismus stark gefördert worden, habe die Kanzlerschaft nur zufällig von Hindenburg erhalten. Mit ihm sei ein „satanisches Prinzip“ und „innere Fremdherrschaft“ in die deutsche Geschichte getreten. Diese Sicht diente in der Nachkriegszeit dazu, „alles oder fast alles Hitler und eben nicht ‚den Deutschen‘ zur Last“ zu legen.
Schon 1936 hatte Konrad Heiden Hitlers Politik als detaillierten Plan zum Erringen der Weltherrschaft beschrieben. Dagegen erklärte Hermann Rauschning 1939, Hitler sei ein Machtpolitiker ohne klare Ziele und benutze außenpolitische Gelegenheiten nur für Machtgewinn. Dieser Sicht folgte 1952 Alan Bullock, der erste international anerkannte Hitlerbiograf: Hitler sei ein „völlig prinzipienloser Opportunist“ mit nur einer Idee gewesen, nämlich „seine eigene und die Macht der Nation, mit der er sich identifizierte, immer weiter auszudehnen“. Laut Alan J. P. Taylor (1961) wollte Hitler wie frühere deutsche Politiker nur Deutschlands kontinentale Großmachtstellung wiederherstellen. Dagegen begründete Hugh Trevor-Roper 1960 mit späteren Aussagen Hitlers seine Ansicht, Hitler habe konsequent sein frühes Lebensraum-Konzept durchgehalten und verwirklicht.
Günter Moltmann vertrat 1961 die Ansicht, Hitler habe die Weltherrschaft angestrebt. Andreas Hillgruber führte 1963 aus: Hitler habe zuerst Kontinentaleuropa, dann den Nahen Osten und die britischen Kolonien erobern wollen, um später die USA besiegen und die Welt beherrschen zu können. Klaus Hildebrand, Jost Dülffer, Jochen Thies, Milan Hauner und andere „Globalisten“ stützten Hillgrubers These mit Spezialuntersuchungen. Auch für die „Kontinentalisten“ (Trevor-Roper, Eberhard Jäckel, Axel Kuhn) bestimmte Hitler die NS-Außenpolitik und hielt sein rassistisches Lebensraumprogramm und eine dauerhafte Weltmachtstellung Deutschlands bei allen taktischen Wendungen als Kernziele durch.
Schon 1941 meinte Ernst Fraenkel: Die Konkurrenz zwischen Verwaltungsbehörden und NSDAP habe Hitlers Handlungsspielraum begrenzt. In den 1970er Jahren stritt die Forschung darüber, ob eher individuelle Absichten oder eher allgemeine Entwicklungen und anonyme Machtstrukturen die NS-Zeit bestimmten und ob Hitler eher ein „starker“, die Geschichte eigenwillig bestimmender oder eher ein „schwacher“, auf Zeitumstände und Sachzwänge reagierender Diktator war.
Hitlers Rolle beim Holocaust war besonders umstritten. „Intentionalisten“ wie Hillgruber und Jäckel sahen Hitlers „rassenideologisches Programm“ und konsequent verfolgte Vernichtungsabsicht als entscheidenden Faktor, auch wenn er nicht jede einzelne Eskalationsstufe des Holocaust initiiert habe. „Funktionalisten“ wie Hans Mommsen und Martin Broszat dagegen erklärten den Holocaust aus einer kumulierenden Eigendynamik und einem komplexen Bedingungsgeflecht von vorauseilendem Gehorsam, innenpolitischer Funktionalisierung und selbstgeschaffenen Sachzwängen. Hitlers antisemitische Rhetorik habe diesen Prozess nur ausgelöst.
Neuere Spezialuntersuchungen zum „Räderwerk der Vernichtung“ haben diesen Deutungsstreit überholt. Im Prozess (1995–2000) gegen den Holocaustleugner David Irving belegte Peter Longerich mündliche Befehle Hitlers zur Judenvernichtung und seine treibende Kraft bei deren Durchführung. Auch Raul Hilberg, dessen Monographie Die Vernichtung der europäischen Juden 1961 den Holocaust aus dem Zusammenspiel der verschiedenen Machtgruppen und Behörden im NS-System erklärte, betonte 2002: Dass Hitler seinen Antisemitismus „zum Regierungsprogramm machte, führte zum Mord an den europäischen Juden“. Kershaw fasste 2009 zusammen:

„Hitlers Rolle war entscheidend und unverzichtbar auf dem Weg zur Endlösung. […] ohne Hitler und das einzigartige Regime, an dessen Spitze er stand, wäre die Schaffung eines Programms zur Verwirklichung der physischen Ausrottung der Juden Europas undenkbar gewesen.“

1961 hatte Waldemar Besson eine Biografie, die Hitler als prägenden Repräsentanten der NS-Zeit darstelle, zur wichtigsten Aufgabe der Geschichtsschreibung erklärt. Die NS-Forschung verwarf Hitlerbiografien von Zeitzeugen wie Helmut Heiber (1960), Hans Bernd Gisevius (1963), Ernst Deuerlein (1969), Robert Payne (1973) wie auch Bestseller von Geschichtsrevisionisten wie Erich Kern, David Irving und Werner Maser sowie Werke zur Psychopathographie Adolf Hitlers von Walter Charles Langer, Rudolph Binion und Helm Stierlin als wissenschaftlich wenig ertragreiche „Hitler-Welle“.
Auch die Hitlerbiografie von Joachim Fest (1973) wurde als auf die Einzelperson fixierter „Hitlerismus“ kritisiert, da sie großenteils auf seinen Gesprächen mit Albert Speer beruhe und Hitlers Vernichtungspolitik aus einem selbstzerstörerischen Charakterzug erkläre. Broszat lehnte jede Erklärung von Hitlers Politik nach 1933 aus seiner frühen Biografie als unzulässigen Rückschluss von historischen Wirkungen auf persönliche Ursachen ab.
Faschismustheorien wiederum sahen Hitler nur als austauschbare Figur und vernachlässigten seine individuellen Absichten und Taten. In der DDR erschien deshalb keine Hitlerbiografie. Gerhard Schreiber stellte 1983 als westlichen Forschungskonsens heraus: Hitler sei für den Nationalsozialismus unersetzlich und die NS-Zeit ohne ihn undenkbar gewesen. Diese Wirkung hätten auf Hitlers „Persönlichkeit“ fokussierte Biografien kaum erklärt. Man müsse auch die historischen Bedingungen für seinen Werdegang darstellen. Diesem Anspruch versuchte Ian Kershaw mit seiner zweiteiligen Hitlerbiografie (1998; 2000) zu genügen. Er erklärt Hitlers Aufstieg mit Max Webers Modell der „charismatischen Herrschaft“: Aufgrund der sozialen Bedingungen nach dem Ersten Weltkrieg habe der „Führermythos“ Hitlers Popularität und seine späteren Anfangserfolge begründet. Seine Macht habe darauf beruht, dass seine Anhänger und große Teile der deutschen Gesellschaft bereit waren und sich verpflichteten, auch ohne direkte Befehle „im Sinne des Führers ihm entgegenzuarbeiten“, wie es der NSDAP-Beamte Werner Willikens 1934 ausdrückte.
Ludolf Herbst kritisierte: Kershaw deute Hitlers charismatische Herrschaft als vom Glauben der Beherrschten getragene soziale Beziehung und somit als Produkt gesellschaftlicher Erwartungen. Dabei bleibe unbeachtet, ob und wie dieses Charisma den politischen Alltag bestimmt habe. Ein Glaube der meisten Deutschen an außergewöhnliche Fähigkeiten Hitlers, der die NS-Herrschaft legitimiert habe, sei nicht beweisbar. Die NS-Propaganda habe Hitlers Charisma künstlich geschaffen, um Heilserwartungen der Deutschen auszunutzen.
Brendan Simms äußerte im Jahr 2020 seine Ansicht, dass alle bisherigen Veröffentlichungen über Adolf Hitler dessen Aversion gegen das Vereinigte Königreich und die Vereinigten Staaten im Allgemeinen und gegen den amerikanisch dominierten internationalen Kapitalismus im Besonderen außer Acht ließen und dass diese mit Respekt durchsetzte Ablehnung gegenüber den Briten und Amerikanern, die Hitler im Ersten Weltkrieg entwickelte, wesentlich seine Weltanschauung prägte, von der er sich leiten ließ.

## Veröffentlichungen
- Mein Kampf.
  - Band 1: Eine Abrechnung. Franz Eher Verlag, München (Juli) 1925; 2. Auflage ebenda (Dezember) 1925; weitere Auflagen: 1926, 1932 ff.
  - Band 2: Die nationalsozialistische Bewegung. Franz Eher Verlag, München (Dezember) 1926; 2. Auflage ebenda 1927; weitere Auflagen: 1932 ff.
- Adolf Hitlers Reden. Hrsg. von Ernst Boepple. Boepple, München 1925.
- Die Südtiroler Frage und das deutsche Bündnisproblem. Eher, München 1926.
- Die Reden Hitlers am Reichsparteitag 1933. Eher, München 1934.
- Rede des Reichskanzlers Adolf Hitler vor dem Reichstag am 13. Juli 1934. Müller, Berlin 1934.
- Die Reden Hitlers am Parteitag der Freiheit 1935. Eher, München 1935.
- Reden des Führers am Parteitag der Ehre 1936. 6. Auflage. Eher, München 1936.
- Führerbotschaft an Volk und Welt. Eher, München 1938.
- Reden des Führers am Parteitag Großdeutschland 1938. 6. Auflage. Eher, München 1939.
- Reichstagsrede vom 6. Oktober 1939. Eher, München 1939.
- Der großdeutsche Freiheitskampf. Reden Adolf Hitlers. Hrsg. von Philipp Bouhler. 3 Bände. Eher, München 1940–1943.

Quelleneditionen
- Hitler. Reden, Schriften, Anordnungen. Februar 1925 bis Januar 1933. Hrsg. vom Institut für Zeitgeschichte. De Gruyter Saur, München 1992–2003.
  - Band I: Die Wiedergründung der NSDAP. Februar 1925 – Juni 1926. Herausgegeben und kommentiert von Clemens Vollnhals. München 1992.
  - Band II: Vom Weimarer Parteitag bis zur Reichstagswahl. Juli 1926 – Mai 1928. Herausgegeben und kommentiert von Bärbel Dusik. München 1993.
    - Teil I: Juli 1926 – Juli 1927
    - Teil II: August 1927 – Mai 1928

  - Band II/A: Außenpolitische Standortbestimmung nach der Reichstagswahl. Juni–Juli 1928. Eingeleitet von Gerhard L. Weinberg. Herausgegeben und kommentiert von Gerhard L. Weinberg, Christian Hartmann und Klaus A. Lankheit. München 1995.
  - Band III: Zwischen den Reichstagswahlen. Juli 1928 – September 1930.
    - Teil 1: Juli 1928 – Februar 1929. Herausgegeben und kommentiert von Bärbel Dusik und Klaus A. Lankheit unter Mitwirkung von Christian Hartmann. München 1994.
    - Teil 2: März 1929 – Dezember 1929. Herausgegeben und kommentiert von Klaus A. Lankheit. München 1994.
    - Teil 3: Januar 1930 – September 1930. Herausgegeben und kommentiert von Christian Hartmann. München 1995.

  - Band IV: Von der Reichstagswahl bis zur Reichspräsidentenwahl. Oktober 1930 – März 1932.
    - Teil 1: Oktober 1930 – Juni 1931. Herausgegeben und kommentiert von Constantin Goschler. München 1994.
    - Teil 2: Juli 1931 – Dezember 1931. Herausgegeben und kommentiert von Christian Hartmann. München 1995.
    - Teil 3: Januar bis März 1932. Herausgegeben und kommentiert von Christian Hartmann. München 1997.

  - Band V: Von der Reichspräsidentenwahl bis zur Machtergreifung. April 1932 – Januar 1933.
    - Teil 1: April 1932 – September 1932. Herausgegeben und kommentiert von Klaus A. Lankheit. München 1996.
    - Teil 2: Oktober 1932 – Januar 1933. Herausgegeben und kommentiert von Christian Hartmann und Klaus A. Lankheit. München 1998.

  - Band VI: Register, Karten und Nachträge. Herausgegeben und kommentiert von Christian Hartmann Katja Klee und Klaus A. Lankheit. München 2003.
  - Ergänzungsband: Der Hitler-Prozess 1924. Herausgegeben von Lothar Gruchmann und Reinhard Weber unter Mitarbeit von Otto Gritschneder. München 1997–1999.
- Josef Becker, Ruth Becker (Hrsg.): Hitlers Machtergreifung. Dokumente vom Machtantritt Hitlers 30. Januar 1933 bis zur Besiegelung des Einparteienstaates 14. Juli 1933. Dtv, Neuauflage 1996, ISBN 3-423-02938-2.
- Robert Eikmeyer (Hrsg.): Adolf Hitler: Reden zur Kunst und Kulturpolitik. 1933–1939. Mit einer Einführung von Boris Groys. Revolver, Frankfurt am Main 2004, ISBN 3-86588-000-2.
- Christian Hartmann u. a. (Hrsg.): Hitler, Mein Kampf. Eine kritische Edition (2 Bände). Institut für Zeitgeschichte, München/Berlin 2016, ISBN 978-3-9814052-3-1.
- Institut für Zeitgeschichte (Hrsg.): Hitlers zweites Buch. Ein Dokument aus dem Jahr 1928. Eingeleitet und kommentiert von Gerhard Ludwig Weinberg, mit einem Geleitwort von Hans Rothfels. Deutsche Verlags-Anstalt, Stuttgart 1961.
- Werner Jochmann (Hrsg.): Monologe im Führerhauptquartier 1941–1944. Aufgezeichnet von Heinrich Heim (1980). Sonderauflage, Orbis, München 2000, ISBN 3-572-01156-6.
- Henry Ashby Turner: Hitlers geheime Broschüre für Industrielle. 1927. In: Ders.: Faschismus und Kapitalismus in Deutschland. Studien zum Verhältnis zwischen Nationalsozialismus und Wirtschaft. 2. Auflage. V&R, Göttingen 1980, S. 33–59.

## Benennungen
1937 benannte der österreichische Käfersammler Oskar Scheibel eine von ihm neu entdeckte Laufkäferart nach Adolf Hitler Anophthalmus hitleri.
Für nach Hitler benannte Straßen und Plätze siehe Adolf Hitler als Namensgeber von Straßen und Plätzen.